# Tijdlijn van de Nederlandse geschiedenis
Dit is een tijdlijn van het geschiedkundig verhaal van het gebied van het huidige Nederland.

## Tijdlijn
| |  | - Resten van kamp van jager-verzamelaars in de Belvédère-groeve bij Maastricht; oudste menselijke (Homo heidelbergensis) sporen in Nederland bestaande uit stenen werktuigen en dierenbotten. - Bij Rhenen zijn stenen gevonden die bewerkt zijn volgens de Levalloistechniek. - Tijdens het Saalien, het op een na laatste glaciaal, wordt in Nederland een toendraklimaat regelmatig afgewisseld met een ijsklimaat, waardoor bewoning vaak niet mogelijk is. - De temperatuur begint te stijgen, waardoor bewoning tijdens het Holoceen weer mogelijk wordt. Sporen van de Hamburgcultuur zijn gevonden in Friesland en Drenthe. - In de buurt van Sint Odiliënberg is de oudste tekening van Nederland gevonden. - De zeespiegel staat in het begin van het Holoceen nog zo laag dat een groot deel van het Noordzeebekken droog ligt, waarbij de kustlijn noordelijk ligt van de huidige Doggersbank en Engeland nog verbonden is met het vasteland. - Sporen van de Ahrensburgcultuur zijn in Noord-Brabant gevonden, de eerste die pijl-en-boog gebruikte. - In 1955 wordt de Kano van Pesse gevonden, een uitgeholde boomstam, die zich thans in het Drents Museum in Assen bevindt. - In het Vroeg-Atlanticum staat de zeespiegel op ca. −20 m NAP en komt de kustlijn in de buurt van de huidige. De stuwwallen van het Texel-IJsselmeer Hoog en het Groningen Hoog steken uit als landtongen. - Trijntje is de naam die gegeven werd aan het oudste menselijke skelet dat in Nederland is aangetroffen te Hardinxveld-Giessendam. De restanten uit de Swifterbantcultuur en een reconstructie bevinden zich in het Rijksmuseum van Oudheden in Leiden. - De volkeren van de bandkeramische cultuur vestigen zich op de hogere, vruchtbare lössgronden van Zuid-Limburg en vormen daarmee de eerste landbouwers in Nederland, waarmee hier het Neolithicum begint. Vooral in Elsloo zijn veel vondsten uit deze periode gedaan. Na zo'n 700 jaar verdwijnt deze cultuur om nog niet bekende redenen. - Boven de rivieren is een cultuur van jager-verzamelaars te vinden, waaruit zich de Swifterbantcultuur ontwikkelt. - In 1968 wordt bij de aanleg van de Deltawerken in een veenlaag op 8 meter diepte het Mannetje van Willemstad gevonden. - In Zuid-Nederland worden sporen gevonden van de Michelsbergcultuur. - Tijdens het Subboreaal sluit de westkust zich steeds meer, met als gevolg dat de achterliggende lagune verzoet, wat grootschalige veenvorming in de hand werkt. - In het Savelsbos bij het Limburgse dorp Rijckholt worden de vuursteenmijnen van Rijckholt in gebruik genomen, de oudste bekende mijnen van Europa. In een groot aantal kleinschalige mijnen wordt gedurende een periode van meer dan 1000 jaar zo'n 40.000 ton vuursteen gewonnen, dat naar grote delen van Europa wordt geëxporteerd. Enkele eeuwen jonger zijn de vuursteenmijnen van Valkenburg. - In Drenthe en andere delen van Nederland zijn de hunebedden indrukwekkende overblijfselen van de Trechterbekercultuur; in Friesland vindt terpbewoning plaats; in de duingebieden van West-Nederland zijn overblijfselen gevonden van de Vlaardingencultuur. - De leden van de standvoetbekercultuur maken gebruik van karren. - In het Archeologiemuseum Stein in Stein (Limburg) bevindt zich de neolithische grafkelder van Stein van de Seine-Oise-Marnecultuur met crematieresten van ongeveer 35 mensen, potscherven en vuurstenen pijlpunten. - Naast en uit de standvoetbekercultuur ontstaat de klokbekercultuur. Hiermee begint een tijd van intensieve contacten overzee, wat verklaart waarom de prehistorische culturen van Nederland en Engeland aan weerszijden van de Noordzee altijd zoveel met elkaar gemeen hebben. Ze bereiken zelfs Noord-Afrika. - De Bronstijd zorgt in Nederland niet direct voor nieuwe culturen, maar wel voor meer specialisatie. De handel wordt in deze tijd belangrijker. Bij Wageningen zijn uit deze tijd een stafdolk, bijl, mes en armband gevonden. - In 1953 wordt in het veen de bronzen dolk van Barger-Oosterveld gevonden. - De Hilversumcultuur verspreidt zich van Midden-Nederland tot Calais en duurt tot ca. 1200 v.Chr. - Het bronzen zwaard van Jutphaas is een van de vijf bijna identieke zwaarden die in Bretagne, Bourgondië, Zuid-Engeland en Nederland zijn gevonden. Deze dienden niet voor de strijd, maar om de status van de eigenaar te benadrukken. - In heel Europa ontstaat vrij plotseling de urnenveldencultuur doordat men overstapt op crematie, mogelijk door nieuwe religieuze inzichten. Op de Boshoverheide bevindt zich het grootste teruggevonden urnenveld. - In het skelet van de Krabbeplasman is het oudste menselijke DNA aangetroffen dat ooit in Nederland is gevonden. - Het tempeltje van Barger-Oosterveld speelt een rol bij rituelen in het veen. - In 1938 wordt bij Emmer-Erfscheidenveen het oudste veenlijk van Nederland gevonden, waarschijnlijk een mensenoffer. - In 1961 wordt bij Barger-Oosterveld een ijzeren pennetje van vier centimeter gevonden. Het zal echter nog lang duren voordat ijzer op grote schaal gebruikt wordt. - Bij Wijchen zijn resten gevonden van een vierwielige pronkwagen. In Zuid-Nederland neemt de vroeg-Keltische Hallstattcultuur de plaats in van de urnenveldencultuur. - In Friesland en Groningen worden de eerste wierden aangelegd, in Friesland terpen genoemd. - Het zuiden van Nederland komt onder de invloed van de La Tène-periode. Krijgsgeweld neemt toe. - De munt doet geleidelijk zijn intrede. - In 1818 wordt de Valtherbrug gevonden, een veenweg tussen Ter Apel en Valthe. - De Germanen dringen op en verdrijven langzaam de Kelten. |
| |  | - Julius Caesar komt min of meer door toeval in Nederland terecht tijdens de Gallische Oorlog, waarbij hij de Usipetes en Tencteren vrijwel uitroeit. Met zijn Commentarii Rerum in Gallia Gestarum maakt hij een einde aan de prehistorie in Nederland, al zijn geschreven bronnen na de Romeinen schaars en zou een deel van de Middeleeuwen in Nederland in die zin als prehistorie opgevat kunnen worden. - Octavianus wordt princeps. De Bataven wonen in het rivierengebied, terwijl de Cananefaten zich westelijk van hen hebben gevestigd. In Overijssel bevinden zich de Chamaven, in het noorden de Frisii. Zij worden beschreven door Tacitus in zijn Germania. - Drusus sluit een verdrag met de Bataven en de Cananefaten, zodat hun gebied deel uitmaakt van Gallia Belgica. Op het Insula Batavorum (Bataveneiland) wordt een groot legerkamp gebouwd. Later zal hier vlak bij een aantal nederzettingen gesticht worden die bij elkaar Oppidum Batavorum genoemd worden, mogelijk het latere Noviomagus (Nijmegen). - De Romeinse veldheer Drusus verslaat, volgens de latere geschiedschrijver Cassius Dio met behulp van de Friezen, de Chauken bij de Eemsmonding. Hij laat de Drususgracht en Drususdam aanleggen en heeft zijn hoofdkwartier op het Kops Plateau ten oosten van het huidige Nijmegen. Drusus overlijdt na een succesvolle veldtocht ergens langs de Lippe ten gevolge van een val van zijn paard. - De Romeinen leggen de belangrijke oost-westverbinding tussen Colonia Claudia Ara Agrippinensium (Keulen) en Gesoriacum (Boulogne-sur-Mer) aan, de latere Via Belgica. Bij de Romeinse brug over de Maas ontstaat de nederzetting Mosa Trajectum (Maastricht) met onder andere een tempel- en badhuiscomplex. - Het is niet duidelijk of veenlijken, zoals het meisje van Yde en het paar van Weerdinge, het gevolg zijn van mensenoffers of van de Germaanse rechtspraak. - Princeps Augustus zegt toe dat Tiberius, de oudere broer van Drusus, zijn opvolger is. Deze heeft de veldtochten van zijn broer voortgezet, waardoor het gebied tussen de Rijn en de Elbe nu in handen is van de Romeinen. - In 1996 wordt bij Vlaardingen een boemerang gevonden, waarschijnlijk van een Cananefaat. - Tiberius verslaat een stam Sugambren en deporteert ze gedeeltelijk naar de noordelijke Rijnoever. - De Frisii, Bataven en Cananefaten komen niet in opstand na de Romeinse nederlaag in de Slag bij het Teutoburgerwoud tegen Arminius. - Nadat Augustus overlijdt, breken er onlusten uit onder de Romeinse troepen. Germanicus weet deze te bezweren en de twee jaar daarna besteedt hij aan veldtochten tegen Arminius, geholpen door zijn Bataafse cohorten. Keizer Tiberius geeft Germanicus uiteindelijk in 16 opdracht de strijd in Germanië op te geven. De Bataven dienen ook als de lijfwacht, corporis custos van onder andere Tiberius en de latere Nero. - De oprichting van de Nijmeegse godenpijler markeert de pacificatie van Germanië en het begin van de Pax Romana ("Romeinse vrede") in een groot deel van Nederland. - Nadat Olennius onredelijke belastingen eist, komen de Friezen in Noord-Nederland in opstand. Tijdens de Slag in het Baduhennawoud lijden de Romeinen een nederlaag, waarna Olennius zich terugtrekt in het castellum Flevum. De opstand veroorzaakt paniek tot in Noviomagus. Dat weten we omdat iemand zijn geld in allerijl begroef en het nooit weer heeft gevonden. - De Tolsumer Akte is de oudste bewaarde geschreven tekst van Nederland. - Corbulo brengt de vloot van de Chauken tot zinken. Dezen plunderen onder de Cananefatische oud-legionair Gannascus de kust van Germania Inferior en Gallia Belgica. De Rijn wordt door Claudius als limes vastgesteld, hoewel de Frisii onder Romeins bestuur blijven. De rivier geldt zowel als scheidingslijn tussen de gebieden, als bindend element, doordat deze transport en communicatie vereenvoudigt. - Claudius verbiedt verdere veldtochten tegen de Germanen, omdat hij de prioriteit geeft aan de invasie van Britannia. Corbulo laat dan maar het kanaal van Corbulo graven, een verbinding van het huidige Naaldwijk en het huidige Leiden tussen de toenmalige Maas en de toenmalige Rijn (de huidige Oude Rijn). - De Friese aanvoerders Malorix en Verritus worden Romeins staatsburger, maar moeten het stuk grond ten zuiden van de Rijn dat zij bezet hebben verlaten. - Door het machtsvacuüm van het Vierkeizerjaar na de dood van Nero wordt de Bataafse Opstand mogelijk onder leiding van Julius Civilis. Alle Romeinse vestingen en vestigingen in Germania Inferior en Gallia Belgica gaan in vlammen op, inclusief Oppidum Batavorum en Tongeren. Het jaar daarop wordt de opstand neergeslagen. - Na de Batavenopstand onder Julius Claudius Civilis verblijft te Noviomagus (Nijmegen) een legioen Romeinen bestaande uit tussen 4200 en 6000 militairen waaronder 300 ruiters. - Onder Gnaeus Julius Agricola dienen Bataven in Britannia met eigen bevelhebbers, maar ook in Noricum en Raetia. - Het Germaanse gebied van het Romeinse Rijk wordt in 2 deelgebieden georganiseerd (z.g. provinciae): "Germania superior" (Oost-Europa & Nabije Oosten) en "Germania inferior" (De Lage Landen, Frankrijk & Duitsland). - De nederzetting Coriovallum (Heerlen) op het kruispunt van twee Romeinse heirbanen ontwikkelt zich tot een relatief grote stad. De ruïne van het Romeinse badhuis, bewaard in het Thermenmuseum, is het grootste Romeinse monument en het oudste volledig stenen gebouw van Nederland. - Hadrianus bezoekt Germania Inferior en verleent marktrechten aan de belangrijkste plaats van de Cananefaten (een deel van het huidige Voorburg), waarna de plaats Forum Hadriani gaat heten. Noviomagus wordt waarschijnlijk een municipium. - Ook Forum Hadriani wordt een municipium. - De Friese ruiters van het Cuneus Frisionum worden ingezet in Britannia. - De Chauken trekken plunderend rond, wat de reden is dat uit deze tijd veel muntschatten gevonden worden. - De Sarcofaag van Simpelveld – eigenlijk een askist – is aan de binnenkant in reliëf gebeeldhouwd, bestaande uit een liggende vrouw met het interieur van haar huis. - In 1970 vindt een visser delen van een Nehalennia-altaar in zijn netten, terwijl hij bij Colijnsplaat aan het vissen is. Later vindt hij circa 200 votiefstenen en resten van een Romeins bouwwerk. Bij Domburg waren al in 1647 resten van een Nehalennia-tempel gevonden. - Door de Constitutio Antoniniana krijgen alle vrije burgers in de provincies het Romeinse burgerrecht, waardoor keizer Caracalla meer belastingen kan innen. - Keizer Severus Alexander wordt vermoord, waarna de crisis van de 3e eeuw volgt waarin de ene soldatenkeizer de andere opvolgt, vaak met geweld. Hierdoor verdwijnt de invloed van het centrale Romeinse gezag in Germania Inferior. De crisis eindigt pas in 284, als Diocletianus aan de macht komt. - De Franken worden voor het eerst genoemd als zij zich in het Rijk willen vestigen en de Rijn oversteken, waarna ze plunderend door Gallië trekken. Ze worden echter bij Mainz verslagen, waarna ze zich aan de oostoever vestigen. - Kusterosie zorgt ervoor dat het water komt tot aan het castellum van Oudenburg, waarschijnlijk Portus Epiatici. Ook Brittenburg, de meest westelijke Romeinse fortificatie aan de Oude Rijn, komt onder water te staan. De Romeinen kunnen de strijd tegen het water niet winnen en verlaten het gebied. - Door het heersende machtsvacuüm kan onder Postumus het Gallische keizerrijk ontstaan naast het echte Romeinse Rijk. Postumus weet de tot in Spanje doorgedrongen Franken te verslaan en bestrijdt de Frankische zeerovers bij de Nederlandse kust. - Na de dood van Postumus weten de Franken zich toch over de Rijn te vestigen, waarmee een einde komt aan de romanisering. - Keizer Constantius I Chlorus onderwerpt de Franken en brengt een deel van hen over naar Noord-Frankrijk. De Salische Franken beschermen nu de grens tegen andere Germanen. - Nadat Constantijn de Grote in 312 bekeerd is tot het christendom verspreidt deze godsdienst zich versneld over het hele Romeinse rijk. Ook in Nederland zijn al christenen. - Julianus de Afvallige staat de Salische Franken toe zich te vestigen in Toxandrië als foederati. - Servaas van Maastricht, bisschop van Tongeren verplaatst volgens de overlevering de bisschopszetel naar Maastricht en overlijdt aldaar. - Stilicho roept de Romeinse troepen terug van de grensgebieden om Italië te verdedigen tegen de Goten. De meeste steden en Romeinse villa's worden verlaten; Maastricht blijft door de aanwezigheid van de bisschopszetel bewoond. - In 405 of 406 staken de Vandalen en Alanen de Rijn over. Later volgden ook de Sueben, Bourgonden en Franken. - In de buurt van Troyes, het Campus Mauriacus komt een geallieerd leger van de visigotische koning Theodorik en de Romeinse veldheer Aetius in strijd met de Hunnen. Na de Slag op de Catalaunische Velden is het gevaar van de Hunnen geweken. - Romulus Augustulus, de laatste keizer van het West-Romeinse Rijk, wordt afgezet door Odoaker. Deze biedt aan de Oost-Romeinse keizer Zeno de westelijke keizerskroon aan. |
| |  | - Het graf van Childerik I in Doornik wordt in 1653 ontdekt, en geldt als het rijkste Frankische koningsgraf dat ooit is gevonden. Hij vecht enkele malen aan de zijde van de Romeinen, onder meer met Aegidius tegen de Visigoten bij Orléans in 463 en met comes Paulus tegen de Angelsaksen in Angers in 464. - Clovis I, koning der Franken, laat zich dopen, waarna de Franken in groten getale overgaan naar het christelijke geloof. - Een Friese koning van wie de naam niet is overgeleverd, verslaat tijdens de Slag aan de Rijn met zijn leger de Deense dan wel Zweedse indringers, die worden aangevoerd door koning Hygelac. - Chlotarius I verovert een deel van Friesland. Volgens de Frankische gewoonte is zijn rijk echter een persoonlijk gebied en wordt als zodanig bij zijn dood onder zijn zonen verdeeld. Vaak ontstaan door de rivaliteit onderlinge oorlogen, wat zorgt voor een machtsvacuüm in de randgebieden. Hierdoor kunnen de Friezen meermalen gebieden heroveren. - Dorestad komt tot bloei door de handel tussen de Chamaven van Hamaland, de Friezen en de Franken en met Scandinavië en Engeland. - Na een periode van interne strijd in Frankrijk, waardoor de Frankische invloed in Nederland vrijwel verdwijnt, komt Dagobert I met een klein leger naar het noorden. In Utrecht wordt een kerkje gesticht. Na het overlijden van Dagobert volgt weer een periode van neergang van de Frankische macht en vervalt het kerkje. - Sint Amandus, de latere bisschop van Maastricht, wordt daar door de paus tot missiebisschop voor Friesland en de Saksen gewijd. Hij richt diverse kloosters en kerken op, zoals de Sint-Pieterskerk en de Sint-Baafsabdij in Gent en het klooster van Elnone of Elonon, waar hij overlijdt. - De Romeinse keerploeg keert weer terug om langzaam het eergetouw te vervangen, waardoor het land beter bewerkt kan worden en opbrengsten groter worden. - De Frankische hofmeier Pepijn II van Herstal wint de Slag bij Dorestad en verovert zo het gebied ten zuiden van de Oude Rijn op de Friezen onder Radbod. Ter bezegeling van de nieuwe verhoudingen trouwt de zoon van Pepijn, Grimoald II, met Theudesinde, de dochter van Radbod. - Willibrord wordt door paus Sergius I tot aartsbisschop der Friezen gewijd, met Utrecht als zijn zetel. - Pepijn van Herstal overlijdt, waarna een opvolgingsstrijd uitbarst. Radbod maakt hiervan gebruik en weet in 716 Karel Martel te verslaan in de Slag bij Keulen. Radbod overlijdt in 719 en rond 720 weet Karel – de winnaar van de successiestrijd – het Frankische gezag rond Utrecht te herstellen. - Willibrord sticht op het door Pepijn van Herstal en zijn echtgenote Plectrudis geschonken landgoed Suestra de abdij van Susteren, waarschijnlijk de oudste abdijstichting in Nederland. - Poppo van de Friezen wordt verslagen door Karel Martel in de Slag aan de Boorne. - De Utrechtse Doopgelofte is een van de weinige overgebleven voorbeelden van Oudnederlands. - De bisschop van Mainz, Bonifatius, wordt met zijn gevolg gedood in Friesland. - Karel de Grote en diens broer Carloman worden koning van het Frankische rijk. Carloman sterft op 5 december 771, waarna Karel koning wordt van het gehele Frankische rijk. Hij weet dit tijdens zijn heerschappij enorm uit te breiden. Alle vrije inwoners moeten een eed van trouw aan hem zweren, waardoor hij meer macht heeft dan zijn voorgangers. - De Saksen steken de kerk van Lebuïnus in Deventer in brand nadat de Franken de Irminsul op de belangrijkste verzamelplaats van de Saksen vernietigen. Daarop onderneemt Karel een strafexpeditie. De Saksenoorlogen duren in het huidige Duitsland tot 804, maar eindigen in de Nederlanden als Widukind zich in 785 laat dopen met Karel de Grote als peter. De Franken kerstenen de Saksen met veel geweld, op het beoefenen van heidense rituelen staat de doodstraf. - Liudger geneest volgens overlevering in Helwerd de blinde Friese dichter Bernlef, die daarna overgaat tot het christendom. - Karel de Grote wordt tot keizer gekroond. - De Ewa quae se ad Amorem habet is de eerste wettekst die het heeft over een waterkering (sclusam, sluis) in het gebied van de Nederlanden. - Godfried van Denemarken valt met 200 schepen Friesland aan als vergelding voor de pogingen van Karel de Grote om Denemarken bij zijn rijk te voegen, na daarvoor al de Danevirk versterkt te hebben. De Deense vorst wordt dat jaar vermoord door een van zijn Huskarls. Als verdediging tegen de aanvallen van de Vikingen laat Karel de Grote vlooteenheden plaatsen in Boulogne en Gent en maakt Friesland – wat in deze tijd strekt van Sincfala tot de Wezer – een mark met de verplichting tot permanente paraatheid. - Karel overlijdt en wordt opgevolgd door zijn enige nog levende zoon, Lodewijk de Vrome, waardoor het wederopgestane "West-Romeinse Rijk" nog een generatie lang ongedeeld blijft. Dit is een vrij zeldzame situatie, aangezien het Frankisch recht vereist dat het rijk verdeeld wordt onder de nog levende zonen, wat vaak voor onderlinge strijd en verdeeldheid zorgt. - Karel de Grote's biograaf Einhard trekt zich terug van het hof te Aken en wordt lekenabt van het Sint-Servaasklooster te Maastricht. Hij schenkt de kerk belangrijke relieken, de zogenaamde Einhardsboog en waarschijnlijk ook de Sleutel van Sint-Servaas, waardoor de status van de kerk zeer toeneemt. - Harald Klak wordt door Lodewijk de Vrome beleend met de Friese gouw Rustringen, tegenwoordig grotendeels deel van de Jadeboezem door stormvloeden. - Vikingen plunderen Dorestad en Quentovic tot 837. Dorestad, dat nu een van de belangrijkste en succesvolste handelssteden in Noordwest-Europa is, weet zich steeds te herstellen, maar vervalt uiteindelijk, waarschijnlijk door verzanding van de Kromme Rijn. - Bij de stormvloed van 838 raakt een groot deel van Noordwest-Nederland onder water. De Lek breekt door ten koste van de Kromme Rijn. - Door de ramp, maar ook door de twisten tussen Lodewijk en zijn zoons neemt de Karolingische macht in de Nederlanden verder af. In een poging de aanvallen van de Vikingen te weren, beleent Lotharius I de Deense broers Rorik en Harald met Friesland. - De strijd tussen de drie zonen van Lodewijk wordt besloten met het Verdrag van Verdun, waarbij de deling van het Frankische Rijk wordt vastgelegd en het rijk der Franken in drieën wordt gedeeld. Het grootste deel van de Lage Landen komt bij het Middenrijk van keizer Lotharius. Vlaanderen komt bij het West-Frankische rijk van Karel de Kale. De Schelde wordt grens. - Met het Verdrag van Prüm wordt ook het Middenrijk in drieën gedeeld, waarbij Lotharius II het noordelijke deel krijgt, het koninkrijk Lotharingen. Na het overlijden van de kinderloze Karel van Provence in 863 worden diens bezittingen verdeeld onder zijn twee broers. - Na het overlijden van de volgens de wet kinderloze Lotharius II in 869 wordt zijn rijk verdeeld in het Verdrag van Meerssen. Zijn ooms, Karel de Kale en Lodewijk de Duitser, respectievelijk de koningen van West- en Oost-Francië, verdelen de nalatenschap van Lotharius II. In Lotharingen wordt de grens tussen het Franse en Duitse koninkrijk gevormd door de loop van de rivieren de Maas, de Ourthe en de Moezel. Italië en Bourgondië worden bij het Duitse Rijk gevoegd. - In Engeland worden de Vikingen onder Guthrum in de Slag bij Edington verslagen door Alfred de Grote. Een deel van de Vikingen steekt over naar Vlaanderen en teistert de kust. - De aanvallen van de Vikingen hebben het Frankische gezag ondermijnd – Friesland is bijvoorbeeld in Deense handen – en als Boso van Provence, een edele die niet van Karolingische afkomst is, zich laat uitroepen tot koning van Provence, besluiten de Duitse koning Lodewijk de Jonge en de koningen van Frankrijk Lodewijk III en Karloman van Frankrijk tot het Verdrag van Ribemont, waarmee een einde komt aan de rijksdelingen. Lotharingen komt bij het Oost-Frankische rijk en men probeert het daarin te integreren. - Waarschijnlijk na uit Engeland verdreven te zijn, wordt Godfried de Noorman door Lodewijk III van Oost-Francië beleend met Friesland. In hetzelfde jaar wordt Maastricht geplunderd door de Vikingen. Een jaar later vindt de belegering van Asselt plaats, waarna Godfried zich tot het christendom bekeert en hij de gouw Kennemerland in leen krijgt. - Godfried wordt opgepakt door Hendrik van Babenberg en om het leven gebracht vanwege zijn aandeel in het complot met Hugo, de broer van Gisela, tegen Karel de Dikke. De Fries Gerolf is bij de terechtstelling betrokken en wordt in 889 beleend met Kennemerland en het gebied rond Tiel. Gerolf wordt wel gezien als de stamvader van het Hollandse huis, al worden tot ± 1100 de bewoners van zijn gebied nog Friezen genoemd. - Koning Zwentibold verleent Tiel, Utrecht en Deventer speciale handelsprivileges. - Lodewijk het Kind overlijdt. Hij was de laatste Karolinger in Oost-Francië, maar er is geen sprake van dat de Karolingse West-Frankische koning Karel de Eenvoudige de macht overneemt, de rijkseenheid is voorbij. Hoewel Oost-Francië ook uiteen had kunnen vallen in de vier stamhertogdommen Franken, Saksen, Beieren en Zwaben, kiezen de rijksgroten Koenraad, de hertog van Franken, die echter alleen over zijn eigen gebied reële macht heeft. In Lotharingen kiest men er echter wel voor om zich onder Karel de Eenvoudige te scharen. - Karel de Eenvoudige schenkt Dirk I op 15 juni de kerk van Egmond met alle daarbij behorende goederen als dank voor zijn steun bij een opstand van zijn vazallen. Egmond ligt ten noorden van de bezittingen die hij van Gerolf heeft gekregen en sluit daar dus uitstekend op aan. Kort hierna sticht hij er de Abdij van Egmond. - De Saksische vorst Hendrik de Vogelaar is koning van Duitsland geworden en trekt al spoedig ten strijde. Na in 922 Karel de Eenvoudige al uit Lotharingen te hebben gedreven, verovert Hendrik de Vogelaar ook Holland, Kennemerland en Texel als onderdeel van Lotharingen. De band van de Nederlanden met het Duitse rijk zal officieel tot 1648 blijven bestaan. - De status van het Hollandse huis blijkt gestegen als Dirk II op achtjarige leeftijd wordt verloofd met de net geboren Hildegard, de dochter van Arnulf I van Vlaanderen. Twaalf jaar later treden zij in het huwelijk. Haar zus Liutgard trouwt met Wichman IV, graaf van Hamaland. - Giselbert II van Maasgouw sluit zich aan bij de opstand tegen Otto I van Hendrik I van Beieren, de jongere broer van Otto, en Everhard III van Franken, maar wordt op 2 oktober tijdens de slag bij Andernach verslagen. Giselbert verdrinkt terwijl hij vluchtend de Rijn wil oversteken. Otto I is in 936 zijn vader Hendrik de Vogelaar opgevolgd en wil de stamhertogen aan zich onderwerpen. Otto verzoent zich uiteindelijk met Hendrik I en geeft hem Lotharingen. - Otto I stelt zijn broer Bruno de Grote aan als hertog van Lotharingen. Deze is ook aartsbisschop van Keulen en kan als geestelijke niet trouwen, waardoor Otto niet hoeft te vrezen dat Bruno een eigen dynastie zal vestigen, zoals in andere delen van zijn rijk. Deze benoeming legde de basis van het Ottoonse stelsel, waardoor de Duitse koning in vergelijking met de koningen van omringende landen – die vaak slechts werkelijke macht bezitten in een klein gebied, terwijl hun vazallen dynastieën stichten – veel invloed kunnen uitoefenen. - De Wachtendonckse Psalmen zijn een vertaling uit het Latijn naar het Oud-Oostnederfrankisch - Op kleine schaal beginnen ontginningen in de enorme veengebieden in Holland en rond Utrecht. - Otto I wordt in ruil voor bescherming door paus Johannes XII tot keizer van het Heilige Roomse Rijk gekroond. Dit is tekenend voor de aandacht die ook de volgende Duitse keizers zullen hebben voor Italië, waardoor zij hun machtsbasis in het Duitse rijk, en daarmee Nederland, verwaarlozen. - Dirk II en zijn vrouw Hildegard geven het later zo genoemde Evangeliarum van Egmond aan de Abdij van Egmond. Hun tweede zoon Egbert van Trier wordt in 976 kanselier van keizer Otto II en het jaar daarop bisschop van Trier. - Keizer Otto III voert de christelijke jaartelling in het Heilige Roomse Rijk in. - Ene Godefridus is net als het jaar hierop als prefectus belast met de kustverdediging. Hoewel hij niet veel kan uitrichten tegen de Vikingen, stoppen de aanvallen uiteindelijk, waarschijnlijk onder andere doordat zij overstappen op het christendom. Een andere oorzaak kan het groeiende potentieel van de bevolking in Europa zijn. - De stormvloed van 1014 zorgt voor grote schade en vele doden. In Zeeland bouwt men vliedbergen om als mottekasteel te fungeren, in Friesland legt men dijken aan. - Dirk III van Holland verpacht grond aan de Friezen die het in cultuur brengen. Bovendien bouwt hij een burcht in Vlaardingen, dat buiten zijn leen ligt. Vanuit die burcht dwingt hij de kooplieden die in hun schepen langsvaren, onderweg van Tiel naar Engeland en vice versa, om tol te betalen. Een leger onder leiding van hertog Godfried I van Lotharingen bestaat uit een vloot met troepen uit Utrecht, Keulen en Luik. In de Slag bij Vlaardingen verslaat graaf Dirk III dit leger van keizer Hendrik II. - Keizer Hendrik III dwingt Dirk IV van Holland afstand te doen van het door hem veroverde gebied. De keizer kan zich echter niet handhaven en moet zich terugtrekken, waarna Dirk de bisdommen Utrecht en Luik begint te plunderen. Bovendien sluit hij een verbond met Godfried met de Baard, de hertog van Opper-Lotharingen en de graven van Vlaanderen en Henegouwen. Hierop volgt het jaar daarop een tweede strafexpeditie waarbij de keizer Vlaardingen en de grafelijke burcht te Rijnsburg verovert. De burcht wordt geheel verwoest. Tijdens de terugtocht lijdt de keizer echter grote verliezen, waardoor Dirks bondgenoten nu ook openlijk tegen de keizer in opstand komen. - Dirk IV wordt door de bisschoppen van Metz, Luik en Utrecht in de val gelokt en gedood. Hij wordt opgevolgd door zijn broer Floris I. - Nadat Floris in 1061 gedood is, hertrouwt zijn vrouw Geertruida van Saksen in 1063 met Robrecht I van Vlaanderen. Deze wordt hierna de Fries genoemd en treedt op als regent voor de minderjarige Dirk V. Koning Hendrik IV schenkt dit jaar de gebieden van Dirk, namelijk die 'ten westen van het Vlie en rond de oevers van de Rijn' (Westflinge et circa horas Reni) aan bisschop Willem I van Utrecht, op wiens steun hij wel kan rekenen. Dirk mag slechts Maasland behouden. Willem weet met de hulp van hertog Godfried III met de Bult van Neder-Lotharingen met veldslagen in 1071 en 1072 de gebieden ook daadwerkelijk te veroveren. Na de dood van Godfried en Willem in 1076 belegeren Robrecht en zijn stiefzoon Dirk V IJsselmonde en weten de nieuwe bisschop Koenraad gevangen te nemen en te dwingen de gebieden van Dirk V terug te geven. - Proost Humbertus overlijdt te Maastricht. Samen met zijn voorganger Geldulfus behoort hij tot de bouwheren van de huidige Sint-Servaasbasiliek. In de periode na Humbertus behoort de Sint-Servaas als rijkskerk tot de steunpunten van de Rooms-Duitse keizers. - Een monnik in de abdij van Rochester schrijft een Latijns versje en de vertaling in waarschijnlijk zijn eigen taal; Hebban olla vogala nestas bigunnan hinase hi(c) (e)nda thu uuat unbidan uue nu. - Hendrik de Vette van Northeim wordt door keizer Hendrik IV beleend met de Friese gebieden nadat in 1099 bisschop Koenraad van Utrecht door een Friese koopman is gedood. Voor de graafschappen Stavoren, Westergo en Oostergo deed dit waarschijnlijk te veel denken aan de tijd van de Brunonen. Hoewel hij in Stavoren aanvankelijk vriendelijk ontvangen wordt, vermoedt Hendrik een list en vlucht, waarna hij door Friese schippers gedood wordt. In de periode hierna wordt het gebied betwist door de graven van Holland – Dirk VI trouwt met Sophie, een kleindochter van Hendrik de Vette – en de bisschoppen van Utrecht die echter geen permanente macht uit kunnen oefenen. Geholpen door landschappelijke omstandigheden is er geen sprake van een landsheerlijk gezag. Het gebrek hieraan zorgt voor een voortdurende strijd tussen herenboeren. - Het mislukken van de politiek om Lotharingen in het rijk te integreren, blijkt als Godfried I – graaf van Leuven en vorst van Brabant – van keizer Hendrik V de hertogstitel krijgt die bij Neder-Lotharingen hoort, nadat Godfried van Bouillon is overleden op de Eerste Kruistocht. Zijn macht is echter beperkt tot zijn kerngebieden en de titel is ondertussen niet meer dan een eretitel. Vanaf nu is Brabant een hertogdom. - Bisschop Frederik I van Bremen sluit een verdrag met priester Heinricus en een groep kolonisten. In het verdrag worden zij Hollanders genoemd, als eersten in de geschiedenis. In de periode daarna vestigen zich nog regelmatig Hollanders in Noord-Duitsland om grond te ontginnen. - De Stormvloed van 1134 maakt veel ontginningen ongedaan. Vlaardingen raakt geïsoleerd, maar Brugge wordt via het Zwin juist beter bereikbaar. Vanuit vele richtingen worden initiatieven ontplooid voor dijkenbouw en waterschappen en hoogheemraadschappen opgericht. - De Sint-Servaaskerk behoort onder de proosten Arnold van Wied, Gerard van Are en Christiaan I van Buch tot de belangrijke rijkskerken in het Heilige Roomse Rijk. Een vijftal proosten van Sint-Servaas zijn kanselier van het Heilige Roomse Rijk. Maastrichtse 'metsen' (beeldhouwers) voorzien de kerk (en vele andere kerken in het prinsbisdom Luik en daarbuiten) van romaans beeldhouwwerk. - Nadat Floris III van Holland in conflict is gekomen met bisschop Godfried van Rhenen doordat de graaf de Oude Rijn laat blokkeren bij Zwammerdam om de wateroverlast in zijn gebied te verminderen, brengt de bisschop de zaak voor keizer Frederik I Barbarossa. De keizer beslist dat de Suadenborchdam moet worden verwijderd. Het is een van de laatste malen dat iets blijkt van een keizerlijk oppergezag in de Nederlanden en Floris trekt zich ook niets aan van de uitspraak. - Hendrik van Veldeke introduceert met Eneïde de hoofse liefde in de Nederlanden. Na eeuwen in de vergetelheid te zijn geweest, wordt de baksteen herontdekt. - Otto I van Gelre wordt als eerste graaf van Gelre en Zutphen genoemd. Gelre wordt een machtsfactor die vooral de gebieden van Utrecht bedreigt, maar heeft ook veel conflicten met Holland, Brabant en Kleef. - De Loonse Oorlog breekt uit om de opvolging van graaf Dirk VII van Holland. Willem, de broer van Dirk, betwist de aanspraken die Dirks dochter Ada maakt en weet dit uiteindelijk te winnen. - Willem I van Holland doet mee aan de Vijfde Kruistocht om een pauselijke ban op te kunnen laten heffen. Hij verleent ook veel privileges en stadsrechten om kleine nederzettingen en de handel te stimuleren. - In de Slag bij Ane verslaan Drentse boeren het ridderleger van de bisschop van Utrecht, Otto van Lippe. - Willem II van Holland wordt tot Rooms koning gekozen. Dit is eerder een teken van de problemen van het rijk dan van de kracht van Willem. Otto II van Gelre en Hendrik II van Brabant zien daarvoor van de eer af. Er gaat nog wel een beleg van zes maanden van Aken aan vooraf, voor hij zich in dezelfde stad als Karel de Grote kan laten kronen. In 1256 zou hij zelfs tot keizer gekroond worden, maar voordat de kroning kan plaatsvinden, wordt hij gedood bij Hoogwoud terwijl hij tegen de West-Friezen optrekt. - Van den vos Reynaerde wordt geschreven door ene Willem. De werken van Hadewijch worden ook rond deze tijd geschreven. - De Ommelandvaarders uit Kampen krijgen van koning Abel van Denemarken speciale privileges. Het belangrijkste doel van de Ommelandvaarders is Schonen, het zuidelijkste puntje van Zweden. Daarnaast verkrijgt Utrecht en later ook andere Nederlandse steden privileges om visserijkolonies te vestigen op Schonen. - De Joodse gemeenschap in Antwerpen wordt voor het eerst vermeld in het 'testament', een voorloper van de hertogelijke oorkonden of constituties, van Hendrik III van Brabant. Zijn wil is dat de Joden die zich schuldig maken aan leen- en woekerpraktijken volledig zouden worden uitgeroeid. - Beatrix van Valkenburg, dochter van Dirk II van Valkenburg, treedt in het huwelijk met Richard van Cornwall en wordt daarmee koningin-gemaal van het Heilige Roomse Rijk. - Jan van Persijn verkoopt dit jaar of twee jaar later Waterland aan graaf Floris V, West-Friesland wordt na een eeuwenlange strijd in 1297 definitief onderworpen. - Op verzoek van Floris V bewerkt en vertaalt Jacob van Maerlant de Speculum maius van Vincent van Beauvais, de eerste en meest omvangrijke encyclopedie van de middeleeuwen, tot de Spiegel Historiael. - De meest dodelijke stormvloed uit de Nederlandse geschiedenis, de Sint-Luciavloed maakt een einde aan de eeuwenlange strijd tussen het graafschap Holland en West-Friesland. - Met de Slag bij Woeringen is de Limburgse Successieoorlog beslist in het voordeel van Jan I van Brabant. In plaats van een machtige personele unie van Gelre en Limburg, die de oostwaartse expansie van Brabant zou verhinderen, heeft Brabant nu de al lang gewilde landweg van de kust naar Keulen. - Floris V wordt door ontevreden edelen vermoord. Hierop volgt een politiek machtsspel waaruit Jan II van Avesnes als winnaar uitkomt, zodat de graafschappen Holland, Zeeland en Henegouwen vanaf 1299 in een personele unie zijn verenigd. - Na de Guldensporenslag tegen de Fransen het jaar daarvoor te hebben gewonnen, trekken de Vlamingen op naar Zeeland, in handen van Jan van Avesnes, bondgenoot van Frankrijk en rivaal van de graven van Vlaanderen na de Vlaams-Henegouwse Successieoorlog. Het jaar daarop veroveren ze zelfs bijna geheel Utrecht en Holland. Onder Witte van Haamstede, een bastaard van Floris V, worden de Vlamingen teruggedreven en na de Slag bij Zierikzee worden de Vlamingen definitief teruggeslagen. - Willem III van Holland weet zich door diplomatie en huwelijkspolitiek in het centrum van de Europese politiek te plaatsen. De man van zijn dochter Margaretha, Lodewijk, wordt gekozen tot keizer van het Heilige Roomse Rijk. Haar zus Filippa huwt met Eduard III van Engeland. Later dat jaar wordt Filips – de broer van Johanna van Valois, de vrouw van Willem – gekroond tot koning van Frankrijk. - De tussen Frankrijk en Engeland bemiddelende Willem III overlijdt en kort daarna breekt de Honderdjarige Oorlog uit. - De strijdlustige Willem IV van Holland komt om tijdens de Slag bij Warns. Hij laat geen kinderen na en de door zijn vader gevoerde politiek zorgt er nu voor dat de koningen van Engeland en Frankrijk en de keizer van Duitsland aanspraak kunnen maken op de opvolging. Als opperleenheer beleent keizer Lodewijk zijn vrouw Margaretha, de oudste zus van Willem IV, met de graafschappen. - Margaretha belast haar dertienjarige zoon Willem V van Holland met het bestuur in Holland en Zeeland. Gezien zijn leeftijd ligt de macht echter nog steeds in handen van Jan van Beaumont. Ondertussen is er nog steeds oorlog met Friesland en Utrecht. - De Zwarte Dood arriveert in Nederland. De pandemie zorgt voor grote sterfte, hoewel minder dan in omliggende gebieden. Nu doet zich ook de enige Jodenpogrom voor die Nederland heeft gekend. Dankzij de joodse reinigingswetten worden joden minder snel ziek. Ook gebruiken de joden geen water uit de openbare putten. Mede daardoor worden ze ervan verdacht het water in de openbare putten te hebben vergiftigd. Als gevolg hiervan worden in het jaar daarop, in 1349, in diverse IJsselsteden alsook in Arnhem, Nijmegen en Utrecht alle daar woonachtige Joden vermoord of verdreven, in sommige gevallen levend verbrand. - Margaretha stelt haar zoon aan als graaf en bedingt een uitkering van 15.000 gulden met een jaargeld van 6000 gulden. Gezien de financiële situatie wijzen de steden en edelen dit in maart in Geertruidenberg af, waardoor er niet veel overblijft van het gezag van Willem V. In dit begin van de Hoekse en Kabeljauwse twisten overwegen opstandige edelen het jaar daarop een staatsgreep, maar dit wordt verhinderd door de terugkeer van Margaretha. - De edelen geven niet op en sluiten op 23 mei de Kabeljauwse Verbondsakte, waarmee zij aangeven dat Willem V landsheer moet worden zonder de betalingsverplichting aan zijn moeder. Hoewel enkele steden zoals Delft zich direct aansluiten, wordt op 5 september een verbond gesloten door de Hoeken. - Jan van Ruusbroec schrijft Chierheit der gheesteliker Brulocht. De mysticus wordt gezien als de beste prozaschrijver van de Middeleeuwen en schrijft in het Middelnederlands. - In februari wordt Willem V van Holland ontvoerd en vanuit Aat naar Delft overgebracht. Het komt dat jaar tot zware gevechten, onder andere in de Slag bij Zwartewaal en de belegering van een aantal Hoekse burchten, maar Willem V had aan het einde van het jaar de heerschappij in handen in Holland en Zeeland. - Willem laat donderbussen van Jan Rose plaatsen in de muren van het Binnenhof. De eerste vermelding van de inzet van donderbussen in het noorden was in 1348 in het Sticht. Pieter van Brugge had al eerder een kanon geconstrueerd dat in 1346 bij Doornik werd afgevuurd. - Willem en Margaretha sluiten vrede. Twee jaar later overlijdt Margaretha en erft Willem ook Henegouwen. Hij had de steden veel privileges moeten geven voor hun steun, maar met het traktaat De cura reipublicae et sorte principantis van Filips van Leiden als theoretische grondslag trekt hij een aantal van deze privileges in. In 1358 neemt Albrecht van Beieren de macht van zijn broer over, nadat deze krankzinnig is geworden. De Hoekse en Kabeljauwse twisten laaien weer op. - Na het overlijden van Jan III van Brabant in het jaar daarvoor stellen de Brabantse steden als voorwaarde voor de opvolging door zijn dochter Johanna dat zij de verworven privileges erkent. Dit wordt vastgelegd in de Blijde Inkomst waarin de macht van de vorst beperkt wordt. De opvolging wordt echter betwist, waardoor de Brabantse Successieoorlog uitbreekt. - De Nederlandse gulden komt in omloop. - De Domtoren in Utrecht is na een bouwtijd van eenenzestig jaar voltooid. In zijn traktaat Contra turrim Traiectensem protesteert Geert Grote tegen de bouw van de domtoren, die volgens hem enkel de ijdelheid streelt, en daarnaast in hoofdzaak bewondering van bezoekers trekt. Hij verzamelt een groep volgelingen om zich heen, de moderne devoten. Hieruit ontstaan de Broeders des Gemenen Levens en de Congregatie van Windesheim. De bisschop van Utrecht kan hun rigoureuze opvattingen echter niet waarderen en vaardigt voor diakens een preekverbod uit. |
| |  | - Tijdens het Dubbelhuwelijk van Kamerijk laat Filips de Stoute zijn kinderen Margaretha (10) en Jan (13) trouwen met respectievelijk Willem (20) en Margaretha (22), de kinderen van Albrecht van Beieren, graaf van Holland, Zeeland en Henegouwen. - Aleid van Poelgeest, de minnares van Albrecht van Beieren, wordt tijdens een wandeling bij de Gevangenpoort vermoord door Hoeken. Als wraak laat Albrecht kastelen van edelen die partij hadden gekozen voor de Hoeken veroveren en afbreken. Albrecht vermoedt de hand van zijn zoon Willem die hij laat verbannen. Twee jaar later verzoenen vader en zoon zich. - In een nieuwe fase van de Fries-Hollandse oorlogen landt graaf Albrecht bij Kuinre en verslaat de Friezen bij Schoterzijl. Twee jaar later onderneemt hij een tweede tocht, die resulteert in de Vrede van Bolsward (1401). Geheel Friesland wordt onderworpen aan het grafelijk gezag. Na een opstand in 1399 is echter nog slechts Stavoren in Hollandse handen. - Het haring kaken vindt ingang in de Nederlanden en die techniek, in combinatie met een nieuw scheepstype, de haringbuis, zorgt ervoor dat vissers langer weg kunnen blijven en verder uit de kust kunnen vissen. De haringvangst gaat een grote economische rol spelen. - In het begin van de 15e eeuw worden zogenaamde 'blokboeken' gemaakt. Tekst en afbeeldingen worden in hout uitgesneden, waarna ze handmatig kunnen worden afgedrukt. - Voor het eerst wordt in het noorden gebruikgemaakt van een poldermolen door Floris van Alkemade. Door inklinking van het ontgonnen veen wordt natuurlijke afwatering van polders steeds problematischer. - Stavoren werpt, als laatste, het grafelijke gezag weer af en Friesland is weer volledig onafhankelijk, waarop in Friesland het onderlinge uitvechten van vetes en roverijen (Schieringers en Vetkopers) weer als vanouds begint. - De gebroeders Van Limburg laten bij hun overlijden het onvoltooide getijdenboek Les Très Riches Heures du duc de Berry na, waar zij in opdracht van hertog Jan van Berry aan werkten. - Graaf Willem VI van Holland overlijdt en zijn dochter Jacoba van Beieren wordt niet erkend door de Duitse koning Sigismund, maar vooral ook niet door Dordrecht. Hoewel zij tot gravin wordt gewijd, maakt haar oom, de niet-ingewijde bisschop van Luik, Jan van Beieren, aanspraak op de macht in Holland en kiest partij voor de Kabeljauwen. In 1418 verovert Jan van Beieren Rotterdam, dat sinds het overlijden van Willem VI partij gekozen heeft voor Jacoba en in 1420 Leiden, welks burggraaf Filips van Wassenaar aan de Hoekse kant staat. Jacoba huwt in 1418 haar neef Jan IV van Brabant. Omdat hij zijn financiële verplichtingen niet kan nakomen, verpandt Jan IV het grondgebied van Jacoba voor 12 jaar aan haar vijand Jan van Beieren. Jacoba laat hierop het huwelijk ongeldig verklaren en vertrekt naar Engeland, waar zij in 1422 in het huwelijk treedt met Humphrey van Gloucester. - De Sint-Elisabethsvloed richt in Zeeland en Holland grote verwoestingen aan, waarbij zeker tweeduizend mensen de dood vinden. - De Vrede van Groningen beslecht tijdelijk de twisten tussen de Schieringers, op dat moment gesteund door de graaf van Holland, Jan van Beieren en de Vetkopers, gesteund door Ocko II tom Brok en de stad Groningen. - Jan van Eyck is tot 1425 hofschilder in dienst van Jan van Beieren in Den Haag. - Tot 1448 doet zich het Utrechts Schisma voor, waardoor er twee aartsbisschoppen tegelijk zijn. - Samen met Humphrey van Gloucester gaat Jacoba van Beieren terug naar het graafschap Holland om de strijd op te pakken tegen haar ex-echtgenoot Jan IV, die gesteund wordt door Filips de Goede, hertog van Bourgondië. Als Humphrey haar in 1425 in de steek laat voor een hofdame, geeft Jacoba van Beieren de strijd op. Ze geeft zich over aan Filips van Bourgondië en wordt in Gent gevangengezet. - Jacoba sluit vrede met Filips van Bourgondië middels de Zoen van Delft. Na het overlijden van haar oom Jan van Beieren in 1425 had zij de strijd tegen Filips van Bourgondië weer opgepakt. In dit vredesverdrag wordt bepaald dat Filips van Bourgondië erfgenaam van Jacoba van Beieren wordt en dat Jacoba van Beieren niet meer in het huwelijk mag treden. Jacoba blijft in naam nog gravin van Holland, maar moet feitelijk vrijwel alle macht afstaan. - Filips de Goede richt de Orde van het Gulden Vlies op bij gelegenheid van zijn huwelijk met Isabella van Portugal. De Orde van het Gulden Vlies is de tegenhanger van de Engelse Orde van de Kousenband, die uit 1348 dateert. Met de instelling van deze Orde wil Filips de Goede nog meer aanzien geven aan zijn dynastie. De nieuwe Orde is een select gezelschap waarmee de hertog zijn beste medewerkers en buitenlandse bondgenoten kan eren. De Orde wordt erkend door de paus en geniet pauselijke privileges. - Frank van Borssele en Jacoba van Beieren treden in het geheim in het huwelijk. Jacoba schendt daarmee de Zoen van Delft. Filips de Goede neemt Frank gevangen en eist dat Jacoba voorgoed van haar titels afstand doet, wat zij in 1433 uiteindelijk doet. - De strijd tussen Holland, Brabant en Vlaanderen is tot een einde gekomen nu de gewesten onder de Bourgondiërs verenigd zijn. De toenemende Hollandse scheepvaart leidt echter wel tot wrijvingen met de Hanze. Dit leidt tot de Hollands-Wendische Oorlog. In 1441 zeilt Hendrik II van Borselen – Monsieur De La Vère – de Elbe en de Wezer op en sleept een aantal Hanzekoggen weg bij Hamburg en Bremen. Hierop wordt de voor Holland en Zeeland gunstige Vrede van Kopenhagen gesloten, die waarbij de gewesten opnieuw vrije doorgang krijgen door de Sont. - Hoewel er in dit en het hieropvolgend jaar sprake is van zware crisis en torenhoge graanprijzen, delen de Nederlanden niet in de algemene malaise in Europa en is er eerder sprake van economische expansie. - Na de val van Constantinopel neemt Filips de Goede het kruis aan tijdens het banket van de fazant waar de aanwezigen de beroemde Vœu du faisan (Eed bij de fazant) zweren, mogelijk om de nederlaag van zijn vader tijdens de Slag bij Nicopolis van 1396 te wreken. - De Utrechtse kapittels kiezen op 7 april de Hoeksgezinde domproost Gijsbrecht van Brederode tot bisschop. Onder druk van de Filips de Goede benoemt paus Calixtus III diens bastaardzoon David. Filips slaat de weerstand tegen deze benoeming met geweld neer, en in 1456 geeft Gijsbrecht tegen een ruime schadeloosstelling zijn aanspraak op de zetel op. Hij blijft echter een luis in de pels tot David hem, samen met zijn broer Reinoud, in 1470 gevangenneemt. - Voor de traditie om de uitvinding van de boekdrukkunst toe te schrijven aan Laurens Janszoon Coster ontbreekt ieder bewijs. De enige bron hiervoor is een verhaal van Hadrianus Junius, een eeuw later. Wel zijn er oude incunabelen bewaard gebleven die vermoedelijk in de Nederlanden gedrukt zijn, zoals van het Latijns grammaticaboek Doctrinale puerorum van Alexander de Villa-Dei. - De Staten-Generaal vergaderen voor de eerste maal om het regentschap te bespreken tijdens de afwezigheid van Filips, maar voor deze op kruistocht kan vertrekken, zakt hij in 1465 weg in seniliteit en zijn zoon Karel neemt vanaf dan de staatszaken waar. - Adolf van Egmond zet zijn vader af als hertog van Gelre en neemt zijn plaats in. In 1471 neemt zijn vader zijn plaats weer in met de hulp van Karel de Stoute, hoewel deze aanvankelijk zoon tegen vader had opgezet. - Karel de Stoute wordt hertog van Gelre nadat Arnold van Egmont overlijdt. - Karel de Stoute sneuvelt in de Slag bij Nancy. Dit veroorzaakt een crisis in het hertogdom. Zijn dochter, Maria van Bourgondië, wordt onmiddellijk geconfronteerd met de ontevredenheid over het oorlogszuchtige en centralistische beleid van haar vader. Door toekenning van het Groot Privilege op 11 februari verkrijgt Maria financiële en militaire steun van de Staten-Generaal. Ook moet zij, om tegemoet te komen aan het particularisme, aan verscheidene gewesten en steden eigen keuren verlenen. Holland en Zeeland verkrijgen in maart hun eigen Groot Privilege, waarbij Nederlands de bestuurstaal wordt en zuiderlingen worden uitgesloten van belangrijke functies. Bovendien valt Frankrijk haar Franse gewesten aan. Op 19 augustus trouwt Maria met Maximiliaan van Habsburg, waardoor er een einde kwam aan haar korte persoonlijke regeerperiode en de Nederlanden onder het huis Habsburg komen. Nu kan de Franse dreiging het hoofd geboden worden. In september sluit Lodewijk XI van Frankrijk vrede met Maximiliaan. - Den Haag wordt in juli door de Hoekse veldheren Wolfert VI van Borselen en Reynier van Broeckhuysen ingenomen en geplunderd. Wolfert wordt daarom het jaar daarop vervangen als stadhouder van Holland en Zeeland door Joost van Lalaing. - Rudolf Agricola keert terug naar Groningen, na gestudeerd te hebben in Erfurt, Keulen, Leuven, Pavia en Ferrara. Ook verbleef hij in Ferrara aan het hof van hertog Ercole d'Este. Hij wordt een van de belangrijkste vroeg-humanistische geleerden van de noordelijke Lage Landen. - Maria overlijdt op 25-jarige leeftijd door een val van haar paard. Haar 4-jarige zoontje Filips de Schone volgt haar op, onder het regentschap van zijn vader Maximiliaan. Deze wil het Groot Privilege echter niet bevestigen en voert bovendien een expansiepolitiek, met oorlogen die veel kosten, en dus veel belastingen meebrengen. De Staten-Generaal van de Zeventien Provinciën erkennen het regentschap uiteindelijk in december, nadat ze Maximiliaan de Vrede van Atrecht met Frankrijk kunnen opdringen. - Jan van Schaffelaar, een Kabeljauwse ruiteraanvoerder, komt aan zijn einde als hij van de door Hoeken belegerde toren van Barneveld springt. Door tussenkomst van Maximiliaan kan David van Bourgondië, halfbroer van Karel de Stoute, in 1483 zijn bisschopszetel in Utrecht opnieuw innemen. - Lodewijk XI sterft in augustus en Maximiliaan neemt opnieuw de wapens op. Het graafschap Vlaanderen gaat hiermee niet akkoord. Hun gezant die naar koning Karel VIII van Frankrijk werd gezonden, wordt door Maximiliaan gevangengenomen. Dit leidt tot de eerste tweejarige Vlaamse Opstand tegen Maximiliaan. - Aan het einde van het jaar breekt opnieuw een opstand uit in Vlaanderen. Op 31 januari 1488 komt Maximilaan naar Brugge om de opstand te onderdrukken, maar wordt gevangengenomen. Op 12 mei komen de Staten-Generaal bijeen en wordt een einde gemaakt aan Maximiliaans regentschap over Vlaanderen. Maximiliaan belooft zich hieraan te houden en wordt vrijgelaten. Als borg wordt zijn raadsman Filips van Kleef gevangen gehouden. Eenmaal vrij houdt Maximiliaan zich niet aan de afspraak. Hij voert strafexpedities uit in het Brugse ommeland. Filips van Kleef voelt zich verraden en sluit zich vanwege deze eedbreuk aan bij de opstandelingen en wordt zelfs de leider. De opstand is ditmaal succesrijker. Mede doordat ook buiten Vlaanderen het regentschap in vraag wordt gesteld. Zo leidt ook Frans van Brederode in Holland een opstand, de Jonker Fransenoorlog. - Graaf Jan III van Egmont, Maximiliaans trouwe bondgenoot en stadhouder, weet Rotterdam, dat in Hoekse handen was, tot overgave te dwingen door uithongering. - In de Slag bij Brouwershaven wordt jonker Frans van Brederode zwaargewond gevangengenomen. Hiermee komt definitief een einde aan de Jonker Fransenoorlog en aan de Hoekse en Kabeljauwse Twisten. - Tijdens de Opstand van het Kaas- en Broodvolk richten de inwoners van Kennemerland en West-Friesland zich tegen stadhouder Jan van Egmont vanwege de moeilijke positie van de boerenbevolking en belastingverhoging. - Karel van Gelre komt met Franse steun succesvol in opstand waardoor Gelre weer onafhankelijk wordt van Habsburg. - Filips de Schone wordt meerderjarig en landsheer van de Nederlanden. - Filips de Schone en koning Hendrik VII van Engeland tekenen het Magnus Intercursus waarmee de handelsbetrekkingen tussen de Nederlanden en Engeland hersteld worden. - Koning Maximiliaan schenkt hertog Albrecht van Saksen het leenheerschap van het oorspronkelijke Friesland als onderpand voor een lening van 300.000 gulden. Hiermee gaat de Friese vrijheid definitief verloren en begint voor Friesland een periode van politieke ondergeschiktheid. - Jheronimus Bosch schildert – waarschijnlijk in opdracht van Engelbrecht II van Nassau – de triptiek De Tuin der Lusten, hoewel het ook in de periode 1480-90 geschilderd kan zijn. - Op 24 februari wordt de latere Karel V in Gent geboren, zoon van hertog Filips de Schone en Johanna van Castilië. Albrecht van Saksen wordt door zijn zoon George opgevolgd als heer van Friesland. - De latere keizer Karel V, amper zes jaar oud, wordt bij het plotselinge overlijden van zijn vader, Filips de Schone, vorst van de Nederlandse gewesten onder regentschap van zijn grootvader, Maximiliaan I van Oostenrijk. Het regentschap wordt echter uitgeoefend door diens dochter, Margaretha van Oostenrijk die in 1507 landvoogd wordt. - Erasmus publiceert Lof der zotheid, dat hij opdraagt aan Thomas More. - De Habsburgse bezittingen in de Nederlanden worden samen ingedeeld in de Bourgondische Kreits, een verband van verschillende staatjes binnen het Heilige Roomse Rijk. - De Saksische hertog George doet zijn aanspraken op Groningen en Friesland voor het geringe bedrag van 100.000 gulden over aan Karel V. - Maarten Luther, augustijner monnik, moraaltheoloog en kerkhervormer, maakt zijn 95 stellingen bekend in het Duitse Wittenberg. - Grote Pier werkt aanvankelijk samen met Karel van Gelre en is met zijn kaapvaart zeer schadelijk voor de Hollandse Sontvaart, maar als blijkt dat Karel zelf een machtspositie in Friesland probeert te verwerven, is hij zo teleurgesteld, dat hij zich in 1518 uit de strijd terugtrekt. - In Castilië breekt de Opstand van de comunidades uit tegen de uit de Nederlanden afkomstige jonge vorst keizer Karel V, en men roept zijn moeder Johanna uit tot koningin. Karel bezweert het oproer door te beloven zich voorgoed in Spanje te vestigen. - De Nederlanden raken betrokken bij de Deense Successieoorlogen als Christiaan II van Denemarken steunt komt zoeken bij zijn zwager Karel V. Een jaar later wordt de Sont afgesloten voor Holland, reden waarom Margaretha van Oostenrijk steunt weigert aan Christiaan. De beperkte centrale macht van de Habsburgers blijkt als admiraal Adolf van Bourgondië Margaretha negeert en Christiaan een schip laat uitrusten. - Paus Adrianus VI, de enige paus uit de Nederlanden en voormalig mentor van Karel V, wordt benoemd. - De eerste ketters – Jan van Essen en Hendrik Voes, volgelingen van Luther – worden verbrand op de Grote Markt van Brussel. - Wijerd Jelckama – Fries rebel, piraat en opstandeling, opvolger Grote Pier wordt onthoofd te Leeuwarden. - Friesland erkent Karel V als landsheer. - De Maastrichtse beeldensnijder Jan van Steffeswert levert een Marianum aan de Dom van Aken en bereikt daarmee het toppunt van zijn roem. Ook de Roermondse(?) groep beeldensnijders die bekendstaat als de Meester van Elsloo bereikt een hoog niveau. - In Den Haag sterft Jan de Bakker als eerste protestant op de brandstapel. - Jacob van Liesvelt verzorgt de eerste uitgave van zijn Van Liesveltvertaling op basis van de Lutherse vertaling van het Nieuwe Testament; het Oude Testament baseert nog geheel op de Vulgaat. - Troepen van de Gelderse veldheer Maarten van Rossum plunderen en brandschatten Den Haag. Karel V verkrijgt de macht in Utrecht en benoemt Antoon van Lalaing tot stadhouder. - Karel V is een jaar lang in de Nederlanden en wil het bestuur van centraliseren. Daarom worden op 1 oktober 1531 de Collaterale Raden opgericht. Deze bestaan uit de Geheime Raad (ambtenaren), de Raad van State (hoge edelen) en de Raad van Financiën. Maria van Hongarije wordt landvoogd der Nederlanden en maakt slechts zelden gebruik van het advies van de hoge edelen. - Tijdens de Sint-Felixvloed gaat onder andere de stad Reimerswaal verloren en er zijn 100.000 doden. - Wederdopers trachten vergeefs Amsterdam in te nemen. Het rijk van de Wederdopers in Münster onder leiding van Jan van Leiden komt ten val. Een golf van vervolgingen van Doopsgezinden leidt tot terechtstellingen in vele steden. De Batenburgers, een groep extremistische Doopsgezinden onder Jan van Batenburg maken het platteland van de noordelijke Nederlanden en Westfalen onveilig. Zij beweren de goddelijke wraak op de goddelozen te belichamen. - De Derde Franse oorlog breekt uit. - Karel van Gelre sluit zich tijdens de Gravenvete aan bij Christiaan III van Denemarken om zo steun te verkrijgen in zijn Gelderse Oorlogen. In mei 1536 bezet Meindert van Ham Appingedam en trekt met zijn troepen naar Groningen en dreigt Holland binnen te vallen. Groningen, dat tot dan toe Gelderse stadhouders had gehad, liet onder de Deense druk de Friese stadhouder Georg Schenck van Toutenburg binnen zijn muren, waarmee deze stad ook in Habsburgse handen was. Meindert wordt verdreven in de Slag bij Heiligerlee. - Met het Traktaat van Venlo gaat het hertogdom Gelre over van Willem V van Kleef Karel V en komt een einde aan de Gelderse oorlogen. - De Vrede van Spiers zorgt ervoor dat de Nederlandse scheepvaart weer vrije toegang tot de Oostzee heeft na de Deense Successieoorlogen. - Willem van Nassau erft het prinsdom Orange van zijn neef René van Chalon. - Karel V bepaalt in een Pragmatieke Sanctie dat de Habsburgse Nederlanden voortaan ondeelbaar zullen zijn en bij overerving over zal gaan binnen de mannelijke en vrouwelijke lijn van zijn familie. - Karel V vaardigt in de Nederlanden het Bloedplakkaat uit. Hiermee wordt het drukken, schrijven, verspreiden en bezitten van ketterse boeken en afbeeldingen, het bijwonen van ketterse bijeenkomsten, het prediken van een tegendraadse religie en het huisvesten van ketters, met de doodstraf en inbeslagname van alle goederen beantwoord. Een derde van de vervolgden bestaat uit wederdopers, ook wel anabaptisten genoemd. Omdat ze zo sterk aan hun geloof vasthouden, wacht hen de brandstapel. - De Godsdienstvrede van Augsburg beëindigt de 40 jaar van religieuze twisten met protestantse Duitse vorsten met als hoogtepunt de Schmalkaldische Oorlog. De vrede gaat uit van het principe cuius regio, eius religio (van wie het land is, is ook de godsdienst). Dit houdt in dat iedere rijksvorst beslist welke godsdienst in zijn gebied opgelegd wordt. Hoewel de Nederlanden dus katholiek blijven en de vrede niet direct te maken heeft met de Nederlanden, wordt hierdoor wel heel duidelijk dat het mogelijk is af te wijken van het rooms-katholieke geloof. - Karel V doet afstand van de regering over de Nederlanden. Zijn zoon Filips wordt Heer der Nederlanden. Karel blijft nog koning van Spanje en Rooms Keizer. - Filips II schort de rentebetalingen op. Dit eerste van een serie Spaanse staatsbankroeten heeft als gevolg dat de Zuid-Duitse bankiers en Antwerpse kleine spaarders geruïneerd raken. - De Vrede van Cateau-Cambrésis beëindigt de oorlog tussen Frankrijk en Habsburg. - Willem van Oranje wordt stadhouder van Holland, Zeeland en Utrecht. Filips II geeft de autoriteit over de Nederlanden over aan zijn halfzuster Margaretha van Parma, maar ook kardinaal Granvelle vergroot geleidelijk zijn macht. - Paus Paulus IV beschrijft een nieuwe bisschoppelijke indeling van de Nederlanden in de bul Super universas. - Willem van Oranje en graaf Egmont schrijven hun eerste protestbrief aan Filips II. - Oranje en Egmont vragen om het ontslag van Granvelle. Oranje en Egmont schrijven hun tweede protestbrief aan Filips II. - Elizabeth I van Engeland beveelt een uitvoerverbod voor wol naar Holland. Het is het begin van de Engels-Spaanse handelsoorlog. - Door de Zevenjarige Oorlog tussen Denemarken en Zweden wordt eind april de Sont gesloten. Hoewel deze na twee maanden weer geopend wordt onder druk van Polen – die op dat moment bondgenoot van Denemarken is en de handel op Danzig verstoord ziet – zorgt de mede door speculaties gestegen graanprijs voor een hongersnood. - Oranje en Egmont protesteren bij Filips II tegen de Spaanse onverzettelijkheid op religieus gebied. Filips eist echter in zijn brieven uit het bos van Segovia strenge vervolging van de ketters. - 5 april – 200 lage Nederlandse edelen bieden landvoogdes Margaretha van Parma een petitie aan, het Smeekschrift, een verzoek om verzachting van de geloofsplakkaten en beperking van de Inquisitie. Zij stemt toe, maar Filips II niet. - 3 augustus – Verbod op de hagenpreken. - 10 augustus – Begin van de Beeldenstorm in Vlaanderen – begonnen door aanhangers van predikers die de rooms-katholieke leer willen zuiveren – en overgenomen door de calvinistische noordelijke gewesten. Het klooster van Sint-Laurentius bij het Vlaamse Steenvoorde wordt door calvinisten bestormd en van binnen geheel vernield. De beeldenstorm zal een maand lang door de Nederlanden razen. De interieurs van veel kerken en kloosters worden daarbij vernield. - 20 augustus De furie bereikt Antwerpen. - 23 augustus – Tijdens de Vespers in de Oude Kerk van Amsterdam breekt de Beeldenstorm los. - 27 december – Vlaamse calvinisten en geuzen uitgemoord te Wattrelos. - 13 maart – Slag bij Oosterweel; Beauvoir verslaat het legertje van Jan van Marnix. - 22 augustus – Komst van de hertog van Alva met 16.000 soldaten, om de Nederlanden in opdracht van Filips II te straffen voor de Beeldenstorm in 1566 en de opstandigheid in het algemeen. Begin van een schrikbewind. Margaretha van Parma neemt ontslag en vertrekt naar Italië; Alva stelt onmiddellijk een rechtbank in, de Bloedraad. - 8 september – De gezagsgetrouwe graaf Egmont en graaf Horne worden met een list gevangengenomen. - Uittocht van vele calvinistische leiders en edelen; velen sluiten zich aan bij de watergeuzen. Willem van Oranje wordt voor de Bloedraad gedaagd, maar hij weigert. Zijn zoon Filips Willem wordt ontvoerd en via Brussel naar Spanje gebracht. - Heusden wordt door de Staatse hopman Waardenburg ingenomen. - 23 april – Veldslag te Dalheim bij Herkenbosch. - april – Willem van Oranje zet de aanval in met een bevrijdingsleger van huurlingen, het begin van de Tachtigjarige Oorlog. - 23 mei – Slag bij Heiligerlee met Lodewijk van Nassau; Adolf van Nassau sneuvelt. - 28 mei – Alva verbant Willem van Oranje. - 1 juni – Alva laat achttien Nederlandse edelen in Brussel onthoofden. - 5 juni – De gevangen graven Egmont en Horne worden op last van Alva te Brussel onthoofd op beschuldiging van majesteitsschennis. - 21 juli – In de Slag bij Jemmingen wordt Lodewijk van Nassau verslagen door Caspar de Robles en Alva. - 23 juli – Alva rukt Groningen binnen. - Najaar – mislukte veldtocht onder leiding van Willem de Zwijger. - Alva voert de Tiende Penning in. - Marnix van St Aldegonde schrijft De Byencorf der H. Roomsche Kercke. - De cartograaf en wiskundige Gerardus Mercator tekent zijn wereldkaart in de Mercatorprojectie. - Invoering van de Criminele Ordonnantiën en de Ordonnantiën op de Stijl van Procederen in criminele zaken, de eerste geüniformeerde geschreven strafwetgeving in de Nederlanden. De wet wordt gedeeltelijk buiten werking gesteld bij de Pacificatie van Gent in 1576 en nooit meer hersteld. - De derde Allerheiligenvloed teistert de Nederlandse kusten en vernielt vele dijken en andere waterkeringen. Hierbij vallen honderden doden en raken tienduizenden dakloos. Veestapels en wintervoorraden worden verzwolgen. Het is het begin van de ondergang van Bergen op Zoom als welvarende handelsstad. Er treedt een algemene verarming op van de Nederlandse bevolking, waardoor ook Alva's belastinghervormingen mislukken. Zijn resulterende geldnood zorgt voor muitende Spaanse troepen. - Omdat Elizabeth I van Engeland de relatie met Filips II wil verbeteren, moet de geuzenvloot de Engelse havens verlaten. Een van de gevolgen was de verovering van het stadje Den Briel door de watergeuzen onder aanvoering van Lumey en Bloys van Treslong. Het wordt wel gezien als het begin van de opstand in de Nederlanden, maar voor Alva was het verlies van Vlissingen op 6 april schokkender. Negentien katholieke geestelijken afkomstig uit Gorcum worden door geuzen in Brielle gemarteld en vermoord. Deze mensen raken bekend als de martelaren van Gorcum. - In juli vindt de Inname van Roermond door de Spanjaarden plaats, waarna plundering van de stad volgt. Na vrijwillige overgave van Naarden worden 490 naar een kerk gelokte burgers in koelen bloede vermoord op bevel van legeraanvoerder Romero. Wie niet is gekomen wordt opgehangen aan de bomen. Slechts zestig inwoners ontspringen de dans. - Aan de Eerste Vrije Statenvergadering in Dordrecht nemen twaalf steden deel. Willem van Oranje wordt bevestigd als stadhouder. - Tijdens de Bartholomeusnacht in Parijs worden duizenden hugenoten afgeslacht. Hierna hoeven de opstandelingen voorlopig niet meer op Franse steun te rekenen. - Het Spaanse leger onder Alva's zoon Don Frederik herovert bijna alle steden in Overijssel en Gelderland. - Het Beleg van Haarlem door de Spanjaarden onder Don Frederik met daarin een heldinnenrol van Kenau Simonsdochter Hasselaer. Haarlem geeft zich uiteindelijk over aan de Spanjaarden. - 8 oktober – Het Spaans beleg van Alkmaar wordt afgeslagen ('bij Alkmaar begint de victorie'). Als dank geeft Willem van Oranje de stad het eeuwigdurend recht tot het houden van de Kaaswaag. - 11 oktober – De Slag op de Zuiderzee tussen de watergeuzen en een Spaanse vloot, die eindigt in een overwinning voor de watergeuzen. - Alva wordt op eigen verzoek vervangen door Requesens en verlaat de Nederlanden. - In de Slag op de Mookerheide leiden de Staatse troepen zware verliezen, waaronder Lodewijk en Hendrik van Nassau, broers van Willem van Oranje. - De Spanjaarden geven het beleg van Leiden op, nadat het gebied rond de stad op bevel van Willem van Oranje onder water is gezet, het Leidens ontzet. - De Universiteit Leiden wordt door Willem van Oranje opgericht als dank voor het verzet van de Leidenaren. - Door de hoge kosten van de militaire campagnes in de Nederlanden en tegen de Ottomanen wordt Spanje op 1 september voor de tweede keer bankroet verklaard, waardoor er bezuinigd moet worden op de soldij van de troepen. - Requesens overlijdt onverwacht op 1 maart zonder een opvolger te hebben aangewezen. Door de achterstallige soldij en het ontbreken van een leider, beginnen Spaanse troepen te deserteren. Zierikzee en Aalst worden door plunderende troepen leeggeroofd; Mechelen en Brussel worden bedreigd. De Staten van Henegouwen en Brabant roepen begin september tegen de zin van Filips II de Staten-Generaal bijeen en knopen onderhandelingen aan met de opstandige gewesten Holland en Zeeland. In Gent worden eind oktober afspraken gemaakt tussen de opstandige en de koningsgetrouwe gewesten over het verdrijven van de muitende Spaanse troepen. De godsdienstige meningsverschillen hoopt men later op te lossen. Uiteindelijk wijst Filips II Don Juan van Oostenrijk aan als landvoogd. - Op 4 november trekken Spaanse troepen moordend en plunderend Antwerpen binnen. Vele Antwerpenaren vinden de dood en duizenden gebouwen gaan in vlammen op tijdens de Spaanse Furie. Na deze zoveelste plundering wordt de Pacificatie van Gent ondertekend en op 8 november 1576 afgekondigd. De zeventien gewesten lijken zich weer verenigd te hebben in hun verzet, hoewel de oostelijke gewesten voorbehoud maken. Op 9 november worden de Spanjaarden verdreven uit Gent. - Don Juan vaardigt het Eeuwig Edict uit. De Spaanse troepen zullen worden teruggeroepen en de Staten zullen zelf het katholicisme handhaven. - 6 april – Filips II ondertekent de Unie van Brussel, een vredesverdrag van alle Nederlandse gewesten, na onderhandelingen tussen Willem van Oranje en aartshertog Matthias van Oostenrijk, die door de Zuidelijke Nederlanden als hun landvoogd benoemd was. - 24 juli – Don Juan valt de stad Namen aan, waarmee een einde komt aan de Unie van Brussel. Na deze aanval erkennen de gewesten niet langer Don Juan als hun landvoogd en vragen ze Matthias van Oostenrijk zijn plaats in te nemen. Hierna wordt door de Staten-Generaal tot de voor de protestanten tolerantere tweede Unie van Brussel besloten. - 28/29 oktober – In Gent wordt de Calvinistische Republiek uitgeroepen door opstandige ambachtsgilden. Gent krijgt van Willem van Oranje alle privileges terug die men in 1540 na de Gentse Opstand had moeten inleveren. In de korte periode tot Parma in 1584 Gent weet te veroveren, groeit Gent uit tot een belangrijk intellectueel centrum, onder andere door het internationaal befaamde Theologisch Athenaeum. - Alexander Farnese wordt landvoogd van de Nederlanden. Hij weet Brugge, Brussel, Gent, Oudenaarde en Antwerpen te veroveren. - Ook Antwerpen wordt een calvinistische republiek en groeit uit tot een internationaal trefpunt van protestanten. - Om de gewesten Holland en Utrecht beter te beschermen tegen plunderingen van buitenaf wordt Graaf van Rennenberg naar Overijssel gestuurd, waarbij hij het Beleg van Kampen en Beleg van Deventer opzet en beide steden tot overgave dwingt. - 6 januari – Verklaring van de Unie van Atrecht door de Waalse gewesten waarin zij hun trouw aan de Spaanse koning en het rooms-katholicisme bevestigen. - 23 januari – Verklaring van de Nadere Unie, de Unie van Utrecht op initiatief van Gent door decalvinistische gewesten onder leiding van Jan van Nassau. - 12 maart – 1 juli: Beleg van Maastricht. De hertog van Parma neemt Maastricht in en geeft de stad over aan een driedaagse plundering. - Keizer Rudolf II van het Heilige Roomse Rijk bemiddelt tussen Spanje en de opstandelingen in de Nederlanden. - 3 maart – De graaf van Rennenberg loopt over naar de Spanjaarden (het verraad van Rennenberg). - 15 juni – Willem van Oranje wordt door kardinaal Granvelle op last van de Spaanse Filips II in de ban gedaan en er wordt een geldprijs op zijn hoofd gezet. De prins antwoordt met de Apologie ofte verantwoordinghe van den Prince van Orangien aan de Staten-Generaal. - 19 september – Aangezien de Staten-Generaal ontevreden zijn over Filips II, bieden zij, met uitzondering van Holland en Zeeland, in het Verdrag van Plessis-lès-Tours de soevereiniteit over de Nederlanden aan de hertog van Anjou aan. Met deze jongere broer van Hendrik III van Frankrijk hoopt men op steun van de Fransen tegen de Spaanse koning. - Filips II eist de Portugese troon op. Dit stuit op Portugese weerstand en het komt tot de Slag bij Alcântara. Dit leidt de aandacht af van de Opstand. Doordat Portugal vanaf nu in een personele unie is verenigd met Spanje is de aanvoer van specerijen via Lissabon problematisch. |
| |  | - De hertog van Anjou wordt aangesteld als vorst over de Nederlanden. Aangezien hij aangesteld wordt als soeverein vorst eist hij wel dat de Nederlanden zich onafhankelijk verklaren van Filips II. Dit gebeurt op 26 juli met het Plakkaat van Verlatinghe ('het volk is er niet voor een vorst, maar een vorst voor het volk'). Daarin wordt Filips II vervallen van de troon van de Nederlanden verklaard. - 29 november – Parma dwingt na een langdurig beleg Doornik tot overgave, de enige Waalse stad die trouw was gebleven aan de Staten-Generaal. - De hertog van Anjou ontketent de Franse furie in Antwerpen. De stedelingen slaan zijn aanval af en zijn positie in de Nederlanden is verloren. - 10 juli – Willem van Oranje wordt in de hal van de Prinsenhof in Delft door Balthasar Gerards vermoord. - De hertog van Parma verovert in de voorgaande jaren alle steden in de zuidelijke Nederlanden; de noordelijke Nederlanden ondernemen geen actie. In augustus boekt Parma zijn grootste succes met de Val van Antwerpen, de grootste en rijkste stad van de Nederlanden. Hij forceert hiermee een definitieve scheiding van de noordelijke en zuidelijke Nederlanden. Na de val verlaten 60.000 van de 100.000 inwoners, waaronder vele bankiers, de stad. - Maurits wordt stadhouder van Holland en Zeeland. - Na de moord op Willem van Oranje zoeken de Staten Generaal steun bij de koningin van Engeland. Zij weigert een Nederlandse koningstitel, maar zegt haar protectie toe aan de Nederlanden. Als reactie op de Spaanse opmars stuurt Elizabeth I de graaf van Leicester in het geheim met 5000 man de Noordzee over. - Spanje stelt het eerste embargo in tegen de Nederlanden dat zal duren tot 1589. - Johan van Oldenbarnevelt wordt landsadvocaat van de Staten van Holland. - De komst van de graaf van Leicester is geen succes. De graaf blijkt geen goede militaire leider te zijn en verschillende steden gaan voor de opstandelingen verloren. Ook probeert hij in Utrecht een landsbestuur op basis van een sterke centrale macht op te bouwen, maar dit wordt door de gewesten, die gewend zijn aan hun autonomie, niet geaccepteerd. De graaf van Leicester wordt gedwongen de Nederlanden te verlaten. - Men zoekt niet verder naar een landsheer en met de Justificatie of Deductie van François Vrancken, de pensionaris van Gouda, wordt bepaald dat de soevereiniteit bij de Staten-Generaal ligt. Daarmee zijn zonder formeel besluit de Verenigde Provinciën geboren. Het is geen nieuw fenomeen dat een land bestuurd wordt zonder vorst: ook de Italiaanse stadstaten hadden een republikeinse staatsvorm. - De Spaanse Armada wordt verslagen door een Engelse vloot onder admiraal Francis Drake, terwijl Hollandse watergeuzen de hertog van Parma verhinderden zich vanuit Vlaanderen bij de Armada aan te sluiten. - Na de nodige tegenslagen volgt een periode waarin de situatie voor de Republiek sterk verbetert, door Fruin de Tien jaren genoemd. De Nederlandse Opstand ontwikkelt zich van vrijwel hopeloos in 1588 tot vrijwel gewonnen in 1598. Deels is deze ontwikkeling toe te schrijven aan internationale factoren zoals de hernieuwde oorlog tussen Frankrijk en Spanje, deels echter ook aan de politieke bekwaamheid van Johan van Oldenbarnevelt en de militaire bekwaamheid van Maurits van Nassau. - De personele unie van Portugal met Spanje maakt de Portugees-Nederlandse oorlog mogelijk, waarbij de Republiek haar koloniën uitbreidt. - 4 maart – De verovering van Breda door Maurits van Nassau met behulp van het turfschip van Breda, tijdens welke een contingent soldaten de stad door de waterpoort wordt binnengesmokkeld, die omstreeks middernacht snel het kasteel innemen en een brug bezetten. - Filips II laat de hertog van Parma tegen de protestantse Hendrik IV van Frankrijk optrekken, waardoor de Nederlanden ontzien worden. - Maurits begint aan zijn eerste veldtocht, waarbij hij vele successen boekt, mede doordat de hertog van Parma met zijn hoofdleger naar Frankrijk is getrokken. Maurits verovert de steden Zutphen (30 mei), Deventer (10 juni), Delfzijl (2 juli), Hulst (24 september) en Nijmegen (21 oktober). - Jan Huygen van Linschoten keert na jaren van reizen voor Portugal terug in Nederland en zijn publicaties van de "geheime" zeevaartroutes naar Oost-Indië openen voor Nederland de deur van de Gouden Eeuw. - Cornelis de Houtman wordt door de Compagnie van Verre naar Lissabon gestuurd om nieuwe handelsmogelijkheden voor peper te onderzoeken. - Cornelis Cornelisz. van Uitgeest verkrijgt het octrooi voor de paltrokmolen. Dit type houtzaagmolen is van groot belang voor de bouw van de schepen van de VOC en de WIC. De uitvinding draagt in belangrijke mate bij aan de economische opbloei van de Republiek. De mechanisatie van het houtzagen levert namelijk aanzienlijke besparingen op personeelskosten op. Aanvankelijk stuit dit dan ook op bezwaren bij het Amsterdamse houtzagersgilde. Dat probleem bestaat niet in de Zaanstreek, waar de gilden geen politieke invloed hebben. Dit gebied groeit uit tot het grootste scheepsbouwcentrum ter wereld. - Carolus Clusius plant in de Hortus botanicus Leiden de eerste tulp. - De classicus Josephus Justus Scaliger volgt in Leiden Justus Lipsius op, die teleurgesteld is teruggekeerd naar Leuven. - Als militair adviseur van prins Maurits schrijft Simon Stevin De Stercktenbouwing, waarin hij militaire versterkingen opnieuw ontwerpt om aangepast te zijn aan de projectielbanen van de nieuwe vuurwapens in plaats van de oude kruisboog. - Op basis van een vage passage in Naturalis Historia van Plinius meent men dat er ook een Noordoostelijke Doorvaart bestaat. Op 3 juni zeilen twee vaartuigen van Texel uit, met Jan Huygen van Linschoten, zeevaarder en reisbeschrijver, ter verkenning van de noordelijke zeeweg naar China en Indië. - 22 juli – Groningen wordt veroverd en sluit zich aan bij de Republiek, bekend als de Reductie van Groningen. - 2 april – De eerste expeditie van de Compagnie van Verre onder leiding van Frederik de Houtman en De Keyzer vertrekt met de Duyfken naar Oost-Indië. Ze komen een jaar later aan in Bantam, op 26 juni. - Johan van Oldenbarnevelt sluit de Triple Alliantie met Engeland en Frankrijk tegen Spanje. Het is de eerste officiële internationale erkenning van de onafhankelijkheid van de Verenigde Provinciën. - Willem Barentsz en Jacob van Heemskerk vertrekken om de Noordoostelijke Doorvaart te vinden en ontdekken Spitsbergen. Ze komen daarna vast te zitten bij Nova Zembla in het ijs. Van aangespoeld drijfhout wordt een huis gebouwd, dat bekend wordt als Het Behouden Huys, waarin vervolgens de winter wordt doorgebracht. De volgende lente wordt een extra sloep gebouwd, zodat de zestien opvarenden naar de bewoonde wereld kunnen terugkeren. Barentsz sterft echter een week na het vertrek. - De expeditie onder De Houtman naar Oost-Indië keert in Amsterdam terug. Hoewel de tocht commercieel geen succes is, en bovendien van de 240 bemanningsleden er 153 tijdens de reis overlijden, blijkt dat men Portugal niet nodig heeft voor specerijen en worden al gauw een groot aantal expedities vanuit Nederland naar Indië gestuurd. In een tijdsbestek van 7 jaar worden 12 verschillende compagnieën opgericht. - Het beheer van het zeewezen wordt in een Instructie voor de Admiraliteiten door de Staten-Generaal vastgelegd. Vanaf nu ligt de maritieme verdediging van de Republiek in handen van vijf Colleges ter admiraliteit: De Admiraliteit van Zeeland (Middelburg), de Friese Admiraliteit (Harlingen, voor 1645 Dokkum), de Admiraliteit van het Noorderkwartier (Hoorn en Enkhuizen), de Admiraliteit van Amsterdam en de Admiraliteit van de Maze (Rotterdam). - Isabella van Spanje, de dochter van Filips II, huwt Albrecht van Oostenrijk, waarbij Filips de gehele Nederlanden als bruidsschat schenkt. - Spanje en Frankrijk sluiten de Vrede van Vervins. - Vrijwel direct na zijn troonsbestijging breekt Filips III met de praktijk dat de opstandelingen in de Noordelijke Nederlanden handel drijven met de Spanjaarden om de oorlog te betalen. Hij stelt opnieuw een embargo in, laat alle in Spaanse en Portugese havens aanwezige Nederlandse schepen met hun lading in beslag nemen en de bemanning gevangennemen. Deze politiek brengt echter minstens evenveel schade toe aan de Spaanse economie als aan de Hollandse. Het embargo is van kracht tot 1608, maar de Nederlandse scheepvaart heeft zich ondertussen gestort op het Verre Oosten, zodat hier grote winsten gehaald kunnen worden. - In 1595 is de verovering van de oostelijke Nederlanden voltooid en nu trekt de normaal gesproken voorzichtige Maurits tegen zijn zin diep vijandelijk gebied in. Op aandringen van Van Oldenbarnevelt poogt hij een einde te maken aan de voor de Nederlandse koopvaardij schadelijke Duinkerker Kapers. Het komt tot de Slag bij Nieuwpoort die Maurits uiteindelijk weet te winnen. Met het risico op versterkingen waardoor hij zijn hele leger zou kunnen verspelen zet hij de belegering van Nieuwpoort niet door en trekt zich terug naar de Republiek. Het is het begin van de verwijdering tussen Maurits en Van Oldenbarnevelt. - Volgens de lijsten van de Sonttol vaart zo'n 50% van alle schepen die de Sont passeren onder Nederlandse vlag. - Om aan de onderlinge concurrentie van de compagnieën die op de Oost varen een einde te maken, laten de Staten-Generaal deze op initiatief van Johan van Oldenbarnevelt opgaan in één compagnie, de Vereenigde Oostindische Compagnie. Het dagelijkse bestuur wordt gevormd door 17 machtige kooplieden, ook wel de Heeren Zeventien genaamd. - De Genuees Ambrogio Spinola komt met 9000 man aan in de Nederlanden. Spinola stamt uit een rijk bankiersgeslacht en financiert zijn campagnes zelf. - Het Beleg van Grave in 1602 is een belegering van de door Spanje overheerste stad Grave tijdens de Tachtigjarige Oorlog door het Staatse leger onder leiding van Maurits van Oranje. Na een belegering van bijna twee maanden geeft de stad zich over op 20 september 1602. - De VOC krijgt een handelsmonopolie op Azië - Oostende valt na het driejarig Beleg van Oostende, het laatste Staatse steunpunt aan de Vlaamse kust. Aan beide zijden vielen ongeveer 75.000 doden. - Spanje en Engeland sluiten het Verdrag van Londen, waarmee een einde komt aan de Spaans-Engelse Oorlog en daarmee de steun aan de Opstand. - Jan Adriaanszoon Leeghwater (1575-1650) krijgt octrooi op een door hem ontworpen duikersklok, waarmee door middel van aanvoer van lucht onder overdruk, gewerkt kan worden onder water. - Australië wordt ontdekt door de Nederlandse ontdekkingsreiziger Willem Janszoon met zijn schip het Duyfken. - De opmars van Spinola wordt belemmerd door een beurskrach in Genua. - Een Staatse vloot vernietigt de gehele Spaanse vloot tijdens de Slag bij Gibraltar. - Er worden vredesonderhandelingen begonnen tussen Spanje en de Republiek. In de Nederlanden bestaan twee kampen. Het grote twistpunt is het effect van vrede op de handel. De handel op Azië en Amerika heeft een aantal kooplieden enorme winsten opgeleverd en ze zijn bang deze handel op te moeten geven als voorwaarde voor vrede met Spanje. Spanje is bereid de Republiek te erkennen als de VOC ontbonden wordt, er geen gelijksoortige compagnie voor Amerika wordt opgericht en de Nederlanden erkennen dat Spanje en Portugal het alleenrecht hebben op het beheer van Oost- en West-Indië. Daarnaast moet de blokkade van de Schelde opgeheven worden, wat het einde van de Nederlandse textielnijverheid zou kunnen betekenen. Calvinistische kooplieden, zoals Reinier Pauw, combineerden deze argumenten met religieuze argumenten. - Door de tegenstellingen is vrede niet mogelijk. Maurits ziet het liefst een voortzetting van de oorlog, terwijl Oldenbarnevelt voorstander is van vrede. Een bestand is het hoogst haalbare en op 9 april gaat de Treves, het Twaalfjarig Bestand in. - Met de oprichting van de Amsterdamsche Wisselbank, bedoeld om alle kassiers en wisselaars door één kassiers- en wisselkantoor te vervangen, wordt een poging gedaan om aan de chaotisch toestand in het muntwezen een einde te maken. De Amsterdamsche Wisselbank heeft veel meer dan een lokale betekenis. In haar bloeitijd geniet de Amsterdamse Wisselbank een wereldreputatie. De bank is een girobank; tegenover het gestorte bedrag brengt zij geen bankpapier in omloop, maar staat een giraal tegoed, het bankgeld. - Henry Hudson maakt een reis in dienst van de VOC met de Halve Maen en een grotendeels Nederlandse bemanning. Aanvankelijk op zoek naar de Noordoostelijke Doorvaart, steekt hij de Atlantische Oceaan over en landt ten westen van Nova Scotia en volgt de kust zuidwaarts tot voorbij Chesapeake Bay. Hij verkent Chesapeake Bay en Delaware Bay vluchtig, en bereikt de rivier die spoedig naar hem genoemd zou worden, de Hudson. Hij vaart deze rivier 200 kilometer op, tot nabij de huidige stad Albany. Hoewel duidelijk wordt dat dit niet een doorgang naar de Grote Oceaan kan zijn, heeft Hudson wel een vruchtbaar land gevonden. In dit gebied vestigen de Nederlanders in de volgende jaren hun kolonie Nieuw-Nederland. - Door het bestand komen godsdienstige tegenstellingen aan het licht. De volgelingen van de geestelijke Jacobus Arminius, de remonstranten of rekkelijken, wijken af op het punt van de predestinatie, de vrije wil en de erfzonde van het kerkelijk-calvinistische belijden zoals dat is vastgelegd in de Nederlandse Geloofsbelijdenis en de Heidelberger Catechismus. Deze opvattingen worden vastgelegd in de vijf artikelen van de remonstranten. Zij richten zich tot de Staten van Holland om steun te krijgen tegen hun uitsluiting van de publieke kerk. Daarmee is het een politieke kwestie geworden. - De volgelingen van Gomarus, de contraremonstranten of preciezen, reageren met een contraremonstrantie. In zeven punten zetten zij hun standpunten uiteen en roepen op tot een nationale synode. - De opening van de door Hendrick de Keyser ontworpen Koopmansbeurs aan de Vijgendam vindt plaats. De groeiende goederen- en aandelenhandel maakt dat er behoefte ontstaat aan een specifiek voor dit doel gemaakt gebouw. - Sultan Ahmed I verleent de Nederlanders het recht om onder eigen jurisdictie handel te drijven in het Osmaanse Rijk. - In Amsterdam wordt een aanvang gemaakt met de 'grote uitleg'. Begonnen wordt met het graven van de drie hoofdgrachten Herengracht, Keizersgracht en Prinsengracht. - 29 januari – De Nederlandse ontdekkingsreizigers Willem Cornelisz Schouten en Jacob Le Maire ronden voor het eerst Vuurland. Zij noemen deze kaap naar de stad Hoorn, de geboorteplaats van Schouten. - 25 oktober – Dirck Hartog landt aan de westkust van Australië, bij Shark Bay, op een eiland dat hij Eendrachtsland noemt, het tegenwoordige Dirk Hartogeiland. - Het conflict tussen de rekkelijken en preciezen, later de Bestandstwisten genoemd, is al lang niet meer slechts een geloofskwestie. De Staten van Holland geven de voorkeur aan een open libertijnse kerk en willen een publieke kerk waarin plaats is voor beide gezindten en die door de overheid gestuurd wordt. De contraremonstranten willen niets weten van wereldlijke inmenging. Oldenbarnevelt en Maurits ontkomen er niet meer aan zich hieraan te onttrekken nu de Republiek bijna in een burgeroorlog verwikkeld raakt. Hoewel Oldenbarnevelt een arminiaan is, ziet hij de gewesten als soeverein en als hoeders van de publieke kerk. De Staten van Holland nemen de Scherpe Resolutie aan; deze resolutie geeft de steden in Holland de mogelijkheid om eigenhandig waardgelders aan te nemen om onlusten te voorkomen. Maurits ziet de gewesten echter als onderdeel van de Unie en daarmee ook de kerk. De waardgelders zijn een aantasting van zijn gezag als aanvoerder van het Staatse leger. De Staten-Generaal reageren op de Hollandse Scherpe Resolutie met de oproep tot een nationale synode. - Prins Maurits pleegt een staatsgreep. Hij ontslaat de waardgelders en laat op 29 augustus Johan van Oldenbarnevelt en zijn medestanders Hugo de Groot, Rombout Hogerbeets en Gilles van Leedenberch arresteren op verdenking van hoogverraad. - 13 november – De eerste bijeenkomst van de Synode van Dordrecht. Het voornaamste doel van de synode is een uitspraak in het geschil tussen de remonstranten en contra-remonstranten. - De Dertigjarige Oorlog breekt uit die grote verwoestingen aanricht. Hoewel de Republiek hier niet rechtstreeks bij betrokken is, heeft dit wel een enorm effect op de Europese economie, waarbij vooral de Pools-Zweedse Oorlogen schadelijk zijn voor de handel van de Republiek. De strijd tussen Spanje en Frankrijk tijdens de Dertigjarige Oorlog zorgt ervoor dat Spanje zich niet kan concentreren op de oorlog in de Nederlanden. - De Courante uyt Italien, Duytslandt, &c. is de eerste krant die in de Nederlandse taal verschijnt. De Opregte Haarlemsche Courant is het oudste nieuwsblad dat thans nog verschijnt, het eerste nummer ziet het licht in 1656. - 8 mei – Slotzitting van de Synode van Dordrecht. De synode stelt de contra-remonstranten in het gelijk. De argumenten tegen de remonstranten worden weergegeven in 5 punten, de Dordtse Leerregels, die een officieel onderdeel vormen van de drie belijdenisgeschriften van de Nederlandse hervormde en gereformeerde kerken in Nederland. Tevens wordt besloten de Bijbel in het Nederlands te vertalen. Deze Statenvertaling is in 1637 klaar. Ook wordt de Dordtse Kerkorde aangenomen, die nog steeds de basis vormt van het kerkrecht in veel gereformeerde kerken. - 12 mei – Van Oldenbarnevelt, Hogerbeets en De Groot worden veroordeeld wegens hoogverraad. Een dag later wordt Oldenbarnevelt in Den Haag op last van de Staten-Generaal onthoofd. Zijn misdaad was een poging het Nederlandse staatsbestel te hervormen. Zelf vindt hij dat hij onschuldig is en dient daarom geen gratieverzoek in, omdat dat een impliciete schuldbekentenis zou inhouden. Hugo de Groot wordt gevangengezet en overgebracht naar slot Loevestein, waar hij begint te schrijven aan een inleiding tot het Hollandse recht en zijn De veritate religionis Christianae. - Jan Pieterszoon Coen volgt Laurens Reael op als Gouverneur-Generaal van Nederlands-Indië en sticht Batavia. - Nederlandse vluchtelingen richten in Antwerpen de Remonstrantse Broederschap op. - Het Twaalfjarig Bestand loopt af zonder dat de behoefte gevoeld wordt deze te verlengen, zodat de vijandelijkheden tussen de Republiek en Spanje hervat worden. - Met het aflopen van het bestand hoeft men zich ook niets meer aan te trekken van de beperkende bepaling daarin over de handel op de West. De West-Indische Compagnie wordt opgericht door de Staten-Generaal. - Jan Pieterszoon Coen overrompelt met een gewelddadige expeditie de Banda eilanden, die tegen het verbod van de VOC in, toch nootmuskaat zijn blijven verkopen aan Portugezen en Britten. Deze eilanden vormen in deze tijd de enige plek ter wereld waar deze gezochte specerij voorkomt. Wie Banda bezit, heeft het monopolie. Coen arriveert met 2000 man, en de bevolking van de eilanden wordt uitgemoord en vervangen. - Hugo de Groot die een jaar eerder per boekenkist uit Loevestein ontsnapte, publiceert clandestien zijn Apologie voor de rechtmatige regering van Holland. Daarin stelt hij dat ieder gewest in de Unie een soevereine staat is. De Staten-Generaal verbieden Grotius' geruchtmakende boek. - Het overlijden van Maurits maakt de weg vrij voor nationale verzoening. Hij wordt opgevolgd door zijn halfbroer Frederik Hendrik. Zijn militaire talent bezorgt hem de naam 'stedendwinger'. Met zijn echtgenote Amalia van Solms voert hij een bijna vorstelijke bewind en geeft Den Haag steeds meer het karakter van hofstad. - Vondel geeft de Palamedes uit. Dit dichterlijk drama over een gerechtelijke moord, met Agamemnon in de rol van Maurits, gaat zelfs de Amsterdamse raad te ver en hij wordt beboet. - Postume uitgave, een jaar na het overlijden van Adriaen Valerius, van de bundel Geuzenliederen Nederlandsche Gedenck-Clanck. Het bevat onder andere het Wilhelmus; een ouder geuzenlied, waarvan de oorsprong teruggaat tot het begin van de opstand. In 1932 zal dit het nationale volkslied van Nederland worden en daarmee het oudste officiële en officieuze volkslied zijn van een lidstaat van de Verenigde Naties. - Peter Minuit "koopt" het eiland Manhattan voor 24 dollar van de Manhattoes-indianen. Hiermee legaliseert hij de nederzetting Nieuw-Amsterdam (het latere New York) die het voorgaande jaar aan de monding van de Hudson River gesticht werd. - Beleg van Groenlo, door prins Frederik Hendrik van Oranje. Groenlo (regionale naam Grol) was door de Spanjaarden bezet. Het beleg duurde van 20 juli tot en met 19 augustus, waarna de veste zich overgaf. - De vloot van de West-Indische Compagnie onder Piet Hein boekt een spectaculaire overwinning in de Slag in de Baai van Matanzas, voor de kust van het eiland Cuba. Hein en zijn mannen onderscheppen de Zilvervloot! Dit laat 11 miljoen gulden in handen vallen van de Republiek. De buit vertegenwoordigt zo'n driekwart jaar oorlogsuitgaven en is niet alleen een financiële, maar vooral ook een morele overwinning voor de Republiek. - René Descartes vestigt zich definitief in de Republiek. De reformatie roert zich heftig onder leiding van Gisbertus Voetius. - Frederik Hendrik voert het Beleg van 's-Hertogenbosch uit. Als afleiding vallen de troepen van de keizer Gelderland binnen. Zij nemen Amersfoort en herstellen er de katholieke diensten. De Unietroepen nemen echter Wesel in waardoor 's keizers troepen afgesneden worden van alle versterkingen. Zij trekken zich terug naar de IJssel. Op 14 september geeft 's-Hertogenbosch zich gewonnen. Dit is in deze streken de zwaarste klap voor Spanje sinds de ondergang van de Armada in 1588. - Met de financiële middelen van de zilvervloot wordt besloten om de Portugese bezittingen in Brazilië te veroveren. De noordkust hiervan bood namelijk een goede uitvalsbasis voor aanvallen op de Spaanse zilvervloten. Een expeditieleger onder Hendrick Lonck weet een groot gedeelte van Brazilië te veroveren op de Portugezen, maar ondanks de snelle en gemakkelijke overwinningen op de noordkust slaagde men er toch niet in om de hele Portugese kolonie te veroveren. Zo blijven de Portugezen een bedreiging. Door het bezit van vele plantages in Nederlands-Brazilië worden de Nederlanders verleid het systeem van slavernij en slavenhandel in 1635 volledig over te nemen. In 1623 had men dit systeem nog afgewezen als zijnde 'onethisch'. - Frederik Hendrik probeert de katholieke graaf Hendrik van den Bergh ertoe aan te zetten de adel in het zuiden in opstand te brengen tegen wat in een manifesto van de Staten-Generaal van de Republiek het zware en ondraaglijke juk van de Spanjaarden genoemd wordt. Brussel is bijzonder bezorgd. Vanuit Luik roept van den Bergh openlijk tot opstand op, maar de ontevreden adel in het zuiden is toch niet bereid om met het ketterse noorden in zee te gaan. Zij vestigen hun hoop meer op kardinaal Richelieu. - Venlo, Roermond en Sittard vallen in handen van Frederik Hendrik. Hij begint het Beleg van Maastricht. De stad geeft zich uiteindelijk gewonnen, maar bedingt het recht katholiek te blijven. - De Infanta stuurt vanuit Brussel Rubens naar Maastricht om aan Frederik Hendrik een bestand voor te stellen. De prins heeft daar weinig belangstelling voor. De zuidelijke Staten-Generaal komen – voor het laatst onder Spaans gezag – bijeen. Zij dwingen de Infanta – tegen de wil van Filips IV – met het noorden te onderhandelen. Spanje moet nu eerst zijn gezag in het zuiden zien te herstellen. - De onderhandelingen tussen de Republiek en de Spaanse Nederlanden staan op instorten. Frederik Hendrik stelt voor de besprekingen te beëindigen. Er ontstaat grote onenigheid tussen de Hollandse steden. Uiteindelijk willen Holland en Overijssel doorgaan, maar zij worden overstemd door de andere vijf gewesten. De onderhandelingen worden afgebroken. - In augustus verovert de West-Indische Compagnie Curaçao. Met dit eiland heeft de WIC een uitvalsbasis voor handel en kaapvaart. Curaçao ligt gunstig ten opzichte van de Spaanse koloniën op het vasteland en heeft ook had het de beste haven tot dan toe bekend in de Caraïben. Daarnaast zoekt de WIC naar een goede bron van zout. Curaçao wordt het Nederlandse verzamelpunt voor de slavenhandel. - In een verdrag met Frankrijk neemt de Republiek zich voor de Spaanse Nederlanden de kans te geven zelf in opstand te komen. In dat geval mogen zij een confederatie worden. Zo niet dan zullen de Republiek en Frankrijk het gebied verdelen. Wallonië wordt dan deel van Frankrijk, evenals een deel van West-Vlaanderen. De rest zou bij de Republiek der Zeven Verenigde Nederlanden komen. De Spaanse Nederlanden voeren nu een tweefrontenoorlog. - De 'tulpenmanie' komt tot een hoogtepunt. Op een veiling in Alkmaar wordt een dagomzet gemaakt van 90.000 gulden. Per bol wordt zelfs 1000 gulden betaald; meer dan de prijs van een gemiddeld woonhuis in die tijden. Daarna stort de markt in. De prijzen dalen, bollen worden gedumpt, waarna de prijzen nog harder kelderen. Orders worden afgezegd, wat leidt tot rechtszaken en faillissementen. De zwaarst getroffenen moeten vluchten en elders een nieuw leven beginnen. - De Slag bij Kallo is een gevolg van een poging van het Staatse leger om Antwerpen te omsingelen. Willem van Nassau onderneemt een poging de schans bij verrassing te nemen. Ferdinand van Oostenrijk weet met een in haast verzameld leger het sterkere Staatse leger op de vlucht te jagen. Het ideaal om de Nederlanden te verenigen is verlaten. - Omdat de weg over land door de oorlog met Frankrijk is afgesloten, zijn de Spanjaarden gedwongen om troepenversterkingen over zee naar de Nederlanden te vervoeren. Deze 'tweede Armada' wordt echter in het Kanaal door de Nederlandse admiraal Maarten Harpertszoon Tromp opgewacht en ingesloten. De Slag bij Duins kost de Spanjaarden 43 schepen en zesduizend manschappen. - De bouw van de eerste Portugese synagoge in Amsterdam. - Portugal roept de onafhankelijkheid uit. - Al kort na 1600 bereikten Nederlanders Japan. De Japanners verdrijven nu echter alle Europeanen uit angst voor de invloed van het christendom. Zij besluiten zich van de buitenwereld af te zonderen (Sakoku) en onderhouden alleen nog contacten met een kleine Nederlandse kolonie op Dejima, hoewel ze ook nog handel drijven met China en Korea. - De stad Malakka capituleert voor de Nederlanders. De Medemblikse kapitein Kaartekoe heeft dan nog maar 650 soldaten over. De rest is dood, maar de zege levert de VOC een handelspost op waar eeuwenlang schatten zullen worden verdiend. - Rembrandt voltooit De Nachtwacht. - Abel Tasman omzeilt het continent Australië zonder daar zelf weet van te hebben. Wel ontdekt hij Tasmanië, Nieuw-Zeeland en Tonga. - In Munster arriveert een delegatie van acht Statenleden uit de Nederlanden onder leiding van Adriaan Pauw, om met de Spanjaarden te onderhandelen over vrede. - Met de Vrede van Munster komt een einde aan de Tachtigjarige Oorlog. De tekst van het Twaalfjarig Bestand wordt als uitgangspunt genomen, maar de Republiek wordt nu door Spanje als soevereine staat erkend. Ook wordt de vrije vaart op Indië gegund en wordt geen voordeel bedongen voor de katholieken. - De Tweede Engelse Burgeroorlog eindigt met de onthoofding van Karel I. Zijn schoonzoon Willem II, sinds twee jaar stadhouder, wil de regering van Cromwell omverwerpen en vindt ook dat de Republiek trouw moet zijn aan Frankrijk, dat in de Spaans-Franse Oorlog verwikkeld is. - De Staten van Holland geven de voorkeur aan vrede boven een nieuwe dure oorlog en besluiten met 11 tegen 8 stemmen tot afdanking van troepen, zeer tegen de zin van stadhouder Willem II. De Staten-Generaal noemen de resolutie van Holland illegaal, waardoor in de Republiek een politieke crisis ontstaat. De Staten-Generaal stellen dat de defensie een taak is van de Unie en niet van de aangesloten gewesten. In juli probeert Willem dit eens en voor altijd te beslechten en samen met zijn neef Willem Frederik, de stadhouder van Friesland, bereidt hij een staatsgreep voor die tot doel heeft de macht van het gewest Holland te breken. Een aantal politieke tegenstanders wordt aangehouden, zoals admiraal Witte de With. Een zestal statenleden wordt opgesloten op Slot Loevestein, zoals Jacob de Witt. Willem Frederik trekt met zijn leger naar Amsterdam, maar een deel van de troepen verdwaalt en de in de tussentijd gewaarschuwde stad sluit de poorten. Desondanks is de dreiging voldoende om de stad te laten toegeven. - In oktober krijgt Willem II koorts. Het blijkt pokken te zijn en op 6 november sterft hij op 24-jarige leeftijd. Zijn zoon Willem wordt pas acht dagen daarna geboren en Holland ziet geen noodzaak de vacante positie te vervullen, waarmee het Eerste Stadhouderloze Tijdperk begint. Deze periode krijgt dan ook later als bijnaam de Ware Vrijheid. Het tijdperk is niet geheel stadhouderloos, aangezien Willem Frederik nog steeds stadhouder van Friesland is en nu ook van Groningen en Drenthe. - Met het einde van de Engelse Burgeroorlog kan Engeland onder Cromwell zich richten op koloniale expansie. In maart stelt Cromwell een unie tussen het Engelse Gemenebest en de Republiek voor, wat de Republiek afslaat. - In augustus keurt het Engelse parlement de Akte van Navigatie goed. Dit besluit moet het handelstij keren. Sinds de Vrede van Münster hebben de Hollanders namelijk een groot deel van de handel op Spanje en het Middellandse Zeegebied overgenomen. Engelse kapers beginnen Hollandse schepen lastig te vallen, en tussen oktober 1651 en juli 1652 worden er meer dan honderd buitgemaakt. - Jan van Riebeeck, officier in dienst van de VOC, sticht een verversingsstation op de Kaap de Goede Hoop. - Hoewel na de dood van Willem II is begonnen met een programma om de oorlogsvloot te versterken met een nieuwbouw van 35 schepen, acht men dit niet voldoende om de verwaarloosde vloot op sterkte te krijgen. Op 3 maart wordt de beslissing genomen om 150 koopvaarders aan te kopen en als oorlogsschip uit te rusten tegen de Engelse dreiging. - In mei is de Nederlandse luitenant-admiraal Maarten Tromp wat traag om een Engelse vloot in het Kanaal te groeten door zijn vlag naar beneden te halen. De Engelsen staan erop in de Engelse wateren als eerste gegroet te worden. Als antwoord vuurt de Engelse generaal-ter-zee Robert Blake drie waarschuwingsschoten met scherp, waarvan het derde de Brederode treft. Het is het begin van de Slag bij Dover. Op 10 juli verklaart het Engelse Parlement de oorlog. Latere gevechten in deze Eerste Engelse Oorlog worden over het hele Kanaal en zuidelijke Noordzee uitgevochten: de Slag bij Plymouth wordt in augustus gewonnen door vicecommandeur Michiel de Ruyter, de Slag bij de Hoofden bij de Theems wordt verloren door viceadmiraal Witte de With en de Slag bij de Singels in december wordt gewonnen door Tromp. Het is de aanleiding voor een publieke vernedering van Blake in het Engelse parlement. De admiraal had gedacht dat de oorlog voorbij was en daarom het grootste gedeelte van de Engelse vloot naar de Middellandse Zee gestuurd. - In maart weet commandeur Jan van Galen de Engelse Middellandse Zeevloot te verslaan in de Slag bij Livorno. Door het Nederlandse bondgenootschap met de Denen kan geen enkel Engels schip de Oostzee in, zodat de Engelsen een tekort hebben aan timmerhout en teer. De oorlog is echter kostbaar voor de Republiek, terwijl de kansen keren voor de Engelsen. In maart winnen zij de Driedaagse Zeeslag, terwijl Zeeslag bij Nieuwpoort van de 12e tot de 13e juni voor de Republiek catastrofaal uitpakt met een blokkade van de Nederlandse kust. Tromp sneuvelt in de Slag bij Ter Heijde, waardoor de Nederlandse publieke opinie zich tegen de oorlog keert. Ondanks de successen zijn echter ook de Engelsen aan het eind van hun Latijn. Vanaf de zomer zijn er geen vijandelijkheden meer. - Johan de Witt wordt raadpensionaris van Holland. Deze benoeming kan alleen geschieden met de nadrukkelijke instemming van Amsterdam, dat onder leiding staat van burgemeester Cornelis de Graeff, van wie De Witt een aangetrouwde neef is. De voorbeeldige samenwerking tussen de twee politici is een grote factor in het succes van De Witts politiek en de herleving van de economie na de Eerste Engels-Nederlandse Oorlog. - De Republiek is door de oorlogsinspanningen niet in staat Nederlands-Brazilië te behouden en wordt verdreven door de Portugezen. - Op 22 april keuren de Staten-Generaal het vredesverdrag met Cromwells Gemenebest goed. In het geheim is echter bedongen is dat de Oranjes geen stadhouder meer mogen worden. Op 4 mei wordt deze Akte van Seclusie (Uitsluiting), waarin de vierjarige Willem dus van het stadhouderschap wordt uitgesloten, door de Staten van Holland aangenomen. Vooral in Friesland is er grote verontwaardiging. De andere gewesten – behalve Zeeland – zijn zeer verdeeld. Hoewel de buitenlandse inmenging in de opvolging vernederend is, komt het De Witt niet slecht uit. - De Witt en Willem Frederik komen tot een vergelijk: Willem Frederik mag opperbevelhebber van het leger worden, maar hij moet ophouden zich luitenant-stadhouder van Overijssel te noemen. Daarmee erkent hij in feite de Akte van Seclusie. - Christiaan Huygens ontdekt Titan, de grootste maan van de planeet Saturnus. - In Amsterdam wordt na zeven jaar bouwen het stadhuis op de Dam in gebruik genomen. - De Republiek stuurt een vloot naar Danzig onder Obdam, om te verhinderen dat de stad in Zweedse handen valt. - Rembrandt wordt failliet verklaard. Zijn kunstverzameling, atelierspullen en huis worden aan de schuldeisers verkocht. - Spinoza wordt uit de sefardische gemeente verbannen. - Er heerst al sinds 1653 een burgeroorlogachtige toestand in Overijssel. Hasselt en Steenwijk willen ook een stem in de Staten en rebelleren met steun van Deventer tegen Zwolle. Hasselt wordt drie dagen gebombardeerd en Deventer stuurt versterkingen. Een commissie van de Staten-Generaal wordt gevormd op aandringen van Holland. De Witt en De Graeff maken een eind aan de Overijsselse troebelen. De klok wordt teruggedraaid. Hasselt en Steenwijk krijgen geen gelijk. - De Republiek verklaart de oorlog aan Portugal omdat dat land geen schadevergoeding voor het verlies van Brazilië wil betalen. De vloot onder Obdam blokkeert de haven van Lissabon. - De VOC voltooit de verovering van Portugees Ceylon. - De Zweeds-Nederlandse Oorlog is een interventie in de Vierde Noordse Oorlog tussen Zweden en Denemarken, waarbij de Republiek de Denen steunt. Tijdens de Slag in de Sont weten de Nederlanders de Zweden te verslaan en Kopenhagen te ontzetten. - De Engelsen sturen een vloot om de Zweden te steunen. Een tweede Nederlandse vloot onder Michiel de Ruyter wordt erachteraan gestuurd om de Denen te versterken. De politiek van De Witt om de vloot uit te breiden blijkt succesvol als men de Sont open weet te houden. - In Engeland is door een opstand van generaal Monck het bewind van Cromwell omvergeworpen en is Karel II aan de macht gekomen. Om hem gunstig te stemmen wordt de Akte van Seclusie ingetrokken. - De weduwe van Willem II, Maria Stuart, overlijdt. De regenten in de Republiek gaan er niet mee akkoord dat het voogdijschap over haar zoon Willem toegewezen wordt aan haar broer Karel II van Engeland. Uiteindelijk neemt Amalia van Solms in september de voogdijschap van haar kleinzoon op zich. - Karel II kondigt opnieuw, nu in zijn eigen naam, de Akte van Navigatie af. Hij benoemt Sir George Downing, bekend om zijn anti-Hollandse houding, tot ambassadeur. Degenen in de Republiek die gehoopt hadden op betere betrekkingen met Engeland scharen zich nu weer achter de Johan de Witt. - De Engelsen proberen te verhinderen dat Portugal vrede sluit met de Republiek, maar de Staten-Generaal neemt de Vrede van Den Haag toch aan, met Zeeland en Gelderland tegen. - Er komt eindelijk een overeenkomst tussen de Republiek en Spanje over de landen van Overmaas, de streek rond Maastricht. Door het Partagetraktaat wordt de streek gedeeld. - De eerste minister van Frankrijk, kardinaal De Mazarin, sterft, waarna Lodewijk XIV persoonlijk de macht op zich neemt. Met de opstand, la Fronde, achter de rug, weet Lodewijk Frankrijk tot absolute monarchie te vormen. Lodewijks minister Colbert slaagt erin de economische slagkracht van Frankrijk aanzienlijk te verbeteren ten opzichte van de twee belangrijkste concurrenten, Groot-Brittannië en de Nederlanden. Frankrijk is nu een van de machtigste staten van Europa en voert een expansionistische politiek. - De Nederlanders in Fort Zeelandia geven zich over aan Koxinga, waarmee een einde komt aan bijna veertig jaar Nederlandse handelsmacht op Formosa (Taiwan). - De welvaart in de Hollandse republiek bereikt een hoogtepunt. Amsterdam is uitgegroeid tot de belangrijkste handelsstad in de wereld en heeft meer dan 100.000 inwoners. - Buiten Europa is er voortdurende strijd met de Engelsen. Zij veroveren Curaçao, Nieuw-Amsterdam en de factorijen op de West-Afrikaanse kust, wat aanleiding is voor de Nederlanders om Michiel de Ruyter naar deze gebieden te sturen, die de laatste prompt herovert. De Engelsen maken zo'n 200 Nederlandse koopvaarders buit. De Engelse Scheepvaartwetten zijn nog steeds een doorn in het oog van de Nederlanders. - In maart breekt de Tweede Engelse Oorlog uit. Afgezien van Münster en Portugal sympathiseren de meeste Europese machten met de Republiek, maar ze houden zich erbuiten. De Slag bij Lowestoft op 13 juni is een Engelse overwinning, waarna de Engelsen een jaar lang de zee beheersen. Maar ze weten deze situatie niet uit te buiten, omdat de Ruyter verschillende retourvloten veilig thuisbrengt, en ook omdat Lodewijk XIV zich aan de kant van de Republiek schaart, die haar vloot met een ambitieus nieuwbouwprogramma versterkt. - Op 10 december wordt het Nederlandse Korps Mariniers opgericht. - Anthoni van Leeuwenhoek slijpt zijn eigen lenzen en bouwt een microscoop. Daarmee ontdekt hij microscopisch kleine diertjes. - Bernhard von Galen, bisschop van Munster, belegert Groningen. - Na de Nederlandse overwinning in de Vierdaagse Zeeslag (11–14 juni) lijkt het er even op dat Engeland al verslagen is, maar tot ieders verrassing kan het toch opnieuw een vloot uitrusten die sterk genoeg is om op 4 augustus in de Tweedaagse Zeeslag bij North Foreland de Nederlandse vloot aan de rand van de afgrond te brengen. De Republiek begint geldgebrek te krijgen, wat nog verergerd wordt door een Engelse raid die een handelsvloot op het Vlie verwoest. - De kosten van het herstel van de Engelse vloot in juli hebben ook Karels financiën totaal uitgeput; hij beëindigt liever de oorlog dan nog meer macht af te staan aan het parlement. Hij laat dus de dure linieschepen van zijn vloot opleggen, en begint vredesonderhandelingen. De Republiek, die voldoende reserves heeft om haar vloot voor een derde maal gevechtsklaar te maken, acht het echter beter om de oorlog met een duidelijke overwinning af te sluiten en vernedert de Britten met de Tocht naar Chatham. Met de Vrede van Breda wordt de oorlog uiteindelijk afgesloten. De vrede wordt als gunstig voor de Republiek gezien. De Engelse Scheepvaartwetten worden versoepeld, terwijl Nieuw-Amsterdam voorlopig in Engelse handen blijft en het meer renderende Suriname Nederlands bezit zal zijn: de status quo blijft bij deze gebieden dus gehandhaafd, hoewel er nog geen definitieve beslissing over wordt genomen. - Lodewijk XIV verscherpt de tarieven tegen de Nederlandse handel en valt de Spaanse Nederlanden binnen. - In het Verdrag van Bongaja erkent de sultan van Tidore het handelsmonopolie van de Verenigde Oostindische Compagnie. - Willem wordt in 1666 tot Kind van Staat verklaard, zodat de overheid pro-Engelse elementen uit zijn omgeving kan verwijderen. Het Eeuwig Edict wordt daarna aangenomen in de Raad van Leiden. Daarin wordt het stadhouderschap voor altijd afgeschaft, en wordt gesteld dat de soevereiniteit niet bij de Unie, de prins of zelfs maar bij de Staten van het gewest ligt, maar bij de individuele steden. - Nederland gaat met Zweden en Engeland de Triple Alliantie tegen Frankrijk aan, met als doel een einde te maken aan het conflict in de Spaanse Nederlanden tussen het verzwakte Spanje en de sterke Zonnekoning. De Alliantie sommeert Spanje om of Luxemburg of de Vrijgraafschap (Franche-Comté) af te staan, plus alle al veroverde gebieden (Douai, St. Omer, Rijsel en Kamerijk). Frankrijk moet daarmee genoegen nemen en de Devolutieoorlog staken. - Het geheime Verdrag van Dover tussen Karel II van Engeland en Lodewijk XIV van Frankrijk wordt afgesloten. Karel belooft hierbij zichzelf en Engeland te bekeren tot het katholicisme en de Triple Alliance te verlaten. Engeland wordt dan bondgenoot van Frankrijk in zijn oorlog met de Republiek. - Spinoza geeft zijn Tractatus Theologico-Politicus uit. Hij stelt daarin dat democratie van alle regeringsvormen degene is die het meest natuurlijk is en het meest in samenklank met de individuele vrijheid. - In maart verklaart Engeland de Republiek de oorlog; de Derde Engelse Oorlog. - In april verklaren ook Frankrijk, en de bisdommen Munster en Keulen de Republiek de oorlog; het begin van de Hollandse Oorlog. De binnengevallen legers verslaan het zwakke leger van de Republiek en rukken op van de IJssel tot in Utrecht. Door deze tegenslagen breekt paniek uit in de niet bezette delen van de Republiek. Veel bestuurders die aan de kant van de tot dat moment leidende partij van de staatsgezinden staan, worden gedwongen hun posities af te staan aan prinsgezinden. Dit jaar vormt zo ook het eind van het Eerste Stadhouderloze Tijdperk. - Raadspensionaris van Holland Johan de Witt, de belangrijkste staatsman van dat moment, wordt samen met zijn broer Cornelis de Witt, lid van de Staten-Generaal, in Den Haag door een woedende menigte gelyncht. Dit gebeurde bij de Gevangenpoort, waar Cornelis zojuist gevangen is gezet wegens een vermeende beraming van een moordaanslag op Willem III. Die wordt met steun van de Oranjepartij tot stadhouder benoemd. - In Utrecht beginnen onderhandelingen over vrede. Frankrijk zal de gebieden ten zuiden van de Waal krijgen, Engeland Walcheren en enkele steden aan de kust, en Keulen en Münster wat gebied in het oosten. Karel en Lodewijk zien Willem III als prins regeren over het overblijfsel van de Republiek. Ook moet er veel geld worden betaald en dient de katholieken volledige godsdienstvrijheid te worden gegeven, anders zal Frankrijk Utrecht en heel Gelderland houden. Deze eisen zijn zo hoog dat ze afgewezen worden en de Republiek sterken in haar verzet. Tijdens de onderhandelingen is Willem III erin geslaagd zich terug te trekken achter de Waterlinie. Dit enorme gebied is onder water gezet waardoor de Franse opmars vastloopt. De Nederlandse vloot heeft ondertussen de verenigde Engels-Franse vloot verslagen in de Slag bij Solebay, waarmee een invasie van de kust voorkomen is. De bisschop van Münster Bernard von Galen ziet zich op 28 augustus gedwongen om het beleg van Groningen op te breken. - Op het diplomatieke front slaagt de Republiek erin om het Heilige Roomse Rijk, Lotharingen en Spanje aan haar zijde te krijgen, de Quadruple Alliantie, vanaf juli 1673 aangevuld met Brandenburg. Bonn wordt veroverd, waarmee de Fransen hun aanvoerpunt verliezen. Om een andere verbindingslijn op te bouwen, slaan de Fransen het Beleg van Maastricht, dat zij ook veroveren. - De Eerste en Tweede Slag bij het Schooneveld en de Slag bij Kijkduin worden gewonnen door Michiel de Ruyter, waarna Engeland zich terugtrekt uit de strijd. - Met Engeland wordt de Tweede Vrede van Westminster gesloten. Ook met Keulen en Münster wordt de oorlog beëindigd. De Franse koning vecht door. Gelderland, Overijssel en Utrecht herkrijgen hun zitting in de Staten-Generaal, ondanks hun ontrouw en ondanks tegenstand van Holland, maar moeten daarvoor trouw zweren aan Willem III en voldoen aan een aantal regeringsreglementen. Hierdoor krijgt Willem III een beslissende invloed op die gewesten en daarmee meer macht dan zijn voorgangers. - De Staten Generaal verklaren het stadhouderschap erfelijk voor de nakomelingen van Willem III. - Spinoza overlijdt, waarna zijn levenswerk Ethica ordine geometrico demonstrata door vrienden wordt uitgegeven. Het leidt tot heftige debatten en na enkele maanden wordt een verbod op publicatie uitgevaardigd door de Staten van Holland, wat de verspreiding van zijn geschriften echter niet stopt. - Met de Vrede van Nijmegen komt een einde aan de oorlog met Frankrijk, tegen de zin van Willem III, die de rest van zijn leven tegen het Franse streven naar hegemonie strijdt. - Antoni van Leeuwenhoek ontdekt met zijn zelfgemaakte microscoop de zaadcel. In 1680 wordt hij lid van de Royal Society. - Lodewijk XIV verklaart de Republiek de oorlog. - Als Karel II van Engeland overlijdt, wordt hij opgevolgd door Jacobus II, de schoonvader van Willem III. Als katholiek wordt hij gewantrouwd, maar aangezien hij geen mannelijke erfgenamen heeft, is zijn protestantse dochter Maria troonopvolgster, zodat het probleem overkomelijk lijkt. - In zijn twist met Louis Paen blijkt Menno van Coehoorn het laatste woord te hebben als hij zijn boek Nieuwe vestingbouw op een natte of lage horisont uitbrengt. In dit boek worden drie methodes van vestingbouw omschreven die speciaal zijn ontworpen voor het Nederlandse landschap en die de modernste manieren van oorlog voeren zouden kunnen weerstaan. - Keizer Leopold I sluit op advies de Liga van Augsburg met Karel II van Spanje, Karel XI van Zweden, Maximiliaan II van Beieren en diverse andere rijksstenden tegen Frankrijk. - Met het Edict van Fontainebleau (1685) herroept Lodewijk XIV van Frankrijk het Edict van Nantes en verklaart het protestantisme onwettig. Daarop vluchten 400.000 hugenoten naar protestantse landen als Engeland, Brandenburg, Zwitserland en zelfs Zuid-Afrika. Naar de Republiek vluchten zo'n 70.000 hugenoten. Daarmee schaadt Lodewijk zijn eigen land, aangezien een aanzienlijk deel goed is opgeleid en zich nu tegen Frankrijk richt. Daarnaast zien de protestantse buurlanden nu duidelijk de gevolgen van een eventuele Franse overheersing, zodat de vastberadenheid daartegen alleen maar toeneemt. - Op 10 juni schenkt de tweede vrouw van Jacobus II, Maria d'Este, het leven aan haar vijfde kind, ditmaal een zoon, Jacobus. De algemene ontevredenheid neemt met de geboorte van deze katholieke erfgenaam nog meer toe. Het vooruitzicht van een katholieke dynastie is zeer bedreigend voor de protestanten, die niet gelukkig zijn met een katholiek als hoofd van de Kerk van Engeland. Dit leidt tot een samenzwering, de Glorious Revolution, met het doel James te vervangen door zijn dochter Maria, overtuigd protestante. Op 5 november landt Maria's echtgenoot Willem III in Engeland bij Torquay met een groot Nederlands leger. De armada van Willem is, met 53 oorlogsschepen en een kleine 400 transportschepen, zo'n vier keer groter dan de Spaanse Armada van 1588. Willem geeft het bevel het Engelse leger te ontbinden en daar wordt goeddeels gehoor aan gegeven. Jacobus heeft daardoor al snel in Engeland zelf niet veel steun meer. Op 11 december vlucht hij, om vanuit die delen van zijn rijk waar hij nog wel steun heeft — het katholieke Ierland — de strijd voort te zetten. - Lodewijk XIV valt in september de Palts binnen en bezet het prinsbisdom Luik. Het is het begin van de Negenjarige Oorlog. - William & Mary aanvaarden de Bill of Rights en laten hiermee officieel hun koningschap beginnen. - Met Willem als stadhouder van de Republiek en koning van Engeland vormen deze landen met de Liga van Augsburg de Grote Alliantie tegen Frankrijk. Ondanks deze bundeling van krachten heeft men moeite Frankrijk te bedwingen. - Op 12 juli vindt de Slag aan de Boyne plaats. Tegenover elkaar staan de legers van de koning-stadhouder Willem III en zijn schoonvader, de verdreven koning Jacobus II van Engeland. De overwinning van Willem III maakt een einde aan de aspiraties van Jacobus om zijn troon te heroveren. De zege van Willem wordt in Noord-Ierland jaarlijks herdacht op 12 juli. Op die dag vinden dan marsen plaats waarbij de leden van de Oranjeorde de overwinning van de protestantse King Billy op de katholieke Jacobus vieren. - De afgezette predikant van Amsterdam, Balthasar Bekker, schrijft het boek De Betoverde Weereld, waarin hij zich afzet tegen het wijdverbreide geloof in heksen en duivels. In de Republiek ontstaat een heftig dispuut tussen mede- en tegenstanders. Uiteindelijk leidt het boek tot uitbanning van de heksenvervolging, al zal dit meer gelden voor andere landen in Europa, want in de Republiek komt dit al lange tijd niet meer voor. - Willem III verliest de Eerste Slag bij Neerwinden, de bloedigste van deze eeuw. - Christiaan Huygens overlijdt. De wis-, natuur-, sterrenkundige en uitvinder was een van de eerste statistici en geldt als de uitvinder van het slingeruurwerk. Hij formuleerde onder andere botsingswetten in de mechanica, ontdekte de ringen van Saturnus en de maan Titan bij deze planeet en kwam als eerste met de golftheorie voor het verschijnsel licht. - Tijdens het aansprekersoproer wordt door de schutterij op de bevolking van Amsterdam geschoten. Het huis van de burgemeester Jacob Boreel wordt vernield. - De Grote Ambassade van Peter de Grote arriveert in Zaandam. De Russische tsaar volgt een stage in de scheepsbouw en logeert bij burgemeester en scheepsbouwkundige Nicolaes Witsen, met wie hij al lange tijd correspondentie voert. - Met de ondertekening van de Vrede van Rijswijk, bewerkstelligd door Bentinck, komt een einde aan de Negenjarige Oorlog. Lodewijk XIV van Frankrijk erkent Willem III als koning van Engeland en moet alle veroveringen op Spanje ongedaan maken. De Republiek krijgt het recht om in zogenaamde barrièresteden in de Spaanse Nederlanden militairen te legeren. Frankrijk mag Straatsburg houden, maar moet de zelfstandigheid van het hertogdom Lotharingen respecteren. Frankrijk blijft de grootste mogendheid van Europa en een rivaal voor de Duitse keizer Leopold bij diens aanspraken op de Spaanse troon, waarmee de volgende oorlog zich alweer aftekent. De Republiek heeft haar taak als grootmacht volbracht door te vechten voor een Europees evenwicht, maar de oorlog kost meer dan deze opbrengt voor de stagnerende economie. - 1 januari – Nederland gaat over op de gregoriaanse kalender. - Na de dood van de kinderloze en lichamelijk en geestelijk gehandicapte Karel II van Spanje ontstaat er onzekerheid over de Spaanse opvolging. Het testament van Karel II wijst Filips van Anjou als opvolger aan, maar onder de voorwaarde dat de Spaanse en Franse kronen nooit verenigd zouden worden. Het lijkt erop dat de andere mogendheden daar genoegen mee nemen. - Lodewijk XIV eist toch een vereniging van de Franse en Spaanse kronen en er begint oppositie te komen van de keizer die op zijn beurt de erfenis van Spanje voor het huis Habsburg opeist. Dit leidt tot de Spaanse Successieoorlog. - Willem III overlijdt. De Staten van Holland en Zeeland hebben stadhouderschap erfelijk verklaard voor de nakomelingen van Willem III, en aangezien deze geen nageslacht heeft, wordt besloten af te zien van benoeming van een opvolger, wat het begin is van het Tweede Stadhouderloze Tijdperk, hoewel in Friesland en Groningen Johan Willem Friso stadhouder is. Deze erft de titel Prins van Oranje. Echter, direct na het openvallen van het testament maken ook de Fransman Frans Lodewijk van Conti en Frederik I van Pruisen aanspraak op de titel. - In mei voegt de Republiek zich bij de Grote Alliantie tegen Frankrijk in de Spaanse Successieoorlog. - In de Gelderse Plooierijen proberen de gilden en de regentenfamilies die onder Willem III van de macht waren uitgesloten meer politieke invloed te krijgen. Zij worden Nieuwe Plooi genoemd, de zittende regenten Oude Plooi. Dit leidt in de periode 1702-1708 niet alleen tot grote ongeregeldheden in de steden Arnhem, Nijmegen en Zutphen, maar ook in kleinere steden. - De plooierijen beperken zich niet alleen tot Gelre, ook Utrecht en Overijssel worden getroffen door deze oproeren, echter niet zo hevig als in Gelre. - Nicolaus Cruquius begint in Delft driemaal daags weermetingen uit te voeren: temperatuur, luchtdruk, vochtigheid en neerslag. - Engeland weigert een voor de Republiek gunstige vrede. - Herman Boerhaave wordt hoogleraar in Leiden. De arts, anatoom, botanicus, scheikundige, humanist en onderzoeker bekleedt een tijdlang drie van de vijf leerstoelen van de medische faculteit. Hij staat bekend als begenadigd docent en is een van de bekendste mannen van Europa, wiens faam zelfs tot in China doordringt. - Op grond van de hopeloze verarming van de kolonie geeft de VOC Mauritius op, ditmaal voorgoed. Gouverneur van der Velde geeft opdracht het eiland te ontruimen. - Keizer Jozef I, aartshertog van Oostenrijk, overlijdt. Hij wordt opgevolgd door zijn broer Karel VI. Om te voorkomen dat hij tevens koning van Spanje wordt en dan een te groot en te machtig rijk krijgt starten de Engelsen onderhandelingen. - Op 11 april wordt de Vrede van Utrecht getekend. Met de Vrede van Utrecht komt er een einde aan de Spaanse Successieoorlog. Hoewel de onderhandelingen een jaar lang in de Nederlanden plaatsvinden, komt de Republiek er nauwelijks aan te pas. In de woorden van de Franse onderhandelaar Melchior de Polignac; Nous traiterons sur vous, chez vous, sans vous, We onderhandelen over u, bij u, zonder u. Duidelijk is dat de Republiek vanaf nu als een tweederangsgrootmacht wordt beschouwd. Hoewel aan de kant van de overwinnaars, verliest de Republiek zijn overwicht op zee en de Zuidelijke Nederlanden komen aan de Habsburger Karel VI als erfgenaam van de Spaanse Habsburgers. Wel mogen Staatse garnizoenen worden gelegerd in acht steden van de Oostenrijkse Nederlanden als bescherming tegen de Fransen. Ook bekrachtigt de Vrede van Utrecht de soevereiniteit van Frankrijk over het prinsdom Oranje en wijst wapen en titel van Oranje toe aan Pruisen. De enige territoriale winst bestaat uit de inlijving van Venlo. - Vanaf 1672 is de Republiek veertig jaar bijna onafgebroken in oorlog geweest met Frankrijk. De schuldenlast van Holland, dat het grootste deel van de last draagt, is dusdanig hoog dat 70 procent van het inkomen opgaat aan de betaling van rente. - De voorwaarden voor de legering van Staatse garnizoenen in de Oostenrijkse Nederlanden worden geregeld in het Barrièretraktaat, getekend op 15 november. De Oostenrijkse Nederlanden worden militair gezien in zekere zin een condominium tussen de keizer en de Republiek. - De moeizame bestuursvorm van de Republiek met de grote macht van de gewesten en steden maakt dat noodzakelijke hervormingen niet tot stand komen. Simon van Slingelandt pleit gedurende de 1 jaar durende Tweede Grote Vergadering voor een sterker centraal gezag onder de Raad van State. Vooral door gebrek aan steun uit Holland blijft dit zonder resultaat en houdt men vast aan de gewestelijke autonomie. - Met het Verdrag van Den Haag komt een einde aan de Oorlog van de Quadruple Alliantie. - Een hausse breekt aan als in Engeland een einde komt aan de South Sea Bubble en in Frankrijk aan de Mississippi Company van John Law. Ook de beurs in Rotterdam krijgt klappen vanwege een scherpe koersval, maar het is minder ernstig dan in Londen en Parijs, waar veel actionisten door windhandel aanzienlijke verliezen lijden. In Amsterdam wordt het Engelse koffiehuis in de Kalverstraat bestormd. De burgemeesters verbieden de makelaars nog langer te handelen in waardeloze aandelen, de bubbel- en windnegotie. - Een expeditie onder leiding van Jacob Roggeveen ontdekt Paaseiland. - In de katholieke gemeenschap in Nederland vindt onder invloed van het jansenisme een schisma plaats. Men vindt dat de paus en de jezuïeten ten onrechte de Nederlandse katholieken tegen de Republiek proberen op te stoken en men stelt een eigen aartsbisschop van aartsbisdom Utrecht aan. Dit is het begin van de Oudkatholieke Kerk. - De Republiek treedt toe tot het Verbond van Herrenhausen op voorwaarde dat de Oostendse Compagnie wordt ontbonden. - De voorloper van de Staatsloterij, de Generaliteitsloterij, wordt opgericht. - Simon van Slingelandt wordt raadspensionaris van Holland. Hij wordt tegenwoordig gezien als de enige persoon die in het Tweede Stadhouderloze Tijdperk boven de middelmaat uitsteeg. - Een plakkaat van de Staten van Holland stelt de doodstraf op homoseksualiteit, terwijl de Utrechtse homoseksuelenaffaire speelt. - De paalworm komt oorspronkelijk voor in Oost-Azië, maar wordt met houten schepen meegebracht naar Europa. In Nederland worden de houten dijkbeschoeiingen ernstig aangetast. Om overstromingsrampen te voorkomen, moet men de houten dijkbeschoeiingen door zware stenen gaan vervangen. De paalworm vormt ook een ernstige bedreiging voor houten schepen. Deze worden wel met teer geïmpregneerd of met koperen platen bedekt om de romp tegen de paalworm te beschermen. - Holland besluit in januari, tot ergernis van Gelderland en Overijssel, eenzijdig het leger tot 10.000 man terug te brengen. Holland komt daarna terug op zijn besluit vanwege de gespannen situatie in Europa. Simon van Slingelandt weet de Republiek uit de Poolse Successieoorlog te houden. - De Middelburgsche Commercie Compagnie legt zich toe op slaventransporten. - De Zweedse natuuronderzoeker Carl Linnaeus promoveert in Harderwijk en publiceert in Leiden zijn Systema naturae. - De Oostenrijkse Successieoorlog breekt uit. Keizerin Maria Theresia verdedigt met steun van Engeland en Nederland haar rechten op de troon. Het is de laatste keer dat de Republiek een zelfstandige rol speelt in de strijd om de macht in Europa. - Er breekt een runderpestepidemie uit die tot 1756 zal duren, een herhaling van 1713-1719. Men ziet hierin de slaande hand van God. In combinatie met de economische teruggang richt men zich steeds meer tegen de decadente regenten. - Frankrijk begint een veroveringsoorlog in de Oostenrijkse Nederlanden, waarbij de Fransen succesvol strijden tegen de aanwezige Nederlandse, Britse en Oostenrijkse troepen. De vestingwerken van de barrièresteden zijn jarenlang sterk verwaarloosd door het geldgebrek van de Republiek en houden geen stand. - De Republiek kiest de kant van Oostenrijk, waarop Franse troepen de zuidelijke Nederlanden binnenvallen. In enkele weken veroveren de troepen van Lodewijk XV de belangrijkste plaatsen in Zeeuws-Vlaanderen en nemen de onneembaar geachte Staats-Brabantse vesting Bergen op Zoom. De stad wordt zwaar geplunderd. Men ziet een herhaling van het rampjaar en er vinden Orangistische oproeren plaats. In paniek wordt Willem IV van Oranje-Nassau, stadhouder van Friesland, op 2 mei benoemd tot stadhouder van alle gewesten van de Republiek. Dat had nog veel voeten in de aarde, want over zijn bevoegdheden kan Willem het niet snel eens worden met de Staten-Generaal. Zij leggen hem een instructie voor die overeenkomt met de Unie van Utrecht. Willem wil alleen de eed afleggen op de instructie van zijn voorganger Willem III van Oranje-Nassau. Op 11 mei doet de prins zijn intrede in Amsterdam. Ter begroeting zijn niet alleen de burgemeesters, maar ook alle predikanten aanwezig. Wie geen oranje draagt loopt de kans in de gracht gegooid te worden. Willem IV is de eerste die stadhouder is van alle gewesten. Ook is het ambt nu erfelijk in mannelijke en vrouwelijke lijn, zodat de Republiek de facto een monarchie is geworden, terwijl Willem IV meer macht heeft gekregen dan zelfs Willem III had. - Op de Botermarkt in Amsterdam breekt het Pachtersoproer uit na rellen in Friesland en Groningen. Dit richt zich tegen de gehate belastingpachters. - De Doelisten treden in overleg met stadhouder Willem IV. Terwijl de bestuurders voorheen aan konden op de trouw van de schutterij, zijn de schuttersdoelen nu een plek waar de manschappen spreken over herstel van de oude privileges van de gilden en deelname aan het bestuur. Men hoopt op steun van Willem IV tegen de regenten, maar deze laat alles bij het oude zodra hij aan de macht is gekomen. - Met de Tweede Vrede van Aken komt een eind aan de Oostenrijkse Successieoorlog. - Willem IV overlijdt, wat dan nog door maar weinig mensen wordt betreurd; hij blijkt niet de hervormingen te hebben kunnen brengen waarop men hoopte. Voor politieke vernieuwing zoekt men hierna geen aansluiting meer bij het Orangisme. - De Zevenjarige Oorlog stelt de republiek voor een dilemma. Het Europese strijdtoneel heeft een verschuiving laten zien nu Frankrijk en Oostenrijk een bondgenootschap vormen tegenover Engeland en de opkomende macht Pruisen. Men kiest neutraal te blijven, maar de handel lijdt wel onder deze oorlog. - Lodewijk Ernst van Brunswijk neemt de voogdij over Willem V op zich als diens moeder Anna van Hannover overlijdt. Hij mag zich niet in politieke zaken mengen, maar houdt zich daar niet aan. Meteen begint de hertog met het opzetten van het stadhouderlijk stelsel; het benoemen van gekwalificeerde personen in de gewesten, beloond voor hun loyaliteit. - Willem V wordt meerderjarig en sluit met de hertog van Brunswijk een geheime overeenkomst, de Acte van Consulentschap. De hertog wordt raadsman van de stadhouder, maar kan niet verantwoordelijk worden gehouden. - De eerste overblijfselen van een Mosasaurus worden gevonden in de ondergrondse mergelgroeven van de Sint-Pietersberg ten zuiden van Maastricht. - Willem V treedt in het huwelijk met Wilhelmina van Pruisen. - Oprichting van het Bataafsch Genootschap der Proefondervindelyke Wysbegeerte dat een bijdrage moet leveren aan de ontplooiing van wetenschap en techniek. - Begin van de Amerikaanse Onafhankelijkheidsoorlog. In de Republiek heeft sympathie voor de rebellen en afgunst richting de Engelsen. Men biedt steun door het verkopen van wapens aan Amerikaanse patriotten via Sint Eustatius, de gouden rots. - De Britse marine entert bij Newfoundland het Amerikaanse schip de Mercury en arresteert Henry Lawrence. Deze is met een diplomatieke en zakelijke opdracht op weg naar de Republiek. In zijn uit het water geviste papieren vinden de Britten het bewijs van Nederlandse wapenhulp aan de opstandelingen. Dit wordt de casus belli van de Vierde Engelse Oorlog, die in december uitbreekt. Het gevolg is dat er voor het eerst sprake is van een absolute achteruitgang. - Tsarina Catharina de Grote richt het Verbond van Gewapende Neutraliteit op met als voornaamste doel de handelsvloot te beschermen tegen aanvallen door Britse marineschepen. De Republiek wil zich hier ook bij aansluiten, wat een van de voornaamste redenen is voor de Britten om Nederland de oorlog te verklaren. - De voor Nederland dramatisch verlopende oorlog zorgt ook voor een toenemende politisering. In de jaren zestig en zeventig was er al een vaderlandscultus ontstaan, waarbij men denkt het verval te kunnen stoppen. Hierin speelt ook de Nederlandse Verlichting mee, waar men uitgaat van een maakbare samenleving. De vaderlandscultus slaat nu echter om in een fel nationalisme, waarvan de aanhangers zich patriotten noemen. Zij vinden de orangisten tegenover zich die zichzelf ook wel ouderwetse patriotten noemen om te benadrukken dat ook voor hen de vaderlandsliefde van groot belang is. - In het anonieme pamflet Aan het Volk van Nederland – pas honderd jaar later kan men met zekerheid zeggen dat Joan Derk van der Capellen tot den Pol de auteur is – wordt opgeroepen tot het indienen van petities en tot burgerbewapening om de vrijheid te verdedigen. Ten eerste om misstanden aan de kaak te kunnen stellen zoals regenten, die onderling baantjes verdelen of verkopen. Ten tweede om de incapabele en weifelachtige stadhouder Willem V, beschuldigd van willekeur, te controleren en in zijn naar absolutisme neigende macht te beperken. Vooral in de gewesten Utrecht en Gelderland heeft de stadhouder in 1748 veel rechten verkregen. - Tijdens de Slag bij de Doggersbank valt een Engelse vloot een Nederlands konvooi aan bij de Doggersbank. Hoewel de slag tactisch onbeslist eindigt en strategisch zelfs een nederlaag is door het verlies van de graanhandel met het Oostzeegebied, wordt de slag in Nederland als een grootse overwinning gevierd, zelfs in die mate dat wel van de Doggersbank-hysterie wordt gesproken. Dit alles verbetert het sentiment ten opzichte van de stadhouder echter niet, het opkomende patriotse nationalisme versterkt eerder zijn prestigeverlies. - De Nederlanders zijn de eersten die de Verenigde Staten officieel erkennen als natie. - Het eerste exercitiegenootschap De Vrijheid te Dordrecht opgericht. De Patriotten willen de oude vrijheid heroveren op de Oranjes. Het moet ook een oplossing zijn voor ernstig verval van de bestaande, Oranjegezinde schutterijen. - De Vrede van Parijs beëindigt de Amerikaanse Onafhankelijkheidsoorlog. - Nederland tekent ook de Vrede van Parijs, waarmee een einde komt aan de Vierde Engelse Oorlog. - De hertog van Brunswijk wordt gedwongen het land te verlaten, nadat bekend wordt dat hij nog steeds en heimelijk de raadgever van de besluiteloze Willem V is. - Op de Schelde wordt de Keteloorlog uitgevochten tussen de Republiek der Zeven Verenigde Nederlanden en Oostenrijk. Het enige schot dat in dit treffen wordt gelost treft een soepketel. De Schelde blijft gesloten. Men vermoedt een expansionistische politiek van Jozef II, wat aanleiding is voor de patriotten tot het oprichten van nog meer exercitiegenootschappen. - Een aantal nationaal georganiseerde vrijcorpsen de Acte van Verbintenis, waarin deze elkaar beloofden te hulp te komen als de patriotse zaak in het geding was. - De Maatschappij tot Nut van 't Algemeen wordt gesticht en houdt zich bezig met zaken die het algemeen belang dienen, zoals onderwijs en ontwikkeling, maatschappelijke discussie. Het motto van 't Nut is: "Kennis is de weg naar persoonlijke en maatschappelijke ontwikkeling". - Kaat Mossel wordt door de patriotse Staten gevangengenomen voor haar aandeel in de orangistische opstootjes in Rotterdam. - Het eerste deel van de Grondwettige Herstelling van Nederlands Staatswezen verschijnt, de belangrijkste patriottistische publicatie. - Met de verloren oorlog groeit de onvrede over stadhouder Willem V van Oranje-Nassau, maar ook over de regenten. Het proces tegen De Politieke Kruyer in Amsterdam en de Sichterman-affaire met de strijd om het regeringsreglement in Utrecht vormen het breekpunt waar de tegenstelling tussen aristocraten en democraten duidelijk wordt. Utrecht wordt ‘het middenpunt op het welk het oog van de gantsche Natie is geslagen’ en het grote voorbeeld voor het hervormingsproces in de rest van het land, vooral Holland. - Na rellen in Den Haag tussen de sterk orangistische bevolking en vrijkorpsen van buiten, gaan de patriotse Staten van Holland het garnizoen van Den Haag bevelen geven. Uit woede over deze inbreuk op zijn voorrechten verlaat de prins 's-Gravenhage en vestigt zich op 't Loo, maar verhuist uiteindelijk naar Nijmegen. Daarmee geeft hij de patriotten in Holland nog meer ruimte. - Wijbo Fijnje houdt, mede namens Pieter Vreede en Rutger Jan Schimmelpenninck, een rede voor de Vroedschap van Leiden waarin hij de vervanging van de Oranjegezinde leden eist. - In de stad Utrecht is de vierde nationale vergadering van vrijcorpsen georganiseerd. Besloten wordt de invloed van het volk en de controle op de regenten te vergroten. Er worden 16 democratisch gekozen patriotten in de raad beëdigd. Destijds een voor Europa unieke gebeurtenis. De prinsgezinde leden van de Provinciale Staten verhuizen naar Amersfoort. - Er ontstaat steeds meer een burgeroorlogsituatie. H.W. Daendels en Cornelis van den Burg, burgemeester van Bolsward, zijn geïnspireerd door de gebeurtenissen in Utrecht. Daendels verzet zich tegen de benoeming van twee prinsgezinde kandidaten in de raad van Hattem, maar op 31 augustus komen de stadhouderlijke troepen om de orde te herstellen. In Bolsward verzoekt het exercitiegenootschap om meer munitie om een eventuele herhaling in Friesland te voorkomen. In september wordt de vrijheid van drukpers en vergadering in de gewesten Gelderland en Friesland beperkt. De stad Utrecht verandert in een legerkamp om de patriottische vroedschap te verdedigen. - Frederik Willem II, de broer van Wilhelmina van Pruisen, wordt koning van Pruisen. - Onder meer bij Vreeswijk vallen doden als stadhouderlijke troepen uit Amersfoort worden teruggeslagen. - De Britse ambassadeur Harris stelt alles in het werk om de patriotse invloed terug te dringen, dit gezien de Amerikaanse en Franse voorkeur van de patriotten. Volgens hem is het noodzakelijk dat de prins zijn invloed in Den Haag herwint. De prins acht het risico te groot, maar zijn vrouw, prinses Wilhelmina probeert wel Den Haag te bereiken. Zij wordt bij de Vlist aangehouden en naar Goejanverwellesluis geleid. - Holland verzoekt om steun uit de andere gewesten, omdat Frederik Willem II van Pruisen – de broer van prinses Wilhelmina – dreigt met interventie als Holland niet haar verontschuldigingen aanbiedt. In Delft wordt alsnog een patriottisch stadsbestuur ingesteld. Een tiental patriottische statenleden in Friesland weigert zich neer te leggen bij de reactionaire besluiten en trekt zich terug in Franeker. In diverse steden worden defensieve maatregelen getroffen. Op 10 september volgt een Pruisisch ultimatum van drie dagen. Op 15 september trekt een Pruisisch leger de stad Utrecht, verdedigd door Frederik III, binnen. De patriotten uit Utrecht vluchten naar Amsterdam. In Friesland houden de patriotten het nog een week langer uit. Als de stemming onder de bevolking is omgeslagen worden ook Franeker en Bolsward opgegeven. Op 20 september keert prinses Wilhelmina terug naar 's-Gravenhage. Stadhouder Willem V van Oranje-Nassau arriveert drie dagen later waarmee de Oranjerestauratie een feit is. Door interventie van Pruisen is de burgeroorlog tussen de patriotten en prinsgezinden neergeslagen. Veel patriotten worden gevangengenomen of wijken uit naar Noord-Frankrijk. - Middels een aantal traktaten beloven Engeland, Pruisen en de Republiek elkaar militaire steun. Belangrijker is echter dat Engeland en Pruisen ook het voortbestaan van het stadhouderschap garanderen. - Met de Akte van Garantie stellen de zeven gewesten en het landschap Drenthe dat het erfstadhouderschap onderdeel is van de constitutie. - Met de bestorming van de Bastille begint de Franse Revolutie. - De Brabantse Omwenteling mondt uiteindelijk uit in de Verenigde Belgische Staten. - Na eerder al in 1674 ontbonden te zijn, wordt de West-Indische Compagnie als gevolg van teruglopende inkomsten opnieuw opgeheven. Aanvankelijk had de WIC het monopolie op de slavenvaart, maar hieraan was tussen 1730 en 1738 een einde gekomen. - Het revolutionaire Frankrijk verklaart de "tirannen" George III en Willem V de oorlog. Het Beleg van Maastricht (1793) door De Miranda moet door de nederlaag bij Aldenhoven worden afgebroken. Na de Slag bij Neerwinden (1793) trekken de Fransen zich tijdelijk terug uit de Zuidelijke Nederlanden. - Met de Slag bij Fleurus verovert het Franse leger de Oostenrijkse Nederlanden. Dit markeert het begin van de Franse tijd in België. Ook Staats-Brabant, Nijmegen en Sluis worden bezet. - Op 4 november eindigt het Beleg van Maastricht (1794) door generaal Kléber in een Franse overwinning. Maastricht wordt een jaar later hoofdstad van het departement Nedermaas en zal 20 jaar lang een Franse stad blijven. - In november is het Franse leger genaderd tot aan de grote rivieren in de noordelijke Nederlanden. |
| |  | - In januari wordt Utrecht met Franse steun bevrijd. Stadhouder Willem V vlucht met zijn zoons naar Engeland. Er vindt in Nederland een omwenteling plaats. De patriotten keren terug en met de Bataafse Revolutie wordt de Bataafse Republiek gesticht. Op 24 januari vindt de overgave van de Nederlandse vloot aan de Franse cavalerie plaats in Den Helder. - Het Verdrag van Den Haag met Frankrijk maakt de jonge Bataafse Republiek tot een vazalstaat. - In de Bataafse Republiek worden de provincies vervangen door departementen. Het grootste deel van Friesland gaat samen met Groningen op in het departement van de Eems terwijl Zevenwouden bij het departement van de Oude IJssel kwam. - In tegenstelling tot in Frankrijk, waar in de beginfase van de Franse Revolutie deze snel radicaliseert, worden de revolutionaire veranderingen in de Bataafse Republiek relatief vreedzaam doorgevoerd. Het land is al tweehonderd jaar een republiek, en heeft dan ook maar weinig tegenstribbelende edelen. Ook is in Frankrijk, na de val van Robespierre, de revolutie inmiddels een veel gematigder fase ingegaan. De omwenteling is in feite een herhaling van de omwenteling van de patriotten, die in 1787 met behulp van een Pruisisch interventieleger is onderdrukt. Veel leiders van de Bataafse Republiek zijn patriottische politici die in 1787 naar Frankrijk waren uitgeweken. Nu krijgen zij, met Franse steun, de kans om alsnog hun idealen te verwezenlijken. De oude Republiek was altijd al tamelijk ineffectief geweest, en haar tekortkomingen zijn met het verstrijken van de tijd steeds ernstiger geworden. De afzonderlijke provincies zijn soeverein, ieders instemming is dus nodig voor een besluit, waardoor de gezamenlijke besluitvorming soms jaren duurt. Daarnaast is veel macht geconcentreerd in handen van de regenten, die in feite plaatselijke oligarchieën vormen. De Bataafse Republiek maakt dan ook de overgang naar een meer gecentraliseerde regering, met uniforme rechtspraak, munteenheid, maten en gewichten, belastingheffing. Voorts krijgen de katholieken, die al meer dan 200 jaar als tweederangsinwoners een derde deel van de bevolking uitmaken, voortaan gelijke burgerrechten. - Op 1 maart komt te Den Haag de eerste democratisch gekozen Nederlandse volksvertegenwoordiging bijeen, de Nationale Vergadering. Er wordt een scheiding van kerk en staat ingevoerd en Joden krijgen gelijke burgerrechten. - Als satellietstaat van Frankrijk is de Republiek in oorlog met Groot-Brittannië. De Bataafse vloot wordt door de Britten verslagen in de Slag bij Kamperduin. - In de nacht van 21 op 22 januari vindt een unitarische staatsgreep plaats in de Bataafse Republiek met steun van de Franse generaal Joubert. Alleen de leden van de Tweede Nationale Vergadering die een eed tegen het federalisme en de aristocratie afleggen, mogen lid blijven van de volksvertegenwoordiging. De overblijvende leden vormen een Constituerende Vergadering; een parlement dat een grondwet moet ontwerpen. Deze vergadering stelt ook een voorlopig Uitvoerend Bewind in. De ontwerpgrondwet wordt op 23 april door het volk goedgekeurd, waarbij overigens alleen tegenstanders van het federalisme mogen meestemmen. - Op 12 juni vindt een nieuwe staatsgreep plaats door gematigde unitariërs onder leiding van generaal Daendels. De radicale leden van het Uitvoerend Bewind worden afgezet en vluchten. De staatsgreep leidt ertoe dat de nieuwe Grondwet wordt ingevoerd, de eerste grondwet in Nederland, de Staatsregeling voor het Bataafsche Volk. Er komt een Intermediair Uitvoerend bewind. Voor de diverse onderdelen van het bestuur stelt een vijf leden tellende Uitvoerend Bewind, dat op 14 augustus 1798 aantreedt, acht agenten aan. Zij zijn te beschouwen als eerste ministers. Dit bewind bereikt binnen kortste keren meer dan de vorige in drie jaar tijd. Er komt een nieuw parlement, het Vertegenwoordigende Lichaam. Dat parlement splitst zich na de verkiezingen in twee kamers. De Eerste Kamer mag wetsvoorstellen indienen, de Tweede Kamer kan die voorstellen alleen goed- of afkeuren. Aan het kiesrecht zijn allerlei beperkingen gesteld, zo moeten kiezers kunnen lezen en schrijven, en het federalisme via een eed afwijzen. - Op 17 maart wordt de Vereenigde Oostindische Compagnie ontbonden. De VOC leunt in de 18e eeuw op de winsten die in Amsterdam met de verkoop van goederen worden gemaakt. Als echter door de Vierde Engelse Oorlog de retourschepen de Republiek niet meer kunnen bereiken, gaat het snel bergafwaarts. In 1781 besluit de compagnie het uitbetalen van dividenden te staken. Maar ook dit, en steun van de Staten-Generaal, kan het tij niet keren. De invasie van de Fransen en de oprichting van de Bataafse Republiek betekenen het einde. Haar schulden en bezittingen gaan over op de Republiek. - Op 27 augustus trachten de Engelsen en Russen door middel van een invasie in Noord-Holland het stadhouderlijk gezag te herstellen. Schoorl krijgt het zwaar te verduren. Op 6 oktober vindt de Slag bij Castricum plaats. Franse troepen deinzen terug voor een Russische aanval. Massale steun voor Oranje waar de Britten op gerekend hebben, blijft echter uit en op 18 oktober besluiten de Britten en Russen zich over te geven. - Op 9 november grijpt Napoleon de macht in Frankrijk in de Staatsgreep van 18 Brumaire. - Bij een grondwetsherziening wordt de Bataafse Republiek opgeheven en vervangen door het Bataafs Gemenebest. De na de Bataafse omwenteling ingestelde departementen worden weer afgeschaft. De voormalige en van oudsher bekende provincienamen en -grenzen worden in kracht hersteld en ook voor het overige keert men deels terug naar de situatie van voor 1795, waarmee een einde komt aan het democratische experiment en de meer ervaren orangistische regenten terugkeren in het Staatsbewind, dat als meerhoofdig bestuur de uitvoerende macht in handen krijgt. - In december schrijft Willem V de brieven van Oranienstein, waarin hij de Bataafse Republiek en het Bataafs Gemenebest als wettig erkent. Hiermee doet hij afstand van al zijn rechten als erfstadhouder en voldoet hij aan de aan zijn zoon door Napoleon Bonaparte gestelde voorwaarden voor het verkrijgen van een schadeloosstelling voor de in 1795 toegepaste verbeurdverklaringen. - De Vrede van Amiens wordt gesloten tussen Engeland enerzijds en Frankrijk, verbonden met Spanje en het Bataafs Gemenebest, anderzijds. Engeland geeft de veroverde koloniën terug (uitgezonderd Trinidad en Ceylon), Frankrijk ontruimt Zuid-Italië en het huis van Oranje wordt schadeloos gesteld in Duitsland. - De oorlog tussen Engeland en Frankrijk breekt weer uit. - Het Staatsbewind voert de eerste uniforme spelling van de Nederlandse taal in, zoals voorgesteld door de Leidse hoogleraar Matthijs Siegenbeek. - Het Staatsbewind wordt vervangen door een eenhoofdig bestuur. De ambassadeur in Parijs, Rutger Jan Schimmelpenninck wordt door Napoleon aangesteld als raadpensionaris van het Bataafs Gemenebest. In feite is hij een soort president. In de korte tijd dat hij raadpensionaris is, voert Schimmelpenninck, bijgestaan door Gogel, enkele zeer belangrijke hervormingen door die zwaar op de bevolking drukken. Gogel weet een nieuw belastingstelsel door te drukken. Er komt accijns op zout, zeep, turf, alcoholische dranken, graan, meel en vlees. Er wordt een grondbelasting ingevoerd, een kadaster, personele belasting op bedienden, paarden en meubels. Schimmelpenninck's secretaris van Staat voor Onderwijs, Hein van Stralen, voert een nieuwe onderwijswet in met overheidssteun aan het openbaar onderwijs. - Onvrede van de Fransen over het beleid van Schimmelpenninck leidt op 5 juni tot diens vervanging. Een Nederlandse delegatie wordt door de Fransen gedwongen de keizer te smeken zijn jongere broer, Lodewijk Napoleon, als koning aan te stellen. Er komt wederom een nieuwe Grondwet, de Constitutie voor het Koninkrijk Holland, die op 7 augustus in werking treedt. Lodewijk Napoleon zet zich erg in voor de Hollandse zaak; veel meer dan zijn broer wenselijk vindt. De koning probeert zelfs Nederlands te leren. Ook toont hij zijn medeleven bij rampen en tracht hij kunsten en wetenschappen te bevorderen. - Napoleon voert het continentaal stelsel in waarbij alle Britse producten op het Europese continent worden verboden om zo de economie van Engeland te ontwrichten. Napoleon wil de zeegrenzen tussen Engeland en Europa afsluiten, zodat Engeland geen Europese handel meer kan drijven en zo hopelijk zijn leger niet meer kan financieren. Zo hoop Frankrijk minder te vrezen te hebben van Engeland als militaire tegenstander. Als reactie verbiedt Engeland alle handel door Frankrijk met de rest van de wereld. Het embargo is uiteindelijk schadelijker voor het Franse rijk dan voor Engeland. - Tijdens de Leidse buskruitramp vallen 151 doden en ruim 2000 gewonden. Koning Lodewijk Napoleon is na 5 uur al op de plek van de ramp. Zijn inspanningen leveren hem de naam Lodewijk de Goede op. - Lodewijk Bonaparte onteigent het Amsterdamse stadhuis om er zijn paleis van te maken. - Lodewijk Napoleon richt het Koninklijk Instituut op, de latere Koninklijke Nederlandse Akademie van Wetenschappen. - Herman Willem Daendels wordt benoemd tot Gouverneur-Generaal van Nederlands-Indië, dit betekent het begin van de centralisatie van het bestuur op Java. - Een Britse invasiemacht landt op Walcheren. De Walcherenexpeditie eindigt een half jaar later als de Engelsen Walcheren ontruimen met achterlating van 4000 doden. - Het ontwerp van het Wetboek van Koophandel komt gereed. - Het beleid van Lodewijk Napoleon is niet naar de zin van zijn broer en op 9 juli wordt bij het Decreet van Rambouillet Holland ingelijfd bij Frankrijk. Er komt namens keizer Napoleon een Franse stadhouder, Charles François Lebrun, hertog van Plaisance, die met drie intendanten het bestuur voert. Een van die intendanten is de vroegere minister Gogel. Holland maakt nu deel uit van het Eerste Franse Keizerrijk. - Tijdens een bezoek aan het Koninkrijk Holland bezoekt het keizerlijk paar Napoleon en Marie Louise Amsterdam. De Dam wordt omgedoopt in Napoleonplein. - Napoleon Bonaparte voert de burgerlijke stand in. Iedereen moet zich wettelijk verplicht een achternaam aanmeten in verband met belasting-inning en dergelijke. - Nederlands-Indië wordt door de Engelsen in bezit genomen. Thomas Raffles wordt gouverneur-generaal. - De veldtocht van Napoleon naar Rusland loopt uit in een nederlaag. De Russen passen de tactiek van de verschroeide aarde toe, waardoor het Franse leger grote verliezen lijdt. Er blijft slechts een tiende van de 600.000 man over. - Een Russisch kozakkenleger aangevoerd door generaal baron Otto Fedorovich von Rosen bevrijdt Nieuweschans en Winschoten. Ook in de stad Groningen pakken de Fransen snel hun biezen. In Delfzijl duurt de strijd voort. - Jan Slicher, Burgemeester van Den Haag, Ridder in de Orde van de Unie, overhandigt het 'fameuse dankadres' aan Willem de V. - Van Hogendorp vormt samen met Frans Adam van der Duyn van Maasdam en Leopold van Limburg Stirum het zogenaamde Driemanschap. Door dit initiatief kan Nederland eigen voorwaarden stellen aan de zelfstandigheid. - Op 30 november zet de latere Willem I der Nederlanden na achttien jaar weer voet op Nederlandse bodem, op het strand van Scheveningen. Op 2 december wordt hij aangesteld als soeverein vorst van het Soeverein Vorstendom der Verenigde Nederlanden in de nieuwe hoofdstad, Amsterdam. - Op 6 april doet Napoleon Bonaparte troonsafstand. De Franse troepen trekken zich terug uit de Nederlandse gewesten, als laatste uit Maastricht en Delfzijl. - Het Congres van Wenen begint met de overwinnende mogendheden Pruisen, Oostenrijk, Zweden, Rusland en Engeland met als doel de staatkundige herordening van Europa. Monarchieën worden hersteld en staten versterkt, als tegenwicht voor Frankrijk. Op 21 juni ondertekenen de grote mogendheden de door Falck geschreven Acht Artikelen van Londen, waarbij tot de vereniging van Noord- en Zuid-Nederland wordt besloten. Dit gebeurt op initiatief van Engeland dat na de ineenstorting van het Franse rijk een sterke bufferstaat wil vormen tegen Frankrijk. - Op 29 maart vindt de Vergadering van Notabelen plaats. De leden moesten een beslissing nemen over de nieuwe grondwet. Hiermee krijgt het land een centralistisch bestuur. Men keert dus niet terug naar de situatie van voor 1795. - De Nederlandsche Bank wordt opgericht en krijgt een monopolie op de uitgifte van bankbiljetten. |
| |  | - In de Zuidelijke Nederlanden is men niet onverdeeld enthousiast over een vereniging met het noorden. Op 1 maart, toen het Congres van Wenen nog in volle gang is, weet Napoleon van Elba te ontsnappen. Al snel heeft hij weer een grote legermacht onder zijn bevel, waarmee hij opnieuw oprukt tegen de mogendheden. Op 16 maart roept Willem zich uit tot koning Willem I der Nederlanden. - In augustus roept Willem I zich uit tot Koning der Verenigde Nederlanden en kondigt op 24 augustus 1815 de nieuwe Grondwet voor het Koningrijk der Nederlanden af. De Staten-Generaal in Den Haag keuren het voorstel goed; veel animo voor de Grondwet is er echter niet in de Zuidelijke Nederlanden, veel van de notabelen die daar door Willem aangewezen zijn om hun goedkeuring uit te spreken blijven thuis; erger nog is dat een meerderheid het voorstel afkeurt. Bij 126 van dezen is het motief echter de vrijheid van godsdienst die zij in deze vorm verwerpen. Deze vrijheid is echter door het Congres van Wenen dwingend opgelegd. Daarom telt Willem hun stemmen bij die van de ja-stemmers, voegt er het aantal onthouders aan toe en komt door deze beruchte "Hollandse Rekenkunde", Arithmétique hollandaise, toch nog aan een meerderheid. De belangrijkste wijziging die in de Grondwet van 1815 wordt doorgevoerd is de splitsing van de Staten-Generaal in twee Kamers. - Tijdens de Slag bij Waterloo wordt Napoleon Bonaparte verslagen door een combinatie van Britse/Nederlandse, Hannoveraanse en Pruisische legers, waarin ook prins Willem van Oranje-Nassau meevecht. - Nederlands-Indië wordt door de Britten teruggegeven. - Een Engels-Nederlandse vloot onder leiding van admiraal lord Exmouth bombardeert schepen en de verdedigingswerken van de haven van Algiers. - In het zuiden is de eerste onrust te bespeuren. Men moet meebetalen aan de enorme staatsschuld van het noorden en de protestanten nemen een dominante positie in bij een katholieke meerderheid. De ultramontanen onder leiding van bisschop Maurice de Broglie willen erkenning van het katholieke karakter van het zuiden en weigeren de eed op de constitutie af te leggen met daarin de gelijke behandeling van alle kerkgenootschappen. In de publicatie Jugement Doctrinal wordt de gelijkschakeling veroordeeld. De Broglie wijkt uit naar Frankrijk als hij veroordeeld wordt. - Wien Neêrlands bloed van Hendrik Tollens wordt het officiële volkslied. - Willem Bilderdijk vertrekt naar Leiden, waar hij tien jaar onder beroerde omstandigheden verblijft. Als privaatdocent geeft hij les in de vaderlandse geschiedenis. Hier verzamelt hij een groep jonge mannen om zich heen die later belangrijk zijn in Het Réveil, een internationale opleving in de christelijke wereld. Tot de personen die zijn privaatcolleges bezoeken behoren onder meer: Isaäc da Costa, Abraham Capadose, Willem van Hogendorp, Dirk van Hogendorp, Willem de Clercq en Guillaume Groen van Prinsterer. Door de dissertaties en de activiteiten van deze mensen heeft Bilderdijk een stempel gezet op het geestesleven van de 19e eeuw. Mede door hun toedoen wordt de overheersing van het Liberalisme gebroken. - De Maatschappij van Weldadigheid wordt opgericht door generaal Johannes van den Bosch. Hij wil woeste gronden aankopen in Drenthe om ze te laten ontginnen door werklozen uit de steden in het westen. - Nederland beëindigt de slavenhandel, maar de slavernij in de koloniën blijft bestaan. In de onder direct bestuurde staande delen van Nederlands-Indië wordt de slavernij in 1859 afgeschaft, vervolgens in de koloniën in Afrika en Amerika in 1863. - Met het Taalbesluit wordt Nederlands de landstaal in Limburg, Oost- en West-Vlaanderen en Antwerpen. Vanaf 1823 geldt dit ook voor Brabant. Hoewel de Waalse provincies het Frans als officiële taal behouden, zien de Belgische nationalisten hierin het bewijs van de achterstelling van het zuiden. - Het Nederlands metriek stelsel wordt ingevoerd. - De Oldenburger Anton Sinkel opent een manifacturenhandel aan de Nieuwendijk te Amsterdam. De zaak zal uitgroeien tot het eerste Nederlandse warenhuis; "In de winkel van Sinkel is alles te koop". - Bij het eerste Sumatra-Traktaat, het Traktaat van Londen, worden Indië en Maleisië verdeeld tussen Nederland en het Verenigd Koninkrijk. - Als verlicht heerser trekt Willem I zich niet veel aan van het parlement en de grondwet. Hij gaat energiek te werk om de infrastructuur van het land te verbeteren. Het eerste grote project is het Noordhollandsch Kanaal. - De Nederlandsche Handel-Maatschappij wordt opgericht door Willem I met als doel de expansie van handel en industrie, in voortzetting van wat tijdens de Franse overheersing van 1795 tot 1813 is ingezet. Door de verbondenheid met de Nederlandse regering speelt de NHM een belangrijke rol in het ontwikkelen van de handel tussen de Nederlanden en Nederlands-Indië. De NHM acteert als staatsbankier, handels- en transportonderneming. - Onder leiding van de pangeran Diponegoro breekt in Djokjakarta de Java-oorlog uit, die tot 1830 zal duren. Er wordt een guerrillaleger gevormd en Nederland wordt de jihad verklaard. - Willem I laat met een beroep op de vrijheid van onderwijs de bisschoppelijke seminaries sluiten in ruil voor de oprichting van een minder van de kerk afhankelijk Collegium Philosophicum. Dit stuit op veel weerstand. - De Amsterdamsche Stoomboot Maatschappij wordt opgericht door Paul van Vlissingen. - In heel Europa ontstaat bezwaar tegen de restauratiepolitiek. De liberalen in het zuiden zijn aanvankelijk antiklerikaal, maar hun bezwaar tegen de steeds meer absolutistisch regerende Willem I laat hen aansluiting zoeken bij de katholieken. Het unionistische Monsterverbond zoekt nog niet naar afscheiding van het noorden. - Op 8 januari worden zes leden van de Tweede Kamer der Staten-Generaal die de tienjaarlijkse begroting bij stemming verwierpen, uit hun ambt ontzet. - Op 30 april wordt Louis de Potter wegens een artikel in de Courrier des Pays-Bas van 1 februari op aanklacht van samenzwering tegen de staat en het aanzetten tot opstand, tot acht jaar ballingschap veroordeeld. Zijn medestanders François Tielemans (oud-redacteur van de Courier des Pays-Bas en van Le Belge) en Adolf Bartels (redacteur van de Catholique) krijgen een straf van zeven jaar ballingschap, drukker Jean-Baptiste de Nève een veroordeling tot vijf jaar ballingschap. - Op 27 mei trekt Willem I het wetsvoorstel op het openbaar onderwijs in en schaft de onderwijsdecreten van 14 juni en 14 augustus 1825 af. Daarmee komt een eind aan de politiek van inmenging in het bijzonder onderwijs. - Op 4 juni schaft Willem I de taalwetten van 1819 en 1822, die het Nederlands als officiële taal in de Vlaamse provincies respectievelijk de arrondissementen Brussel en Leuven instellen, af. - Op 15 juli wordt de tweede editie van Louis de Potters L'Union des catholiques et des libéraux dans les Pays-Bas uitgebracht. Het boek wordt het ideologische referentiewerk van het unionisme, het verbond van de liberale en katholieke oppositie tegen het beleid van Willem I. - Op 25 augustus ontaardt de opera La Muette de Portici (De Stomme van Portici) in de Koninklijke Muntschouwburg van Brussel in rellen en vormt de aanleiding van de Belgische opstand tegen Willem I. Een dag later herstelt een burgerwacht onder leiding van Emmanuel van der Linden d'Hooghvorst de orde in het rumoerige Brussel. - Op 30 augustus trekt een 6000 man sterke troepenmacht onder commando van de prins van Oranje en prins Frederik zich te Vilvoorde samen. Op 23 september trekt het regeringsleger, onder leiding van prins Frederik, Brussel binnen. De burgerwacht kan de volkswoede op dit leger afwentelen en doen omslaan in een nationale opstand. - Op 4 oktober verklaart het Voorlopig Bewind dat België een onafhankelijke staat zal worden. Op 16 oktober roept de prins van Oranje in navolging van het Voorlopig Bewind de onafhankelijkheid van de Zuidelijke provincies uit. - Op 3 november wordt in België het Nationaal Congres verkozen, dat de grondwet van de nieuwe staat zal opstellen en een koning aanstellen. - Het Algemeen Handelsblad verschijnt als eerste krant dagelijks, afgezien van zondag. - Het cultuurstelsel wordt ingevoerd door Johannes van den Bosch in Nederlands-Indië. Het is een vervanging voor het landrentestelsel. De Indische overheid bemoeit zich, om het batig slot zeker te stellen, met de productie op Java, maar houdt zich, om onnodige kosten te vermijden, zo veel mogelijk afzijdig van expansie in de Buitengewesten. Dit zijn de hoogtijdagen van de onthoudingspolitiek. Nederlands-Indië is een oningevuld imperium. De buitengrenzen zijn bij traktaat getrokken, daarbinnen is nog veel niet ingekleurd. - Op 5 februari laat Jan van Speijk zijn eigen kanonneerboot vol munitie exploderen in de haven van Antwerpen om te voorkomen dat het in handen valt van de Belgen. - Op 7 februari rondt het nationaal congres de debatten af en keurt de Belgische grondwet goed. - Op 25 februari draagt het Voorlopig Bewind de uitvoerende macht in België over aan de aangewezen regent Surlet de Chokier. - Op 21 juli legt Leopold I de eed af en wordt de eerste koning van België. - In augustus rukt het Nederlandse leger opnieuw zonder veel tegenstand op naar Brussel tijdens de Tiendaagse Veldtocht. Nadat een Frans leger de grens is overgestoken, trekt Willem I zijn troepen, die al voor Leuven staan, terug. Hoewel de veldtocht zorgt voor betere voorwaarden voor de scheiding op het congres in Londen, weigert Willem I te tekenen. - Het Kadaster wordt in Nederland – behalve in Limburg (1841) – officieel ingevoerd. - Onder druk van een embargo door de Europese mogendheden stemt Willem I in met een wapenstilstand. - In Maastricht begint Petrus Laurentius Regout een glas- en kristalfabriek, enkele jaren later gevolgd door een aardewerk-, een spijker- en gewerenfabriek, het begin van de Industriële Revolutie in Nederland. - Onder leiding van Hendrik de Cock scheidt een eerste groep Gereformeerden zich af van de Hervormde Kerk. - Er komt een eind aan de Paderi-oorlog nadat de stad Bonjol, genoemd naar de machtige Paderi-leider imam Bonjol, bestormd is. Hiermee is de macht van de Paderi gebroken en de hooglanden van Sumatra stevig in handen van de Nederlanders. - De Gids wordt opgericht door Potgieter en Robidé van der Aa. Aanvankelijk bestaat de inhoud van De Gids deels uit boekbesprekingen en deels uit "mengelwerk", zoals gebruikelijk in die tijd, maar het tijdschrift krijgt na een tiental jaren een meer algemeen cultureel, liberaal politiek karakter. - Westerman, Werleman en Wijsmuller richten in Amsterdam het genootschap Natura Artis Magistra op. Zij kopen een stuk grond van 60 × 80 meter in de Plantage ten oosten van de stad. Dit is het begin van de diergaarde Artis. Het is de eerste dierentuin op het Europese vasteland. - Het Nederlandse civiele recht krijgt gestalte in de vorm van een nieuw Burgerlijk Wetboek, dat tot 1992 in gebruik zal blijven. - De eerste spoorlijn in Nederland, tussen Haarlem en Amsterdam wordt geopend - Willem I ondertekent het Verdrag van Londen en erkent daarmee het Koninkrijk België. Nederlands Limburg komt bij Nederland. - Thorbecke wordt lid van de Dubbele Kamer. Een jaar eerder heeft hij Aanteekening op de Grondwet gepubliceerd waarvan binnen enkele maanden bijna 1000 exemplaren verkocht werden. Nu volgt het Proeve van herziening der grondwet volgens de Aanteekening. In de nieuwe grondwet wordt de macht van de koning ingeperkt. - Teleurgesteld door de afscheiding van België en de nieuwe grondwet doet Willem I afstand van de troon ten gunste van zijn zoon Willem II. Een grote rol speelt ook zijn voornemen om met een hofdame van zijn overleden echtgenote te huwen, Henriëtte d'Oultremont de Wégimont. Dit veroorzaakt veel opschudding, vanwege haar lagere, katholieke en bovenal Belgische afkomst. Uiteindelijk vindt het morganatisch huwelijk een jaar later plaats. - Door een overeenkomst te sluiten met de vorst van Bali die over Lombok het gezag uitoefent, verkrijgt het Nederlandse gouvernement voor het eerst ook nominaal gezag over dat eiland en enige greep op de welig tierende smokkel in opium. Toch duurt het nog tot 1894 voordat Nederland werkelijk gezag en economische voorrechten verwerft. - Thorbecke neemt met acht geestverwanten, de Negenmannen, het initiatief tot herziening van de Grondwet met invoering ministeriële verantwoordelijkheid en rechtstreekse verkiezingen Tweede Kamer volgens census-kiesrecht. De Tweede Kamer besluit op 31 mei 1845 met 34 tegen 21 stemmen het voorstel niet in behandeling te nemen; velen zeggen dat de voorstellen 'on-Nederlands' zijn. - Willem II houdt elke grondwetswijziging die hem tracht te beperken in zijn soevereine machtsuitoefening tegen. In heel Europa vinden echter revoluties plaats en hij is bang zelf het slachtoffer van een revolutie te worden, zodat hij tegenover zijn ministers verklaart dat hij in één nacht van conservatief tot liberaal is geworden. Op 3 november wordt de nieuwe grondwet ingevoerd, ontworpen onder leiding van Johan Rudolph Thorbecke. Deze nieuwe grondwet, die met enkele kleinere aanvullingen nog steeds de Nederlandse grondwet is, maakt een einde aan de persoonlijke regeermacht van de koning en voert de koninklijke onschendbaarheid in. Voortaan zijn de ministers verantwoordelijk voor hun beleid en niet meer de koning. Nederland is een constitutionele monarchie geworden. - Voor de scheepvaart breekt een periode van grote bloei aan. Dit komt onder andere door de grote vraag naar graan en rijst nadat de aardappelziekte vanaf 1845 voor de Ierse aardappelhongersnood heeft gezorgd. Daarnaast worden in 1849 de Engelse Scheepvaartwetten afgeschaft. De vraag naar scheepsruimte wordt verder opgestuwd door de Krimoorlog van 1853 tot 1856. - Als Willem II plotseling overlijdt, wordt hij opgevolgd door zijn zoon Willem III. Deze heeft grote moeite met de beperking van de koninklijke macht zoals deze het jaar daarvoor tot stand is gekomen. Willem III is in zijn latere jaren niet geliefd, en wordt zelfs Koning Gorilla genoemd vanwege zijn bij gelegenheid lompe uitvallen. De voorzitter van de Ministerraad, Thorbecke kan niet met hem overweg en mijdt hem zo veel mogelijk. - De Haarlemmermeer wordt drooggelegd. - Met de nieuwe grondwet is het herstel van de bisschoppelijke hiërarchie mogelijk. De protestanten vrezen dat de katholieken de paus meer zullen gehoorzamen dan de koning. Daarnaast spreekt paus Pius IX in zijn besluit over de razernij van de calvinistische ketterij. Deze belediging leidt tot de Aprilbeweging waarbij de Hervormde Kerk zo’n 200.000 handtekeningen verzamelt en deze aanbiedt aan Willem III. Het zittende kabinet onder leiding van Thorbecke heeft een neutraal antwoord voorgesteld. De scheiding van kerk en staat betekent immers dat de regering over de wens van de katholieken om zich in bisdommen te organiseren niets te vertellen heeft. De koning houdt echter een gloedvolle rede waarin hij zijn sympathie voor de protestanten uitspreekt. Als de koning niet bereid blijkt om op zijn weigering terug te komen om het kabinets- dus regeringsstandpunt uit te dragen, treedt de ministerraad af. - De oprichting van de Koninklijke Nederlandse Stoomboot-Maatschappij is het echte begin van de stoomvaart in Nederland. - In Nederland krijgt het kabinet-Van der Brugghen een nieuwe Schoolwet door het parlement, waarin het recht om scholen op te richten wordt erkend. Dit gaat Groen van Prinsterer en zijn volgelingen niet ver genoeg; zij verstoten Justinus van der Brugghen uit hun midden en beginnen de strijd voor bekostiging van het bijzonder onderwijs. - Door een wereldwijde economische crisis stort de vrachtenmarkt in, wat leidt tot een achteruitgang van de Nederlandse scheepvaart. Naar aanleiding daarvan wordt in 1874 de Parlementaire enquête naar de Nederlandse koopvaardij gehouden. - Eduard Douwes Dekker schrijft Max Havelaar of de koffiveilingen der Nederlandsche Handelmaatschappy. In dit boek maakt hij de koloniale misstanden in Nederlands-Indië, die hij van zeer nabij heeft aanschouwd en waartegen hij tevergeefs heeft geageerd, op beeldende wijze openbaar. De oorlog in Bandjermasin neemt een aanvang (1859-1863). - Batig slot. - Aan de rijksuniversiteit Leiden wordt de leerstoel vaderlandse geschiedenis ingesteld, de meest prestigieuze leerstoel geschiedenis die er in Nederland bestaat. De eerste die hem bekleedt is historicus Robert Fruin. - De laatste terechtstelling in vredestijd in Nederland vindt plaats op 31 oktober 1860. Johannes Nathan uit Sittard, veroordeeld wegens moord op zijn schoonmoeder, wordt door scherprechter Dirk Jansen uit Amsterdam op de Markt in Maastricht opgehangen. - Er wordt begonnen met de aanleg van de Nieuwe Waterweg door Pieter Caland. - De regering-Thorbecke krijgt de Wet op het Middelbaar Onderwijs door het parlement. Er wordt een nieuw schooltype ingesteld; de HBS - Afschaffing van de slavernij in Suriname en op de Nederlandse Antillen. - Encyclieken Syllabus errorum en Quanta Cora door het Vaticaan, in deze encyclieken werd gewezen op dwalingen van het katholicisme. - Indische compatibiliteitswet. - De Algemeene Nederlandsche Typografenbond wordt opgericht. Al in 1861 is er een fonds opgericht om leden te ondersteunen bij werkloosheid. - Oprichting van de Troepenmacht in Suriname en de Troepenmacht op Curaçao. - De bisschoppen in Nederland reageren op de pauselijke encycliek van Pius IX Quanta Cura vier jaar eerder. De encycliek gaat vergezeld van een lijst met veroordelingen van uiteenlopende "dwalingen", zoals het socialisme en liberalisme, de Syllabus Errorum. Het bisschoppelijk mandement maakt deel uit van de schoolstrijd. De bisschoppen stellen in het stuk dat onderwijs in een openbare neutrale school hooguit een droeve noodzakelijkheid kan zijn. Men breekt een lans voor onderwijs, dat niet alleen de katholieke godsdienst respecteert, maar deze ook onderricht. - Nederland krijgt te maken met het socialisme als het Nederlandsch Werklieden-Verbond opgericht als afdeling van de Internationale Arbeiders-Associatie. Als reactie hierop wordt in 1871 het zich neutraal noemende, maar feitelijk liberale Algemeen Nederlandsch Werklieden-Verbond (ANWV) opgericht. Niet te verwarren met het enkele jaren later, in 1876, onder streng-christelijke leden van het ANWV opgerichte Nederlandsch Werkliedenverbond Patrimonium. - Pas na de opening van het Suezkanaal een jaar eerder stappen de Nederlandse rederijen echt over op stoom. De Stoomvaart-Maatschappij Nederland wordt opgericht, vijf jaar later gevolgd door de Stoomboot Rederij Rotterdamsche Lloyd. - De doodstraf in vredestijd wordt afgeschaft. - De Pruisische regering verbiedt gebruik van andere talen dan het Duits in het onderwijs en bij de overheid. Daardoor verdwijnt op termijn het Nederlands als voertaal in Oost-Friesland. - De koloniale overheid trekt zich geleidelijk terug uit haar bemoeienis met de productie, het cultuurstelsel. Indië wordt opengesteld voor particulier kapitaal. Het bestuur kan zich vanaf dat moment toeleggen op een nieuwe taak, het scheppen van voorwaarden voor 'de ontwikkeling van land en volk' in het algemeen en het westerse bedrijfsleven in het bijzonder. Hierdoor wordt het koloniale bestuur omvangrijker, rechtstreekser en ingrijpender. - Het Verdrag van Sumatra geeft Nederland de vrije hand op dit eiland. De laatste bezittingen in Afrika gaan in Britse handen over. - Aletta Jacobs is een jaar eerder de eerste vrouw die als toehoorster wordt toegelaten aan een hbs. Nu wordt ze toegelaten als studente medicijnen aan de Rijksuniversiteit Groningen, aanvankelijk voor een proefperiode van één jaar. - In Suriname is de periode van tien jaar staatstoezicht voorbij voor de voormalige slaven nadat in 1863 de slavernij is afgeschaft. Om te voorkomen dat de voormalige slaven massaal de plantages verlaten, waardoor de plantage-economie zou instorten, zijn vrijgelatenen tussen de 15 en 60 jaar verplicht een arbeidsovereenkomst af te sluiten. Pas na deze periode verwerven de voormalige slaven het volledig burgerrecht. In de onder indirect bestuur staande delen van Nederlands-Indië blijft de slavernij nog voortbestaan, op het eiland Sumbawa (Soembawa) zelfs tot 31 maart 1910. - Het Nederlandse gouvernement stuurt een expeditie naar Atjeh. Hiermee begint de Atjehoorlog die tot 1904 zal duren. - In Suriname komt de Lalla Rookh aan, een transportschip met aan boord de eerste honderden contract-arbeiders uit Brits-Indië. Zij moeten op de plantages de plaats innemen van de ex-slaven die na de tien jaar van staatstoezicht hun geluk elders willen beproeven. - De Wet houdende maatregelen tot het tegengaan van overmatigen arbeid en verwaarloozing van kinderen, beter bekend als het Kinderwetje van Van Houten, wordt van kracht. - De opening van de eerste geregelde bootdienst op New York vanuit Rotterdam met het nieuwe stoomschip W.A. Scholten, het eerste schip van de NV Nederlandsch-Amerikaansche Stoomvaart Maatschappij (NASM), de latere Holland-Amerika Lijn (HAL). - De Groningse schoolmeester Pieter Roelf Bos is de redacteur van een nieuwe atlas: de Bosatlas. - Onder het kabinet-Kappeyne van de Coppello komt de door de confessionelen fel bestreden Wet op het Lager Onderwijs tot stand. - Pim Mulier organiseert de eerste Nederlandse atletiekwedstrijden. Hij wordt gezien als een van de grondleggers van de moderne sport in Nederland. - De Anti-Revolutionaire Partij wordt opgericht door Abraham Kuyper. Het is de eerste landelijke partij. Het belangrijkste strijdpunt van de ARP is de gelijkstelling van het openbaar en bijzonder onderwijs. De traditionele achterban van de ARP vormen de 'kleine luyden', maar de meesten van hen zijn uitgesloten van het censuskiesrecht. Kuyper pleit daarom voor uitbreiding van het kiesrecht. - De Vereniging tegen de Kwakzalverij wordt opgericht. - Als gevolg van de import van graan en andere landbouwproducten uit de VS en Canada dalen de prijzen van landbouwproducten sterk, met een landbouwcrisis als gevolg. Boeren die willen overleven, moeten efficiënter gaan produceren. Om met minder landarbeiders toe te kunnen en dus op loonkosten te besparen, schaffen grote boeren landbouwmachines aan, zoals zaai- en dorsmachines. Door deze mechanisering loopt de werkgelegenheid terug. Door de verstedelijking die hier het gevolg van is, breidt de dienstensector zich uit. - Het eerste Nederlandse openbare telefoon netwerk wordt in gebruik genomen. - Oprichting van de Sociaal-Democratische Bond. - De inleiding die Kloos schrijft bij de uitgave van de gedichten van Jacques Perk is later gaan gelden als manifest van de Tachtigers. In 1885 richt hij samen met Frederik van Eeden, Albert Verwey, Frank van der Goes en Willem Paap het tijdschrift De Nieuwe Gids op. In dit tijdschrift publiceert Kloos een reeks literaire kronieken, die samen een beeld geven van zijn poëtica. Hij legt hierbij de nadruk op het op persoonlijke wijze weergeven van emoties door de dichter. Een veel geciteerde 'slogan' van Kloos is dat kunst 'de aller-individueelste expressie van de aller-individueelste emotie' moet zijn. Vorm en inhoud zijn onscheidbaar; het gaat om l'art pour l'art (kunst om de kunst). - In Utrecht wordt de Nederlandsche Vélocipèdisten-Bond opgericht met voorlopig 200 leden. Twee jaar later wordt de naam veranderd in Algemene Nederlandsche Wielrijders-Bond. - In Leiden staat de seriemoordenaar Goeie Mie terecht. - Pierre Cuypers voltooit het Rijksmuseum, waarna de collectie van het Trippenhuis naar het nieuwe museum wordt overgebracht. - In de Amsterdamse Jordaan vallen 26 doden bij het Palingoproer. - Onder leiding van dr. Abraham Kuyper vindt de grootste scheuring uit de geschiedenis van de Hervormde Kerk plaats (de Doleantie), die uiteindelijk zou leiden tot de oprichting van de orthodoxe Gereformeerde Kerk. - De Parlementaire enquête naar de toestand in fabrieken en werkplaatsen begint, waaruit blijkt dat er allerlei wantoestanden bestaan in fabrieken, zoals kinderarbeid, lange werktijden en slechte arbeidsomstandigheden. - Het kabinet-Heemskerk Azn. weet een Grondwetsherziening tot stand te brengen, die leidt tot kiesrechtuitbreiding en de weg opent voor het oplossen van de onderwijskwestie. - De zwagers Willem Vroom en Anton Dreesmann, beiden winkelier in Amsterdam, beginnen daar voor gezamenlijke rekening een winkel aan de Weesperstraat. Bijzonderheid in die dagen: de artikelen hebben een vaste verkoopprijs, waarover niet valt te marchanderen. - Als een vorst wordt Ferdinand Domela Nieuwenhuis door de Amsterdamse arbeiders ingehaald, nadat de socialistische leider eerder is ontslagen uit de gevangenis te Utrecht, waar hij een straf heeft uitgezeten wegens majesteitsschennis. Een jaar later komt hij voor de Friese Volkspartij in de Tweede Kamer. - In Appelscha breekt een staking uit onder de veenarbeiders, die zich later uitspreidt over de noordelijke provincies. Eisen zijn loonsverhoging en afschaffing van de gedwongen winkelnering. Dit geldt als de eerste grootschalige staking in Nederland. - Het kabinet-Mackay treedt aan, de eerste christelijke coalitie in de Nederlandse geschiedenis. Voornaamste doelen van het kabinet zijn de subsidiëring van het bijzonder onderwijs en het tot stand brengen van een Arbeidswet. - De arbeidswet van 1889 wordt aangenomen. Deze wet verbood nachtarbeid in de industrie voor vrouwen en jongens tot zestien jaar en beperkte hun werkdag tot elf uur. - De Koninklijke Nederlandse Petroleum Maatschappij wordt opgericht. - Willem III overlijdt. Wilhelmina wordt op 10-jarige leeftijd koningin onder regentschap van haar moeder Emma. Hiermee komt een einde aan de personele unie tussen Nederland en het groothertogdom Luxemburg, dat geen opvolging in vrouwelijke lijn kent. - La Vigne Rouge wordt als enige van Vincent van Goghs schilderijen tijdens zijn leven verkocht. Enkele maanden later pleegt hij zelfmoord. - M.B. Hoogeveen bedenkt, naar Duits voorbeeld, zijn beroemde leesplankje dat nog begint met de woorden raam, roos, neef. - Nadat socialistische arbeiders in heel Europa massaal de straat opgaan om betere arbeidsvoorwaarden en een achturendag te eisen, publiceert paus Leo XIII, vrij onverwacht, de encycliek Rerum Novarum, waarin de uitbuiting van de arbeiders aan de kaak wordt gesteld en op samenwerking van werknemers en werkgevers wordt aangedrongen "om iedereen een menselijk bestaan te geven". Het is daarbij duidelijk de bedoeling de invloed van de socialisten op de arbeidersbeweging af te remmen. Een blijvende verdeeldheid onder de arbeiders is het gevolg. - Philips gloeilampenfabriek wordt opgericht. - Tijdens nationale wedstrijden op het Paterswoldsemeer verbetert Jaap Eden het wereldrecord op de 1500 meter en brengt het op 2 minuten en 35 seconden. - Doordat de Sasaks, de moslim-bewoners van Lombok bij Nederland klagen over hun behandeling door de Balinezen ziet Nederland zijn kans schoon om op Lombok in te grijpen (zie de pacificatie van Lombok). - De Sociaal Democratische Arbeiders Partij (SDAP) wordt opgericht. - Waar tot nog toe de economische exploitatie van grondstoffen en mensen relatief onomstreden is geweest, wordt deze nu overwegend negatief beoordeeld. Het Nederlandse koloniale beleid in Nederlands-Indië krijgt een andere fundering, de ethische politiek. Doelstelling hiervan is de koloniale bevolking zodanig te vormen dat zij kan komen tot politieke en economische zelfstandigheid. Deze ethische opdracht voor de Nederlandse staat wordt op verschillende wijzen geponeerd. Vanuit progressief-liberale kring spreekt men over een "eereschuld" die Nederland aan met name de Javanen in te lossen heeft, van protestants-christelijke zijde wordt gesproken over een "zedelijke verplichting" die het moederland heeft te vervullen tegenover de koloniën. - Willem Mengelberg wordt dirigent van het zeven jaar eerder opgerichte Concertgebouworkest. Hij bouwt het in de vijftig jaar daarna uit tot een van de meest toonaangevende orkesten ter wereld. - De cinématograph van de gebroeders Lumière is ook in Nederland te zien. - Eysink is de eerste Nederlandse autoproducent. - Een delegatie uit de bevolking van Amsterdam biedt koningin Wilhelmina in het Paleis voor Volksvlijt een geschenk aan: de Gouden Koets. - Op initiatief van tsaar Nicolaas II van Rusland komt de eerste Internationale Vredesconferentie van Den Haag bijeen. - Staatsbosbeheer wordt opgericht. - De Nederlandse natuurbescherming begint met de oprichting van de Nederlandsche Vereeniging tot Bescherming van Vogels. - De leerplicht wordt ingevoerd, effectief per 1 januari 1901. - Hein Lorentz ontdekt de Lorentztransformatie. - De Nederlandse woningwet wordt van kracht, waardoor gemeenten een actieve eigen woningpolitiek kunnen gaan voeren. - De Ongevallenwet is de eerste sociale verzekeringswet in Nederland. De sociale kwestie is een politiek vraagstuk geworden en in de jaren hierna wordt de sociale zekerheid vormgegeven. - Minister van Nijverheid Lely sticht de Staatsmijnen. - De ethische periode begint officieel als koningin Wilhelmina in de troonrede van dat jaar zegt "... dat Nederland tegenover de bevolking dezer gewesten een zedelijke roeping heeft te vervullen". Een periode van welwillende samenwerking breekt aan, waarbij Nederland Indonesië zal begeleiden naar de onafhankelijkheid. - In Amsterdam breekt een spoorwegstaking uit. De omvang en het succes van de eerste spoorwegstakingen verrast vriend en vijand. De beroemde prent van Albert Hahn schrijft trots Gansch het raderwerk staat stil, als uw machtige arm het wil. Aan de euforie van de socialisten komt echter een einde als Abraham Kuyper wetsvoorstellen tegen de stakingen indient in de Tweede Kamer. Deze wetten zijn bekend geworden als de 'worgwetten' en blijven tot 1980 van kracht. - De nieuwe Koopmansbeurs van Amsterdam, de Beurs van Berlage, wordt geopend. Het is Berlages belangrijkste werk en wordt beschouwd als het begin van de moderne architectuur in Nederland. - De cardioloog Willem Einthoven vindt het elektrocardiogram (ECG) uit. - Vooral door het keiharde optreden van Van Heutsz eindigt na meer dan dertig jaar guerrilla de Atjehoorlog in een overwinning van het Nederlandse gouvernement. - Heike Kamerlingh Onnes richt in Leiden een cryogeen lab op, het eerste in de wereld. - Johannes Franciscus Wijsmuller begint zijn eenzame tocht op een stoomsleepbootje vanuit Rotterdam naar Bahia Blanca in Argentinië. Deze tocht vormde het begin van wat later zou uitgroeien tot het zeesleepbedrijf Bureau Wijsmuller. - De Nederlandse marine neemt haar eerste onderzeeboot in dienst, de O 1. - De Nationale klokkentijd wordt ingevoerd om een einde te maken aan de verschillende tijden die door de verschillende steden, spoorwegmaatschappijen en telegraaf gehanteerd worden. Men houdt de middelbare zonnetijd van Amsterdam aan. - De eerste officiële Elfstedentocht wordt georganiseerd door De Friesche IJsbond. Al lang is het in Friesland traditie om zodra het kon langs alle elf Friese steden te schaatsen. - Van der Waals krijgt de Nobelprijs voor natuurkunde vanwege zijn werk betreffende de toestandsvergelijking van vloeistoffen en gassen. - Heinrich van der Burg bouwt als eerste Nederlander een vliegtuig naar eigen ontwerp. - Ter gelegenheid van Koninginnedag vliegt Anthony Fokker in zijn in Duitsland zelfgebouwde Spin de eerste rondjes om de Haarlemse St. Bavokerk. - Heike Kamerlingh Onnes ontdekt supergeleiding bij extreem lage temperaturen. Het zal hem in 1913 de Nobelprijs voor natuurkunde opleveren. - In De Gids verschijnt het literair debuut van Nescio, de novelle De uitvreter. - Honderd jaar na de invoering van de Code Pénal waarin het verbod op hoererij werd afgeschaft, blijkt de campagne van de abolitionisten succesvol met de invoering van de zedelijkheidswetgeving. Hierin wordt een verbod ingesteld op bordeel houden, vrouwenhandel, pooierschap en het tonen van voorbehoedmiddelen en pornografie. Prostitutie zelf wordt echter niet verboden. Voorman van de abolitionisten is dominee Hendrik Pierson, die zich laat inspireren door Josephine Butler. - Nederland volgt sinds 1839 een neutraliteitspolitiek en probeert dit vol te houden tijdens de Eerste Wereldoorlog. Het Schlieffenplan voorziet aanvankelijk in een grote cirkelvormige beweging door België en Nederland, maar daar wordt uiteindelijk van afgezien, waardoor de neutraliteit niet in geding komt. Al met al hebben de oorlogvoerende landen weinig waardering voor de Nederlandse neutraliteit, die zij vaak als lafheid beschouwen. Bovendien verdenken zij Nederland er van een slaatje uit de oorlog te willen slaan. Niet helemaal ten onrechte; het nog steeds gebruikte scheldwoord OW'er (oorlogswinstmaker) stamt uit die periode. De Nederlandse Overzee Trustmaatschappij garandeert dat Nederlandse schepen geen handel vervoeren voor de oorlogvoerende landen, zodat de Entente bereid is de buitenlandse handel toe te staan. Doordat zoveel vrachtruimte verloren gaat door de onbeperkte duikbootoorlog, stijgen de vrachtprijzen enorm, zodat het aantrekkelijk is om schepen in de vaart te houden en zelfs nieuw te bouwen. In 1918 is de Nederlandse grote handelsvaartvloot dan ook 16% groter dan in 1914 en een stuk nieuwer. - Het Scheepvaarthuis in Amsterdam komt gereed, het eerste gebouw in de stijl van de Amsterdamse School. Architect is J.M. van der Mey. - Nederland verleent Nederlands-Indië het recht een Volksraad te houden met beperkte, raadgevende bevoegdheden. Van de Indonesische partijen wordt echter niemand verkozen, zodat de Nederlandse overheid dan maar een aantal mensen uit de Indonesische elite benoemt. - Tijdens de watersnood van dit jaar rond de Zuiderzee breken vele dijken door. Deze ramp leidt tot de Zuiderzeewet van 1918, dijkverzwaring, en uiteindelijk tot de aanleg van de Afsluitdijk. - Een dag na Duitsland voert Nederland de zomertijd in. - Voedselschaarste tijdens de Eerste Wereldoorlog in Nederland en een fout in de distributie leidde tot het zogenaamde Aardappeloproer in Amsterdam. - De schilder Theo van Doesburg richt de kunstenaarsvereniging De Stijl op. - Het algemeen kiesrecht voor mannen ouder dan 23 jaar wordt ingevoerd. Vrouwen krijgen passief kiesrecht. Dit houdt in dat ze mogen worden gekozen. De evenredige vertegenwoordiging wordt ingevoerd ter vervanging van het districtenstelsel. Ten aanzien van het onderwijs wordt vastgelegd dat het bijzonder onderwijs op gelijke voet recht heeft op financiële steun van de overheid als het openbaar onderwijs. Dit beëindigt de bittere Schoolstrijd. Het is een compromis van de socialisten en de confessionelen, de Pacificatie genoemd. - De al bestaande tendens naar verzuiling wordt met name door de katholieken en protestanten doelbewust nagestreefd. Hele bevolkingsgroepen leven naast elkaar zonder veel contact. Tegelijkertijd worden door de verzuiling enerzijds en samenwerking aan de top anderzijds ook veel spanningen afgewenteld. - De Nederlandse spionne Margaretha Geertruida Zelle, beter bekend als Mata Hari wordt in Parijs aangehouden. Daar wordt ze ter dood veroordeeld. - In Nederland worden parlementsverkiezingen gehouden, voor het eerst met algemeen mannenkiesrecht. Door het nieuwe stelsel van evenredige vertegenwoordiging komt in plaats van een parlement met twee blokken een volksvertegenwoordiging in bont palet van grote en kleine partijen tot stand. - De Duitse keizer Wilhelm II komt per trein uit zijn hoofdkwartier in Spa naar Eijsden bij Maastricht. Hij vraagt en krijgt – tot woede van vooral Frankrijk en Groot-Brittannië – asiel in Nederland. - Geïnspireerd door de omwentelingen in Duitsland en Rusland roept de socialistische leider Troelstra op tot revolutie. Hij veroorzaakt paniek, maar krijgt geen bijval, wat bekend wordt als de Vergissing van Troelstra. Mede hierdoor worden de socialisten tot 1939 buiten de regering gehouden. - De oproep tot revolutie veroorzaakt ook in Indië paniek. Gouverneur-generaal Van Limburg Stirum zegt in de Volksraad verregaande staatkundige hervormingen toe. - De Luchtvaart Maatschappij voor Nederland en Koloniën wordt opgericht door luchtvaartpionier Albert Plesman. - Het algemeen kiesrecht voor vrouwen wordt ingevoerd. - Met Herfsttij der Middeleeuwen breekt Johan Huizinga door als historicus van wereldfaam. - Eerste radio-uitzending in Nederland voor een algemeen publiek verzorgd door radiopionier à Steringa Idzerda met zijn zender PCGG. - De Invaliditeitswet van Talma in werking. Een jaar later verhinderen de werkgevers verdere uitbreiding van de sociale zekerheid, die hen te duur wordt in de sterk fluctuerende markt. - In België ontstaat na de Eerste Wereldoorlog het idee om Zuid-Limburg en Zeeuws-Vlaanderen te annexeren als genoegdoening voor vermeende Nederlandse steun aan Duitsland. - Nederland treedt met enige reserves toe tot de Volkenbond. - De al bestaande burgerlijke normen en waarden worden tot de jaren zestig op zeer rigide wijze toegepast, gestimuleerd door de sociale controle binnen de zuilen. - De zwerver Had-je-me-maar wordt voor de sociaal-anarchistische Rapaille Partij – die hem als protest tegen de invoering van het algemeen kiesrecht op de kieslijst heeft gezet – in de gemeenteraad van Amsterdam verkozen. De groep wil laten zien dat zelfs een zwerver verkozen kan worden. - Teleurgesteld dat de beloofde hervormingen uitblijven, geeft Mohammed Hatta in het blad van de Indonesische Vereeniging, Indonesia Merdeka (Indonesië Vrij), aan dat de weg naar vrijheid voor Indonesië ligt in non-coöperatie en massa-actie. De nationalisten moeten iedere samenwerking met Nederland weigeren. Hiermee is de welwillende samenwerking ten einde. - De H-NACC, een Fokker F.VII, vertrekt van Schiphol voor de eerste KLM vlucht naar Nederlands-Indië. Bijna twee maanden later arriveert de H-NACC in Batavia; de eerste Nederlandse intercontinentale vlucht is een feit. - Het komt in dit en het volgend jaar tot een communistische opstand in Nederlands-Indië, waar de Nederlanders hard tegen optreden. Vier man worden ter dood veroordeeld, duizenden gevangengenomen en enkele honderden geïnterneerd in Boven-Digoel, waarmee de PKI en de Sarekat Rakjat geneutraliseerd zijn. - Het eerste Rijkswegenplan wordt gepresenteerd, de basis voor de nieuwe wegen van de 20e eeuw. - Olympische Zomerspelen in Amsterdam. - Zwarte Donderdag maakt een einde aan de economische voorspoed van de Roaring Twenties. - De verzuiling dringt door bij de radio met het Zendtijdbesluit, waardoor de AVRO flink aan zendtijd moet inleveren ten gunste van andere, levensbeschouwelijke omroepen. - In Utrecht is de oprichtingsvergadering van de NSB, georganiseerd door Mussert en Van Geelkerken. Van de 14 aanwezigen worden er 4 lid. - Op 28 mei wordt het laatste gat in de Afsluitdijk gedicht. De afsluiting van de Zuiderzee is daarmee voltooid. Het afgesloten deel wordt het IJsselmeer, het overblijvende deel de Waddenzee. - Het Rijksdaggebouw in Berlijn gaat in vlammen op. Als dader wordt de Nederlander Marinus van der Lubbe aangewezen. De regering-Hitler – die net aan de macht is gekomen – maakt van de gelegenheid gebruik om verregaande maatregelen tegen de communisten te nemen. Later in het jaar wordt Van der Lubbe ter dood veroordeeld voor de Rijksdagbrand, maar zijn medeverdachten (Ernst Torgler en drie Bulgaarse communisten) worden vrijgesproken. - Op het pantserschip De Zeven Provinciën breekt muiterij uit, naar aanleiding van de bezuinigingen. De gewelddadige wijze waarop de muiterij wordt neergeslagen, leidt tot protesten. - Colijn wordt weer voorzitter van de ministerraad. Hij is de belangrijkste politicus tijdens de crisisjaren. - Tijdens het Jordaanoproer vallen er in Amsterdam 5 doden en 56 zwaargewonden; ook in Rotterdam valt een dode. In andere Nederlandse steden zorgt de economische toestand eveneens voor onlusten. - Een grote vliegwedstrijd wordt georganiseerd van Londen naar Melbourne. Winnaar is de Grosvenor House, tweede de Nederlandse Uiver onder leiding van Koene Dirk Parmentier. De Uiver won wel de handicap sectie van de race. - Van der Lubbe wordt terechtgesteld. - De crisisjaren bereiken een dieptepunt met een werkloosheid van bijna 500.000, 15,5% van de beroepsbevolking. De economische crisis leidt tot een toename van het protectionisme: veel landen voeren contingentering (maxima aan de hoeveelheid import) in of verhogen invoerrechten. Door het blijven vasthouden aan de koppeling tussen de munt en de gouden standaard blijft de depressie in Nederland lang duren ten opzichte van de rest van Europa. Pas als Frankrijk en Zwitserland deze loslaten in het volgende jaar volgt ook Nederland. - Max Euwe wordt wereldkampioen schaken - Geboorte van prinses Beatrix. - Doordat de SDAP in 1937 afziet van eenzijdige ontwapening en afschaffing van de monarchie, is regeringsdeelname een optie voor de andere partijen. Nadat het kabinet-Colijn V al na een dag ten val is gekomen, neemt de partij met twee ministers deel aan het kabinet-De Geer II, wat een jaar later het eerste oorlogskabinet blijkt te zijn. - In de door arbeiders in de werkverschaffing gebouwde barakken van Centraal Vluchtelingenkamp Westerbork arriveren de eerste Duitse Joden. Deze zijn eerder gevlucht voor de naziterreur, maar omdat de regering op goede voet wil blijven met Duitsland, sluit het op 15 december 1938 de grens (enkele weken na de Kristallnacht) en bestempelt de vluchtelingen als ongewenste vreemdelingen. Zij moeten in één groot vluchtelingenkamp worden ondergebracht. Aanvankelijk zal dat kamp bij Elspeet worden gebouwd, maar koningin Wilhelmina vindt de afstand van twaalf kilometer tot haar zomerverblijf paleis Het Loo veel te weinig. - De neutraliteitspolitiek blijkt niet te werken als Duitse troepen Nederland binnenvallen, dat hiermee betrokken raakt in de Tweede Wereldoorlog. Koningin Wilhelmina wijkt samen met het Nederlandse kabinet uit naar Londen. Het bombardement op Rotterdam gaf opperbevelhebber Winkelman de doorslag dat de strijd zinloos is, waarna hij de capitulatie van Nederland tekent. De strijd in Zeeland duurt nog enkele dagen, waarna er ook capitulatie volgt. De CPN besluit om zich tot ondergrondse verzetsorganisatie om te vormen, de eerste verzetsorganisatie in Nederland. - De Duitsers stellen een Duits bestuur in Nederland in, geleid door een rijkscommissaris (Reichskommissar), de Oostenrijker Arthur Seyss-Inquart. - Al snel na de invasie begint de Jodenvervolging. Alle ambtenaren moeten een niet-Joodverklaring tekenen, waarmee Joden uit de overheidsdienst worden geweerd. - De Leidse hoogleraar Cleveringa houdt een vlammend betoog uit protest tegen het ontslag van Joodse werknemers. Hij wordt opgepakt en opgesloten in het Oranjehotel. De algemene houding is er echter een van inschikken, men probeert te overleven door vergaande aanpassing, ook wel accommodatie genoemd. - De eerste verzetskranten worden gedrukt, zoals Het Parool, De Waarheid en Vrij Nederland. - De Duitsers stellen een 'Joodsche Raad' in. Dat is voornamelijk een manier om de identificatie van Joden en deportaties efficiënt te organiseren. - Uit protest tegen twee razzia's wordt in Amsterdam de Februaristaking georganiseerd. De staking wordt hard neergeslagen: er vallen hierbij negen doden en vierentwintig zwaargewonden. - Van de 900 Joden die in 1941 naar Mauthausen zijn gedeporteerd is er geen teruggekeerd. - Om het vak van kunstenaar, schrijver, muzikant of podiumartiest uit te oefenen, dient men zich aan te melden bij de Nederlandsche Kultuurkamer, die ten dienste moet staan van de nationaalsocialistische ideologie. - De Japanners vallen Nederlands-Indië binnen. De geallieerden weten hen aanvankelijk een nederlaag toe te brengen, maar redden het uiteindelijk niet tegen de overmacht van de Japanners. De Nederlandse admiraal Karel Doorman gaat op 27 en 28 februari met een geallieerd eskader onder zijn bevel ten onder in de Slag in de Javazee. Dezelfde nacht landen de Japanners op Java, en sluiten de Nederlandse troepen in. De Nederlanders geven zich over op 6 maart. De Nederlandse soldaten worden gevangengezet in werkkampen. De Japanse bezetting van Nederlands-Indië is een feit. Later worden alle Nederlanders geïnterneerd in de zogenaamde jappenkampen. Ook worden sommigen tewerkgesteld aan de Birmaspoorweg. - Alle Joden moeten voortaan een Jodenster dragen. - In Sint-Michielsgestel worden 460 bestuurders geïnterneerd. Onder de gijzelaars komen gesprekken op gang over het vernieuwen van de maatschappelijke verhoudingen in Nederland en het doorbreken van de verzuiling. Onder meer Simon Vestdijk en Anton van Duinkerken nemen daaraan deel. Andere bekende geïnterneerden zijn Wim Schermerhorn, Willem Banning, Pieter Geyl en Jan Eduard de Quay, allemaal vooraanstaande politici van na de oorlog. Een invloedrijke groep gijzelaars vormt de Heeren Zeventien. Men is echter intern verdeeld en een aantal deelnemers vormen een aparte gesprekskring. Daarin heerst grote saamhorigheid, ook wel de geest van Gestel genoemd. - De deportatie van Joden, homoseksuelen, zigeuners draait op volle toeren. Eind 1942 zijn er 40.000 Joden gedeporteerd, de meesten een gruwelijke dood tegemoet. - Ruim 1200 Joodse psychiatrische patiënten en zwakzinnigen uit het Apeldoornsche Bosch worden gedeporteerd naar Auschwitz en daar meteen vermoord. - Verzetsstrijder Gerrit van der Veen zet de Persoonsbewijzencentrale op. Er worden ongeveer 80.000 persoonsbewijzen gemaakt, waardoor duizenden mensen arrestatie door de bezetter weten te ontlopen. Hij laat het daar niet bij. Hij organiseert ook de aanslag op het Amsterdams Bevolkingsregister en een overval op het Huis van Bewaring I. Hierna wordt hij opgepakt en gefusilleerd. - Berichten dat de voormalige krijgsgevangenen van mei 1940 zich weer moeten melden, leiden tot de april-meistaking die op bevel van SS-leider in Nederland Rauter bloedig worden neergeslagen. Hulp aan onderduikers komt op gang; voor de meeste Joden te laat. - September 1943 Jodenvervolging gaat de laatste fase in; in totaal zijn er zo'n 90000 van de in totaal 140000 Joden omgebracht. - Op 22 februari wordt een deel van de oude Nijmeegse binnenstad (vooral de Bovenstad) verwoest door Amerikaanse bommenwerpers. Rond 13.30, net nadat de bevolking weer de schuilkelders uit is gekomen, vallen de eerste bommen. Er vallen ca. 800 doden, vrijwel uitsluitend burgers. Het precieze aantal doden zal nooit meer vast te stellen zijn. Een groot deel van de binnenstad gaat in vlammen op. - Anne Frank en haar gezinsleden en huisgenoten worden opgepakt. Haar vader Otto Frank is de enige die de Holocaust overleeft. Eenmaal terug in Amsterdam krijgt hij het dagboek van Anne Frank in handen. Op aanraden van enkele vrienden geeft hij dit dagboek uit. - Op zondag 3 september hebben de geallieerden Brussel bevrijd en op maandag 4 september Antwerpen. In Nederland verwacht men snel bevrijd te worden, aangedikt door een Brits radiobericht dat Breda bevrijd is. Veel Nederlanders maken zich de volgende dag op om hun bevrijders te begroeten. Vlaggen en oranje vaandels worden tevoorschijn gehaald, en bedrijven lopen leeg omdat het personeel de geallieerden op straat wil opwachten. Onder Duitsers en NSB'ers breekt paniek uit; administraties worden haastig vernietigd en velen slaan op de vlucht. Wat de Nederlandse bevolking niet weet, is dat de omvang van de geallieerde troepen op dat moment nog te klein is om heel Nederland te kunnen bevrijden en de gehele bevrijding nog een klein jaar op zich laat wachten. - Na twee jaar en nadat 59 Nederlandse geheim agenten gevangen zijn genomen door de Duitsers, komt het Englandspiel tot een einde. 54 man overleven de oorlog niet. - Met Operatie Market Garden is het plan werp om via een door parachutisten vrijgemaakte corridor naar Arnhem rijden. Van daaruit ligt dan de route naar het Duitse Ruhrgebied en Berlijn open en kan Duitsland nog voor Kerstmis 1944 zijn verslagen. De Duitsers bieden in de Slag om Arnhem echter meer weerstand dan verwacht. - Na een oproep van Radio Oranje leggen 30.000 personeelsleden van de NS het werk neer. De Duitsers hebben gewaarschuwd dat een spoorwegstaking de voedselvoorziening in gevaar zal brengen. Ze maken dat dreigement waar; terwijl Duitse militairen met ingereden treinen eigen transporten verzorgen, lijdt vooral het westen van Nederland onder de hongerwinter. - Nadat leden van de Puttense verzetsbeweging een auto van de Duitse Wehrmacht beschoten hebben, waarbij een Duitse officier omkomt, wordt het merendeel van de mannelijke bevolking van Putten door de bezetter gedeporteerd. - Op 4 mei tekent admiraal Von Friedeburg de Duitse overgave in West-Europa. Alle vijandelijkheden moeten op zaterdag 5 mei om acht uur 's morgens zijn beëindigd. De Duitse bevelhebber Blaskowitz ondertekent de voorwaarden voor capitulatie in Nederland op 6 mei. - Direct na de bevrijding vindt bijltjesdag plaats. Van vrouwen en meisjes van wie men weet of het vermoeden heeft dat zij relaties hebben aangeknoopt met Duitse militairen, 'moffenhoeren', wordt het hoofd kaalgeschoren. Ook worden NSB'ers, vermeende landverraders en verklikkers in elkaar geslagen of opgesloten. In totaal gaat het om circa 300.000 mensen. - Na de bevrijding heerst de doorbraakgedachte, waarbij de 'geest van Gestel' een rol speelt en men de barrières van de verzuiling probeert te slechten. Na een aanvankelijk hoopvolle start, keert men al snel terug naar de situatie van voor de oorlog - De Stichting van de Arbeid wordt opgericht waarin de werkgeversorganisaties samenwerken met de werknemersorganisaties om de wederopbouw ter hand te nemen. - Het noodkabinet Schermerhorn-Drees wordt aangesteld door koningin Wilhelmina. Het moet orde op zaken stellen, het economisch herstel ter hand nemen, en verkiezingen voorbereiden. Tot de vele taken waarvoor dit eerste naoorlogse kabinet zich gesteld ziet, is het organiseren van zuivering en berechtiging van 'foute' Nederlanders. Dit gebeurt door de bijzondere rechtspleging en door zuiveringsraden. - Twee dagen nadat Japan op 15 augustus is gecapituleerd, roepen Soekarno en Hatta de Indonesische onafhankelijkheid uit. - In wat hijzelf het 'Grote Veldtochtsplan' noemt, voert minister van Financiën Piet Lieftinck nieuw geld in. Tijdens de bezetting is de geldcirculatie door de Duitsers vervijfvoudigd. Om het zwart geld-probleem tegen te gaan wordt al het papiergeld ongeldig verklaard, terwijl alle banktegoeden worden bevroren. Alle salarisuitbetalingen worden een week uitgesteld om het systeem niet in de war te schoppen. Om deze week door te komen, krijgt men bij inlevering van tien gulden aan oud geld vijf biljetten van een gulden en twee van een rijksdaalder, het Tientje van Lieftinck. - Tot teleurstelling van onder andere koningin Wilhelmina worden tijdens de Tweede Kamerverkiezingen de politieke verhoudingen van voor de oorlog hersteld. De doorbraak van de verzuiling zal pas in de jaren zestig plaatsvinden. De katholiek Beel moet niet veel van partijpolitiek hebben en vormt een rooms-rode coalitie, die hij nieuwe bestand noemt. - Indonesië accepteert de 'aangeklede' Overeenkomst van Linggadjati niet. Hierna volgt militair ingrijpen door middel van 'Operatie Product'; de eerste van wat eufemistisch politionele acties genoemd worden in de Indonesische Onafhankelijkheidsoorlog. - Simon van het Reve voltooit zijn roman De avonden. - De noodwet Ouderdomsvoorziening wordt ingevoerd. - Koningin Wilhelmina treedt af en wordt opgevolgd door haar dochter Juliana. - De douane-overeenkomst van de Benelux treedt in werking. - Nederland ontvangt tot 1952 1,128 miljard dollar in het kader van het Marshallplan. - Operatie Kraai, de tweede politionele actie, begint. De Veiligheidsraad van de Verenigde Naties sommeert de vijandelijkheden onmiddellijk te staken en de Indonesische leiders vrij te laten. Aan die eerste eis werd gehoor gegeven. De Verenigde Staten dreigen met intrekking van de Marshallhulp. - De KVP wil minder afhankelijk zijn van de PvdA en er is ook een Brede Basis nodig om een Grondwetsherziening mogelijk te maken voor de soevereiniteitsoverdracht aan Indonesië. Met het kabinet-Drees-Van Schaik wordt deze brede coalitie gevormd. - De Cobragroep wordt opgericht, naar de hoofdsteden van de landen waar de oprichters vandaan kwamen: Copenhagen – Brussel – Amsterdam. - Viermaal goud voor Fanny Blankers Koen bij de Olympische Spelen. - De neutraliteitspolitiek heeft niet gewerkt. Nederland is medeoprichter van de NAVO en Raad van Europa. - Begin van de Koude Oorlog. - In Den Haag begint de rondetafelconferentie (RTC) betreffende de soevereiniteitsoverdracht aan Indonesië. Uiteindelijk leidt dit tot de soevereiniteitsoverdracht, met uitzondering van die over westelijk Nieuw-Guinea dat onder Nederlands gezag blijft. - De Nederlandse kapitein Westerling bezet met een legertje van voornamelijk Molukkers het militair hoofdkwartier van Indonesië. Maar het lukt niet om in Djakarta de macht over te nemen. - 16.000 vrijwilligers melden zich om in het Nederlands Detachement Verenigde Naties mee te strijden in de Koreaanse Oorlog. - De eerste Nederlandse (zwart-wit)televisie-uitzending vindt plaats vanuit de NTS-studio. - Nederland is medeoprichter van de Europese Gemeenschap voor Kolen en Staal. - De ARRA I, de eerste in Nederland gebouwde computer, wordt officieel in bedrijf gesteld bij het Mathematisch Centrum. - Vanwege economische motieven, maar ook de spanning van de Koude Oorlog leidt tot een grote emigratie die door de overheid gestimuleerd wordt. Dit is een recordjaar voor de Stichting Landverhuizing Nederland. - De geleide loonpolitiek, belangrijk onderdeel van de wederopbouw, wordt langzaam losgelaten. - Een zware noordwesterstorm laat vele dijken breken, niet alleen in Zuidwest-Nederland. Tijdens de watersnood vallen 1835 doden. Ook België, Engeland en Noordwest-Duitsland worden getroffen. De Deltacommissie wordt ingesteld om te adviseren welke maatregelen er noodzakelijk zijn om een volgende watersnoodramp te voorkomen. In mei komt de commissie met haar eerste advies: afsluiten van de Hollandse IJssel met een stormvloedkering. Vervolgens adviseerde de commissie tot afsluiting van de Oosterschelde, de Grevelingen en het Haringvliet. Het vierde advies omvatte de uitvoering van het Drie Eilandenplan: het verbinden van Walcheren, Noord- en Zuid-Beveland door de afdamming van het Veerse Gat en de Zandkreek. Het eindrapport van de Deltacommissie werd eind 1960 gepubliceerd. - Het voor die tijd grote verlies van de KVP tijdens de Tweede Kamerverkiezingen 1952 veroorzaakt een schok onder de katholieken. De Nederlandse bisschoppen geven een herderlijk schrijven uit onder de titel De katholiek in het openbare leven, beter bekend als het bisschoppelijk mandement. Aan katholieken wordt verboden om lid te worden of te blijven van socialistische of liberale organisaties. De KVP heeft niet gevraagd om deze bemoeienis en vreest belemmering van de samenwerking met de PvdA. Het mandement veroorzaakt grote beroering. - De tweede Ruilverkavelingswet maakt een einde aan de akkertjes met kronkelsloten die vervangen worden door grote akkers met kaarsrechte sloten. Dit alles verandert het landschap van Nederland aanzienlijk. - Journalist Jan Vrijman en fotograaf Ed van der Elsken maken een serie reportages voor het weekblad Vrij Nederland met als titel De nozems van de Nieuwendijk. De nozem is een eerste voorbeeld van wat later jeugdcultuur zal gaan heten. Voor het eerst gaan grote groepen jongeren uit de arbeidersklasse beschikken over eigen geld. - De juridische handelingsonbekwaamheid van de getrouwde vrouw wordt opgeheven. - In het Duitse tijdschrift Der Spiegel verschijnt een artikel met de titel Zwischen Königin und Rasputin. Naar hij zelf in een postuum verschenen interview toegeeft was prins Bernhard de informant van het weekblad, waarmee hij probeert te bereiken dat dit zou leiden tot de verwijdering van Greet Hofmans van het hof. Deze heeft naar zijn idee een te grote pacifistische invloed op koningin Juliana, die er niet voor schroomt om politieke uitspraken te doen. Er wordt een onderzoekscommissie ingesteld, de commissie Beel. Na dit onderzoek naar de Greet Hofmans-affaire worden de contacten van Hofmans met het hof beëindigd en de hofhouding gereorganiseerd. De koningin moet zich voortaan van politieke uitspraken onthouden. - De Deltawet wordt aanvaard, waarmee kan worden begonnen aan de Deltawerken. - Ondanks de onafhankelijkheid van Indonesië is een groot deel van het bedrijfsleven daar nog in Nederlandse handen. Hieraan komt een einde na Zwarte Sinterklaas, de eindfase van de indonesianisasi, de nationalisatie van de Nederlandse bedrijven. - In Kolham wordt de Slochterse gasbel ontdekt. - De Nederlandse regering besluit grondtroepen naar Nieuw-Guinea te sturen, wegens de "agressieve elementen in het buitenlandse beleid van de Indonesische regering, gepaard gaande met de versterking van het militaire potentieel van Indonesië". - De eerste Floriade wordt gehouden. Het is ook de eerste erkende wereldtuinbouwtentoonstelling. - Anton Geesink wint als eerste niet-Japanner de wereldtitel in de judoklasse alle categorieën - In Nederlands-Nieuw-Guinea wordt het bestuur overgedragen aan de Verenigde Naties. - Mies Bouwman presenteert 24 uur lang voor de televisie de inzamelingsactie Open het Dorp. - Het beleid ten gunste van grote boeren leidt ertoe dat veel kleine boeren worden gedwongen te stoppen. Als boeren in Hollandscheveld weigeren heffingen te betalen voor het Landbouwschap worden drie boerderijen ontruimd, waarna duizenden zogenaamde "Vrije Boeren" uit heel Nederland, aanhangers van Hendrik Koekoek naar Hollandscheveld trekken om te proberen de ontruiming te voorkomen. De Boerenpartij onder aanvoering van Koekoek wint mede hierdoor veel stemmen. - Bisschop Bekkers geeft aan dat ouders hun eigen geweten moeten volgen bij het bepalen van het kindertal. Organon introduceert hierop Lyndiol, een van de eerste anticonceptiepillen. De NVSH biedt deze pil aan, hoewel het volgens de zedenwet van 1911 verboden is opzettelijk de zwangerschap te verstoren. - Werkgevers en werknemers bereiken in de Stichting van de Arbeid een loonakkoord. Dit historisch compromis maakt een einde aan de geleide loonpolitiek en zal leiden tot een 'loongolf'. - Nederlands-Nieuw-Guinea wordt overgedragen aan Indonesië. - De eerste uitzending van REM-tv, de piraat die de voorloper is van de TROS, vindt plaats vanaf een speciaal daarvoor geplaatst platform. - The Beatles landen op Schiphol voor optredens in Treslong te Hillegom en de veilinghallen te Blokker. Ook varen ze door de Amsterdamse grachten. Enkele weken later treden de Rolling Stones voor het eerst op in Nederland in het Kurhaus. Het wordt een berucht concert. - Minister van Economische Zaken Joop den Uyl kondigt in een toespraak in de Stadsschouwburg van Heerlen aan dat alle Limburgse steenkolenmijnen binnen tien jaar zullen sluiten. De mijnsluiting leidt tot een verlies van 75.000 arbeidsplaatsen in Zuid-Limburg. - Buikhuisen promoveert met het proefschrift Achtergronden van nozemgedrag waarin hij het begrip ‘provo’ introduceert, dat is afgeleid van provoceren. Hij verbaast zich over het ontstaan van een grote stroming anti-autoritaire jongeren. Roel van Duijn gebruikt het als geuzennaam voor zijn beweging, die een ludieke revival van grotendeels geweldloos anarchisme voorstaat. - Naar aanleiding van het Tweede Vaticaans Concilie worden de vieringen van de Heilige Mis voortaan grotendeels in de landstaal gehouden. De vernieuwingen gaan met onstuimige veranderingen gepaard, onder meer met de Tweede beeldenstorm. - De aankondiging van prinses Beatrix, de erfgename van de troon, van haar verloving met een Duitse diplomaat leidt tot protest van voormalige Nederlandse verzetsstrijders. - Het is een onrustig jaar, waarin revolutionaire ideeën de maatschappij lijken te veranderen. Het huwelijk van prinses Beatrix met Claus van Amsberg wordt verstoord met een rookbom. Tijdens de Bouwvakkersoproer valt een dode en wordt het gebouw van De Telegraaf bestormd. - In de Tweede Kamer brengt de KVP het kabinet-Cals-Vondeling ten val tijdens de nacht van Schmelzer. - De politieke partij Democraten 66 wordt opgericht die met name de nadruk legt op democratisering van de samenleving en een nieuw partijenstelsel. Daarnaast benadrukt de nieuwe partij geestelijke vrijheid en individuele ontplooiing. Bij de Kamerverkiezingen van het jaar daarop behaalt de partij meteen 7 zetels; uniek in een tijd waarin gewoonlijk slechts kleine verschuivingen plaatsvinden. - Het eerste bloot op de Nederlandse televisie: de actrice Phil Bloom vertoont haar onbedekte lichaam in het VPRO-programma Hoepla. In de seksuele revolutie wordt meer de nadruk op de individuele beleving gelegd en tevens beoogd seksualiteit los te koppelen van het algemeen kader van de menselijke voortplanting. Belangrijke elementen voor deze revolutie zijn de introductie van de pil als effectief anticonceptiemiddel en de opkomst van de NVSH met allerlei consultatiebureaus. De provo- en hippiebeweging heeft belangrijke bijdragen geleverd aan deze revolutie. Daarnaast is er de invloed van de televisie als massamedium en ook het functieverlies van de kerken in de Nederlandse samenleving door de secularisering. - Koos Postema stelt in het televisieprogramma Een groot uur U als eerste een groot aantal hete hangijzers aan de orde, waaronder euthanasie, pedofilie en transseksualiteit. - Wielrenner Jan Janssen wint, als eerste Nederlander ooit, de Ronde van Frankrijk door in de afsluitende tijdrit de Belg Herman Vanspringel uit de gele trui te rijden. - De Mammoetwet treedt in werking. De MULO, MMS en HBS worden afgeschaft en vervangen door de mavo, havo en vwo. Ook ontstaat op dat moment het LBO. De grondgedachte achter deze wet is dat elke leerling zowel een algemene- als een beroepsopleiding moet volgen. In deze periode volgen meer leerlingen dan voorheen na de basisschool een vervolgopleiding. - Het Maagdenhuis in Amsterdam wordt bezet door studenten die inspraak eisen in het universiteitsbestuur. - Pensioenfonds PGGM opgericht en is meteen een van de grootste fondsen van Europa. - In de toneelwereld is steeds meer kritiek op de overheidbemoeienis. Het subsidiesysteem zorgt voor te elitair theater dat maatschappelijk engagement mist. Tijdens de première De Storm van Shakespeare door de Nederlandse Comedie gooien Lien Heyting en Ernst Katz van de Amsterdamse Toneelschool tomaten naar de acteurs. Dit vindt navolging en vijf maanden lang zijn de theaters in de ban van Aktie Tomaat. In de muziekwereld is er de soortgelijke Aktie Notenkraker. - Dolle Mina wordt opgericht als reactie op de te reformistisch geachte Man Vrouw Maatschappij. De tweede feministische golf heeft als doel doorbreking van het huisvrouwensyndroom, seksuele bevrijding, economische zelfstandigheid, herverdeling van zorgverantwoordelijkheden, doorbreking van het glazen plafond en politieke macht. - Zuid-Molukkers pogen vergeefs de Indonesische ambassadeur in Wassenaar te ontvoeren, waarbij een politieagent het leven laat. - Het Holland Pop Festival is het eerste grote popfestival in de open lucht in Nederland. - De eerste abortuskliniek van Nederland, het Mildredhuis in Arnhem, start met het uitvoeren van abortus provocatus, wat gedoogd wordt door de overheid. - Dienstplichtig soldaat Rinus Wehrmann wordt veroordeeld tot twee jaar celstraf omdat hij weigert naar de kapper te gaan. - Ard Schenk heeft bijna alle wereldrecords in schaatsen in handen: 1000, 1500, 3000, 5000, 10.000 meter, grote vierkamp. - Na uiterst emotionele debatten neemt de Tweede Kamer een motie-Voogd aan, waarin de regering wordt opgeroepen af te zien van haar voornemen om de drie van Breda vrij te laten. - De Commissie Baan maakt voor het eerst onderscheid tussen soft- en harddrugs. Vanaf de jaren zestig begint drugsgebruik een maatschappelijk probleem te worden. - De Urgentienota Milieuhygiëne komt uit. Na het verschijnen van De grenzen aan de groei van de Club van Rome ontwikkelt Nederland een milieubeleid. Dit richt zich aanvankelijk op sanering, maar vanaf de jaren tachtig begint men zich ook te richten op preventie en beheer. Tegenwoordig is veel regelgeving op dit gebied op Europees niveau vastgesteld. - Ton Sijbrands wordt wereldkampioen dammen. - In een zware storm wordt het zendschip Norderney van Radio Veronica op het strand bij Scheveningen geworpen. Het schip komt muurvast te zitten, pas op 18 april kan het worden vlotgetrokken. De storm – met af en toe een orkaankracht – richt ook grote schade aan in het Westland. In heel Nederland sneuvelen meer dan drie miljoen bomen. - De Arabische landen boycotten onder andere Nederland, omdat dit land Israël steunt met geheime wapenleveranties. De daaropvolgende oliecrisis is aanleiding voor de autoloze zondag. De snelwegen zijn uitgestorven en worden enkel nog gebruikt door fietsers en rolschaatsers. - De confessionelen hebben in de voorgaande tien jaren groot zetelverlies geleden. Er is een progressieve samenwerking dat in het verkiezingsprogramma Keerpunt '72 een spreiding van inkomen, kennis en macht propageert. Joop den Uyl gelooft in een maakbare samenleving, maar de economische crisis zorgt ervoor dat het kabinet-Den Uyl de ambitieuze doelen veelal niet kan uitvoeren. Dit is het meest progressieve kabinet dat Nederland ooit gekend heeft en het markeert de overgang naar een andere manier van politiek bedrijven. De zwevende kiezer ontstaat, wat ervoor zorgt dat er veel grotere zetelverschuivingen dan voorheen zijn. In tegenstelling tot D'66 gelooft Den Uyl niet in participatiedemocratie. - Tijdens het WK van 1974 weet het Nederlands elftal met totaalvoetbal van coach Rinus Michels en sterspeler Johan Cruijff de finale te bereiken. Nederland verliest de finale van West-Duitsland met 2-1 ondanks een vroege voorsprong door een benutte penalty van Johan Neeskens in de eerste minuut. Hierna staat elke wedstrijd tegen Duitsland in het teken van de revanche. - De laatste kolenmijn van Nederland, de Oranje-Nassau 1 in Heerlen, wordt gesloten. - De gijzeling in de Franse ambassade is de eerste grote gijzeling in de Nederlandse geschiedenis. Vier gewapende leden van het Japanse Rode Leger, dat streeft naar het omgooien van de Japanse regering, eisen de vrijlating van Yutaka Furuya die in Frankrijk gevangen zit. Gezagvoerder Pim Sierks vliegt de gijzelnemers uiteindelijk naar Damascus. - Suriname wordt een onafhankelijke republiek met J.H.E. Ferrier als staatshoofd. - Een groep Zuid-Molukse jongeren kaapt een trein vlak bij het Drentse dorp Wijster. Een aantal leden van de jongere generatie wil inlossing van de beloften van de Nederlandse regering dat zij op de Molukken hun eigen staat zouden kunnen stichten. Tijdens de treinkaping wordt machinist J. Braam, die verzet pleegt, direct vermoord. De passagiers F. Bulter en E. Bierling worden geëxecuteerd om de eisen van de kapers kracht bij te zetten. Na bijna twee weken en bemiddeling door ingenieur Manusama en mevrouw Soumokil geven de Molukse gijzelnemers zich over. - De Lockheed-affaire komt aan het licht. Prins Bernhard zou 1,1 miljoen dollar aan steekpenningen hebben ontvangen van de Amerikaanse vliegtuigbouwer Lockheed. Het kabinet besluit een commissie in te stellen van wijze mannen. De commissie vindt geen onomstotelijk bewijs dat de genoemde 1,1 miljoen dollar daadwerkelijk bij prins Bernhard terechtgekomen is, maar er zijn voldoende aanwijzingen om de commissie te laten oordelen "dat de prins zich aanvankelijk veel te lichtvaardig (had) begeven in transacties, die de indruk moesten wekken dat hij gevoelig was voor gunsten". Deze bevindingen leidden bijna tot een constitutionele crisis. Het staat haast wel vast dat koningin Juliana gedreigd heeft met aftreden indien de prins strafrechtelijk vervolgd zou zijn. Het kabinet-Den Uyl besluit daarop Bernhard te vrijwaren van vervolging. Wel moet hij erkennen dat hij fouten had gemaakt, zijn functie van inspecteur-generaal der Krijgsmacht neerleggen en wordt hem verboden ooit nog in het openbaar in uniform te verschijnen. - Er ontstaat deining in de Nederlandse politiek en de hele samenleving als oorlogsmisdadiger Menten verdwenen blijkt te zijn, juist één dag voordat de rijksrecherche hem wil arresteren. Dankzij vasthoudend speurwerk van Accent-redacteur Hans Knoop wordt Menten op 6 december alsnog gearresteerd in een hotel bij Zürich. Minister van justitie Dries van Agt komt door de Zaak-Menten in ernstige problemen, maar de Tweede Kamer dwingt hem uiteindelijk niet tot aftreden. Menten wordt in 1980 veroordeeld tot tien jaar gevangenisstraf. - Zuid-Molukkers gijzelen een basisschool in het Drentse Bovensmilde en een trein bij De Punt. Alle verkiezingsactiviteiten worden stilgelegd. De bevrijding van de gijzelaars bij De Punt door mariniers kost twee gegijzelden en zes kapers het leven. - Op het Canarische eiland Tenerife botsen twee vliegtuigen van het type Boeing 747 op elkaar. KLM-vlucht 4805 stijgt op terwijl Pan Am-vlucht 1736 nog aan het taxiën is op de startbaan. Bij de vliegramp komen 583 mensen om, waarmee het anno 2007 nog steeds de grootste ramp uit de luchtvaartgeschiedenis is, als de aanslagen op 11 september 2001 niet worden meegerekend. - In de finale van het WK voetbal verliest het Nederlands elftal met 3-1 van gastland Argentinië. Bij een stand van 1-1 in de laatste minuut van de reguliere speeltijd treft Rob Rensenbrink de paal. - Grote delen van West-Europa zijn in de ban van extreme kou en sneeuwval. Delen van Noordoost-Nederland en Noord-Duitsland zijn dagenlang geïsoleerd vanwege metershoge sneeuwduinen. Na de eerste januariweek neemt de ergste kou af, maar vanwege ijzel en sneeuw is er nog lang sprake zijn van maatschappij-ontwrichtende weersomstandigheden. In februari wordt vooral Noordoost-Nederland opnieuw getroffen door een extreem zware sneeuwstorm. Het leger wordt ingezet om woningen en boerderijen te helpen. - Het NAVO-dubbelbesluit voor de plaatsing van middellange-afstands-atoomwapens wordt genomen, waarvan 48 kruisvluchtwapens in Nederland. In 1981 en 1983 leidt dit met zo'n half miljoen mensen tot de grootste demonstraties die Nederland heeft gezien. - In Lekkerkerk wordt officieel bekendgemaakt dat de nieuwbouwwijk Lekkerkerk-West op een stortplaats van chemisch afval is gebouwd. De 270 hier woonachtige gezinnen worden geëvacueerd en tijdelijk elders gehuisvest, waarna de grond onder de huizen wordt afgegraven en gesaneerd. Het is het eerste in een serie gifschandalen. - De abdicatie van koningin Juliana ten gunste van haar oudste dochter Beatrix vindt plaats. De inauguratie van Beatrix als koningin der Nederlanden gaat gepaard met grote rellen. - Oprichting van de Nederlandse Taalunie. - Overheid, werkgevers en werknemers sluiten het Akkoord van Wassenaar waarin matiging van de lonen in ruil voor arbeidstijdverkorting wordt afgesproken om de grote werkloosheid terug te dringen. - De Minderhedennota wordt gepresenteerd waarmee een positieverbetering wordt beoogd van etnische minderheidsgroepen in achterstandssituaties, zoals gastarbeiders uit Turkije en Marokko en Molukkers, Surinamers en Antillianen. - Het scheepsbouwconcern Rijn-Schelde-Verolme moet uitstel van betaling aanvragen. Om verlies van werkgelegenheid te voorkomen heeft de overheid in de loop der jaren RSV 2,7 miljard gulden financiële steun verleend en resteert een verlies van 2,25 miljard gulden. De Tweede Kamer geeft opdracht tot de Parlementaire enquête RSV. - Met het Besluit afbreking zwangerschap treedt de Wet afbreking zwangerschap in werking waarmee abortus gelegaliseerd is. - Frankrijk, Duitsland en de Benelux-landen sluiten het Verdrag van Schengen. Zij regelen vrij grensverkeer voor hun inwoners door afschaffing van de grenscontroles. - De in Zuid-Afrika gevangengenomen Nederlandse anti-apartheidsactivist Klaas de Jonge weet te ontsnappen naar de Nederlandse ambassade in Pretoria. Vrijwel meteen wordt hij daar weer door de Zuid-Afrikaanse politie weggesleept maar op 19 juli wordt hij weer teruggebracht naar die ambassade. - Het Nederlandse Greenpeaceschip Rainbow Warrior wordt door Frankrijk tot zinken gebracht, waarbij een opvarende wordt gedood. - Wubbo Ockels is de eerste Nederlander in de ruimte. - De regering besluit ondanks de protesten tot plaatsing van kruisvluchtwapens met atoomlading in Woensdrecht. De plaatsing gaat uiteindelijk niet door vanwege het INF-verdrag. - Flevoland (toen 170.000 inwoners) wordt Nederlands twaalfde provincie. - Aruba scheidt zich af van de overige Nederlandse Antillen en wordt een autonoom onderdeel van het Koninkrijk der Nederlanden. - De Oosterscheldekering wordt in gebruik genomen. - De affaire Oude Pekela is uitgebreid en langdurig in het landelijke nieuws. Kinderen zouden zijn meegelokt door een man in een clownspak en het slachtoffer zijn geworden van seksspelletjes en verkrachting. Onderzoekers komen uiteindelijk tot de conclusie dat alle verhalen verzonnen zijn en dat het gaat om een geval van massahysterie. - Het Homomonument, 's werelds eerste openbare monument voor vervolgde homo's en lesbiennes, wordt onthuld in Amsterdam. - De politie arresteert Ferdi Elsas, de moordenaar van Ahold-topman Gerrit-Jan Heijn en vindt op zijn aanwijzingen het stoffelijk overschot van Heijn in de bossen bij Renkum. - Het Nederlands elftal wint in München het EK voetbal door in de finale de Sovjet-Unie met 2-0 te verslaan. Doelpuntenmakers zijn aanvoerder Ruud Gullit en topscoorder Marco van Basten. - De laatste twee van Breda, Franz Fischer en Ferdinand Hugo aus der Fünten vrijgelaten en het land uitgezet. - RTL-Véronique begint haar uitzendingen. RTL-Véronique is de eerste commerciële televisiezender die zich volledig op Nederland richt en is buiten Nederland gevestigd. TV10 van Peter Jelgersma en Joop van den Ende is eerder gesneuveld op de Mediawet van 1988 omdat het in Nederland is gevestigd. - De stier Herman wordt geboren in Lelystad bij het biotechnologische bedrijf Pharming. Het is de eerste transgene stier ter wereld. In het DNA van Herman is een stukje menselijk DNA ingebouwd, waardoor vrouwelijke nakomelingen melk met het ontstekingsremmende eiwit lactoferrine zouden produceren. Deze melk kan dan gebruikt worden voor babyvoeding. Na hevige discussies over de ethische kanten van genetische manipulatie wordt in 1992 besloten dat de stier zich mag voortplanten. In totaal krijgt hij 55 nakomelingen, waarvan wordt gehoopt dat die melk met de menselijke stof lactoferrine zouden gaan produceren. Hoewel er door zijn dochters wel iets lactoferrine wordt geproduceerd, zijn de hoeveelheden minimaal, waardoor Herman meer een theoretisch dan een praktisch succes is. - De verzorgingsstaat is onbetaalbaar geworden. Het kabinet-Lubbers III pakt als eerste de toeloop op de WAO aan, maar stuit daarbij op veel weerstand. Ministers van Financiën Wim Kok wordt vanuit zijn eigen partij, de PvdA, ernstig bekritiseerd. Kok vraagt tijdens een buitengewoon PvdA-congres nadrukkelijk steun voor dit beleid en krijgt uiteindelijk het gevraagde vertrouwen. - In de vroege ochtend wordt het woonhuis van staatssecretaris Aad Kosto verwoest door een bom van RaRa. De terreurgroep protesteert hiermee tegen het asielbeleid. - Het uiteenvallen van de Sovjet-Unie wordt als het einde van de Koude Oorlog beschouwd. - Op 7 februari 1992 wordt in het Gouvernement te Maastricht door de E.U.-regeringsleiders het Verdrag van Maastricht ondertekend, waarin onder andere de invoering van een gemeenschappelijke munt, de euro, voorgenomen wordt. - Boek 3, 5, 6 en een deel van boek 7 van het Nieuw Burgerlijk Wetboek treden in werking. Er is 45 jaar aan gewerkt. - Een vliegtuig van de Israëlische maatschappij El-Al stort neer in de Amsterdamse wijk Bijlmermeer en boort zich in twee flats. De Bijlmerramp kost 43 mensen het leven. Onduidelijkheid over de lading en de gevolgen voor de gezondheid geven jarenlang veel onrust, wat uiteindelijk leidt tot de parlementaire enquête naar de Bijlmerramp. - In Nederland wordt euthanasie door dokters wettelijk geregeld. - De IRT-affaire, waarbij het IRT Noord-Holland/Utrecht gebruikmaakt van een omstreden opsporingsmethode, namelijk het doorlaten van drugs onder regie van politie en justitie met als doel te kunnen doordringen in de top van de criminele organisatie die onderzocht werd, de "erven Bruinsma", leidt tot de parlementaire enquêtecommissie opsporingsmethoden. - Met het kabinet-Kok I, ook bekend als het eerste Paarse kabinet, maken voor het eerst sinds 1918 de confessionelen geen deel uit van de regering. - Bij de val van Srebrenica worden naar schatting 8000 moslimjongens en -mannen vermoord, die formeel onder bescherming stonden van een Nederlands VN-bataljon, Dutchbat III. Het leidt uiteindelijk tot de parlementaire enquête naar de val van Srebrenica. - Overstromingen in het rivierengebied van Nederland leiden tot een noodtoestand, waarbij ca. 250.000 mensen geëvacueerd worden uit hun huizen. - Richard Krajicek wint Britse tennistournooi Wimbledon - De Nobelprijs voor de Natuurkunde wordt uitgereikt aan de Nederlanders Gerard 't Hooft en Martinus Veltman. - Paul Scheffer schrijft in NRC Handelsblad het opzienbarend artikel Het multiculturele drama. Scheffer ziet het ontstaan van een etnische onderklasse die niet integreert en die op den duur zal radicaliseren. - Bij de vuurwerkramp in Enschede wordt een complete woonwijk verwoest waarbij 23 doden vallen. - Het bordeelverbod wordt opgeheven. Prostitutie was sinds de invoering van de Code Pénal in 1811 al niet meer strafbaar. - Het Nederlandse parlement legaliseert euthanasie, waarbij strikte voorwaarden gesteld worden voor de artsen. - De Wet Openstelling huwelijk wordt van kracht. Hiermee is Nederland het eerste land waar het huwelijk tussen twee personen van gelijk geslacht mogelijk wordt. De Amsterdamse burgemeester Job Cohen verbindt als ambtenaar van de burgerlijke stand vier homoparen in de echt. De nieuwe wetgeving maakt het homoseksuele koppels ook mogelijk om kinderen te adopteren. - De euro vervangt de gulden. - Met de wet Toetsing levensbeëindiging op verzoek en hulp bij zelfdoding is Nederland het eerste land waarbij euthanasie onder strikte voorwaarden is toegestaan. - Pim Fortuyn wordt op het Hilversumse Mediapark door Volkert van der Graaf vermoord. Negen dagen later wint de Lijst Pim Fortuyn in de Tweede Kamerverkiezingen 26 zetels, terwijl er bij de andere partijen ongekend grote verschuivingen zijn. - Op 2 november wordt Theo van Gogh in Amsterdam vermoord door de moslim-extremist Mohammed Bouyeri, die daarmee Kamerlid Ayaan Hirsi Ali wilde treffen. Op het lichaam prikt hij een open brief van vijf kantjes aan Hirsi Ali. Naar aanleiding van de moord verhevigt het debat rondom de integratie van allochtonen, de veiligheid van politici en het bestaansrecht van de dubbele nationaliteit. - De Nederlandse kiezers wijzen in een referendum het Grondwettelijk verdrag voor Europa af. - Nederland in volle hevigheid getroffen door de kredietcrisis. - Als gevolg van een aanslag tijdens Koninginnedag op de koninklijke familie komen acht mensen om het leven. - De Nederlandse Antillen houden op te bestaan. Curaçao en Sint Maarten worden autonome landen binnen het Koninkrijk der Nederlanden. Bonaire, Sint Eustatius en Saba gaan als openbaar lichaam deel uitmaken van het Nederlandse staatsbestel. - Tijdens het WK voetbal behaalt het Nederlands elftal de finale. In de finale speelt Nederland tegen Spanje, maar het verliest deze wedstrijd. De Nederlandse speler Wesley Sneijder is een van de topscoorders. - Op 9 april schiet Tristan van der Vlis in het winkelcentrum De Ridderhof in Alphen aan den Rijn 6 mensen dood alvorens zichzelf van het leven te beroven. Tevens raken 17 mensen gewond. - De abdicatie van koningin Beatrix ten gunste van haar oudste zoon Willem-Alexander vindt plaats. De inauguratie van Willem-Alexander als koning der Nederlanden geschiedt zonder enige wanklank. - Op 17 juli stort in Oekraïne een vliegtuig van de Maleisische luchtvaartmaatschappij Malaysia Airlines neer. Aan boord van het toestel zijn 283 mensen, waarvan 193 mensen de Nederlandse nationaliteit hebben. De precieze oorzaak van het voorval is niet bekend, maar waarschijnlijk is het vliegtuig uit de lucht geschoten. Veel van de stoffelijke overschotten worden naar Nederland gebracht voor forensisch onderzoek. Op 23 juli was er een dag van nationale rouw in het hele land ter nagedachtenis aan de slachtoffers van de vliegramp. - Nederland wint op 6 augustus het EK voetbal voor vrouwen in eigen land. De ploeg van bondscoach Sarina Wiegman wint de finale in Enschede met 4-2 van Denemarken. - Leeuwarden en Valletta (Malta) zijn culturele hoofdstad van Europa. - Op 18 mei won Duncan Laurence in Tel Aviv het Eurovisiesongfestival. - Op zondag 15 maart 2020 kondigt minister Bruins (Medische Zorg) samen met minister Slob (Basis- en Voortgezet Onderwijs en Media) de eerste grote maatregelen tijdens de coronacrisis aan. Met ingang van 18.00 uur die dag moeten alle horeca, waaronder restaurants, cafés, coffeeshops, seksclubs, uitgaansgelegenheden sluiten, maar ook alle sportclubs, zwembaden en sauna's. - De overlast door overstromingen in delen van Europa bereiken in juli ook Nederland. Dit zorgt ervoor dat ongeveer 700 woningen tijdelijk onbewoonbaar zijn, vooral in Limburg. De totale schade wordt geschat op minimaal 1,8 miljard euro, inkomstenderving niet meegerekend. In augustus stelde het kabinet 1,15 milljard euro ter beschikking voor de niet-verzekerde schade van bedrijven, instellingen en particulieren. - Max Verstappen wordt de eerste Nederlandse Formule 1 wereldkampioen. - Tussen 31 mei en 30 september wordt 2,0 miljard m3 Russisch aardgas niet geleverd. Dit is een reactie op de sancties die onder andere de EU instelde in reactie op de Russische invasie van Oekraïne in 2022. - Als eerste staatshoofd ter wereld maakt koning Willem-Alexander op 1 juli (keti koti) excuses voor het slavernijverleden. Daarbij heeft hij ook om vergiffenis gevraagd. - De PVV wordt de grootste partij, tijdens de Tweede Kamerverkiezingen van 2023. Het is voor het eerst dat een extreemrechtse partij de parlementsverkiezingen in Nederland wint. - Nederlandse hockeyers winnen zowel bij de heren als de dames goud bij de Olympische Zomerspelen 2024 in Parijs. Dit is een unicum. - Sifan Hassan wint bij die spelen goud op de marathon en brons op de 5000 en 10.000 m. Zij is de eerste atlete die op alle drie onderdelen tijdens hetzelfde toernooi een medaille haalt. Zij wordt daarmee vergeleken met de mannelijke atleet Emil Zátopek, die dit bij de spelen in 1958 al had gedaan (op alle drie onderdelen goud). |
| Geschiedenis van Nederland Tijdlijn · Bibliografie |  | |
| |  | |
| Winterlandschap met ijsvermaak, Hendrick Avercamp, ca. 1608 |  | |
| |  | |
| Naar chronologie - Prehistorie - Neolithicum - Kopertijd - Bronstijd - IJzertijd - Romeinse tijd - Frankische tijd - Volksverhuizing - Opkomst van steden en vorstendommen - Middeleeuwen - Geschiedenis van de Bourgondische Nederlanden - Habsburgse tijd - Geschiedenis van de Habsburgse Nederlanden - Zeventien Provinciën - Geschiedenis van de Spaanse Nederlanden - Nederlandse Opstand/Tachtigjarige Oorlog - Republiek der Zeven Verenigde Nederlanden - Gouden Eeuw - Patriotten - Oranjerestauratie - Bataafse Revolutie - Franse tijd - Verenigd Koninkrijk der Nederlanden - 1830-1917 - Interbellum - Tweede Wereldoorlog - Eigentijdse geschiedenis |  | |
| Naar onderwerp - Constitutionele geschiedenis - Economische geschiedenis - Fascisme en nationaalsocialisme - Nederlandse film - Geschiedenis van het Fries - Kunstgeschiedenis - Literatuurgeschiedenis - Geschiedenis van de monarchie - Maritieme geschiedenis - Van de prehistorie tot 1585 - Van 1585 tot heden - Militaire geschiedenis - Geschiedenis van het Nederlands - Geschiedenis van het onderwijs - Rechterlijke macht - Ontstaan van de Nederlandse ondergrond - Sociale geschiedenis - Strijd tegen het water - Televisiegeschiedenis - Uitvindingen en ontdekkingen                                                                                |  | |
| Naar overzeese gebieden - Aruba - Nederlandse Antillen - Nederlands-Indië - Noord-Amerika - Suriname - Zuid-Afrika - Koloniën algemeen |  | |
| Naar provincie - Drenthe - Flevoland - Friesland - Gelderland - Groningen - Limburg - Noord-Brabant - Noord-Holland - Overijssel - Utrecht - Zeeland - Zuid-Holland |  | |
| |  | |
| Portaal Nederland Portaal Geschiedenis |  | |